# Compiègne
Compiègne [kɔ̃pjɛɲ] est une commune française située dans le département de l'Oise, dont elle est l'une des sous-préfectures, en région culturelle et historique de Picardie, administrative Hauts-de-France. La commune est située au nord-est de Paris. Résidence royale depuis les Mérovingiens, elle est souvent surnommée « la Cité Impériale » du fait de son passé étroitement lié au Second Empire.
La ville est célèbre pour son château, reconstruit entièrement sous le règne de Louis XV, et utilisé comme résidence occasionnelle par les empereurs Napoléon Ier et Napoléon III.
Compiègne est également connue pour sa forêt domaniale, la cinquième plus vaste de France, où furent signés les armistices du 11 novembre 1918 et du 22 juin 1940.
Elle conserve aujourd’hui un riche patrimoine culturel, visible notamment dans son centre historique, avec ses quartiers anciens et ses monuments emblématiques, comme l’hôtel de ville, le cloître de l'ancienne abbaye Saint-Corneille, la rue piétonne des Lombards, réputée pour ses maisons à colombages, l'église Saint-Jacques, inscrite au patrimoine mondial de l'UNESCO, ou encore la statue de Jeanne d'Arc, érigée en mémoire de sa capture lors du siège de la ville durant la guerre de Cent Ans.
L’activité de la ville repose par ailleurs sur son attractivité économique et sur la présence de l’Université de technologie de Compiègne (UTC), qui contribue à son dynamisme scientifique et industriel.
Compiègne compte 40 808 habitants selon le recensement de 2022, et constitue la troisième aire urbaine du département, avec plus de 80 000 habitants.

## Géographie

### Localisation
La ville de Compiègne est située en aval du confluent des rivières Oise et Aisne, dans le département de l'Oise. Elle en constitue la troisième aire urbaine, avec 98 418 habitants.
La ville se situe à moins d'une heure par voie autoroutière de Paris et une trentaine de minutes de l'aéroport de Paris-Charles-de-Gaulle.
En termes de distance, Compiègne se trouve à 49 km de l'aéroport de Paris-Charles-de-Gaulle et à 71 km de Paris.
Compiègne et Paris possédant respectivement un territoire relativement vaste, la distance qui sépare les deux points les plus proches entre les deux villes n'est que de 62 km. De ce fait la ville est située à la limite de l'aire d'attraction de Paris, Compiègne possédant sa propre aire d'attraction mais étant directement concernée par l'influence économique parisienne.
Au sud-est s'étend la forêt domaniale de Compiègne.
La cité se situe aux limites du Valois et du Soissonnais, point de jonction naturel des trois zones géographiques et culturelles que sont la Picardie, la Champagne et l'Île-de-France. Du fait de sa position géographique, Compiègne subit d'ailleurs l'influence de nombreuses villes et agglomérations alentour, dans, et en dehors de la Picardie :
| Ville / Département | Statut                | Fonctions et attraits principaux                                            | Distance orthodromique | Distance routière | Direction  |
| ------------------- | --------------------- | --------------------------------------------------------------------------- | ---------------------- | ----------------- | ---------- |
| Crépy-en-Valois 60  |                       | emploi                                                                      | 20,7 km                | 23,8 km           | sud        |
| Noyon 60            |                       | emploi, soins                                                               | 22,0 km                | 28,8 km           | nord-est   |
| Senlis 60           |                       | emploi                                                                      | 29,5 km                | 35,8 km           | sud-ouest  |
| Clermont 60         |                       | emploi                                                                      | 30,2 km                | 34,4 km           | ouest      |
| Creil 60            |                       | emploi                                                                      | 30,9 km                | 39,7 km           | sud-ouest  |
| Soissons 02         |                       | commerces, culture, enseignement, soins                                     | 36,3 km                | 38,5 km           | est        |
| Beauvais 60         | Préfecture            | administration, commerces, justice, transports                              | 53,0 km                | 58,7 km           | ouest      |
| Amiens 80           | Ex-Capitale régionale | administration, enseignement, justice, soins                                | 65,3 km                | 98,8 km           | nord-ouest |
| Paris 75            | Capitale nationale    | administration, commerces, culture, emploi, enseignement, soins, transports | 71,3 km                | 84,3 km           | sud-ouest  |

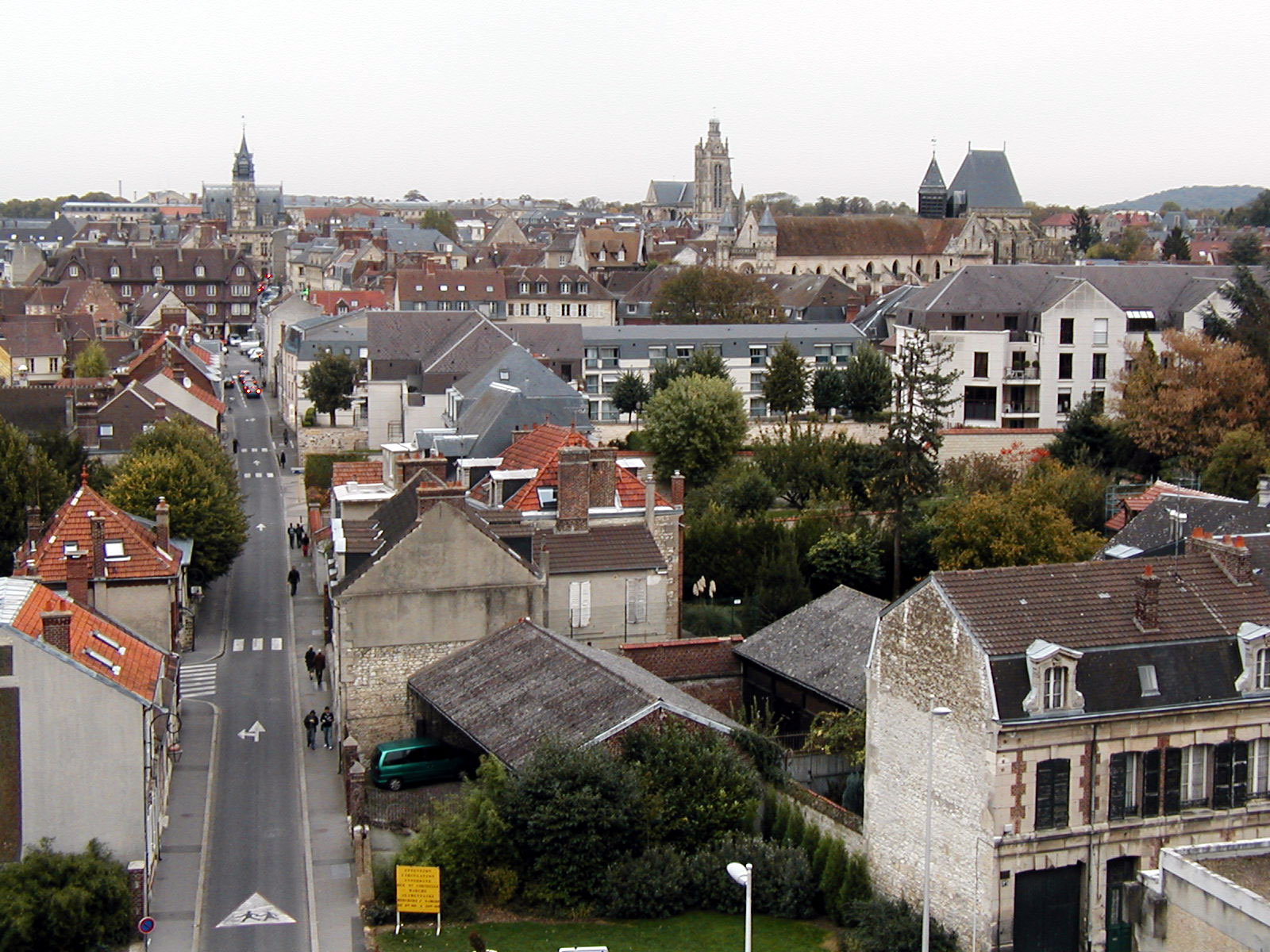
Vue générale sur le centre-ville de Compiègne depuis le bâtiment Benjamin-Franklin de l'UTC.
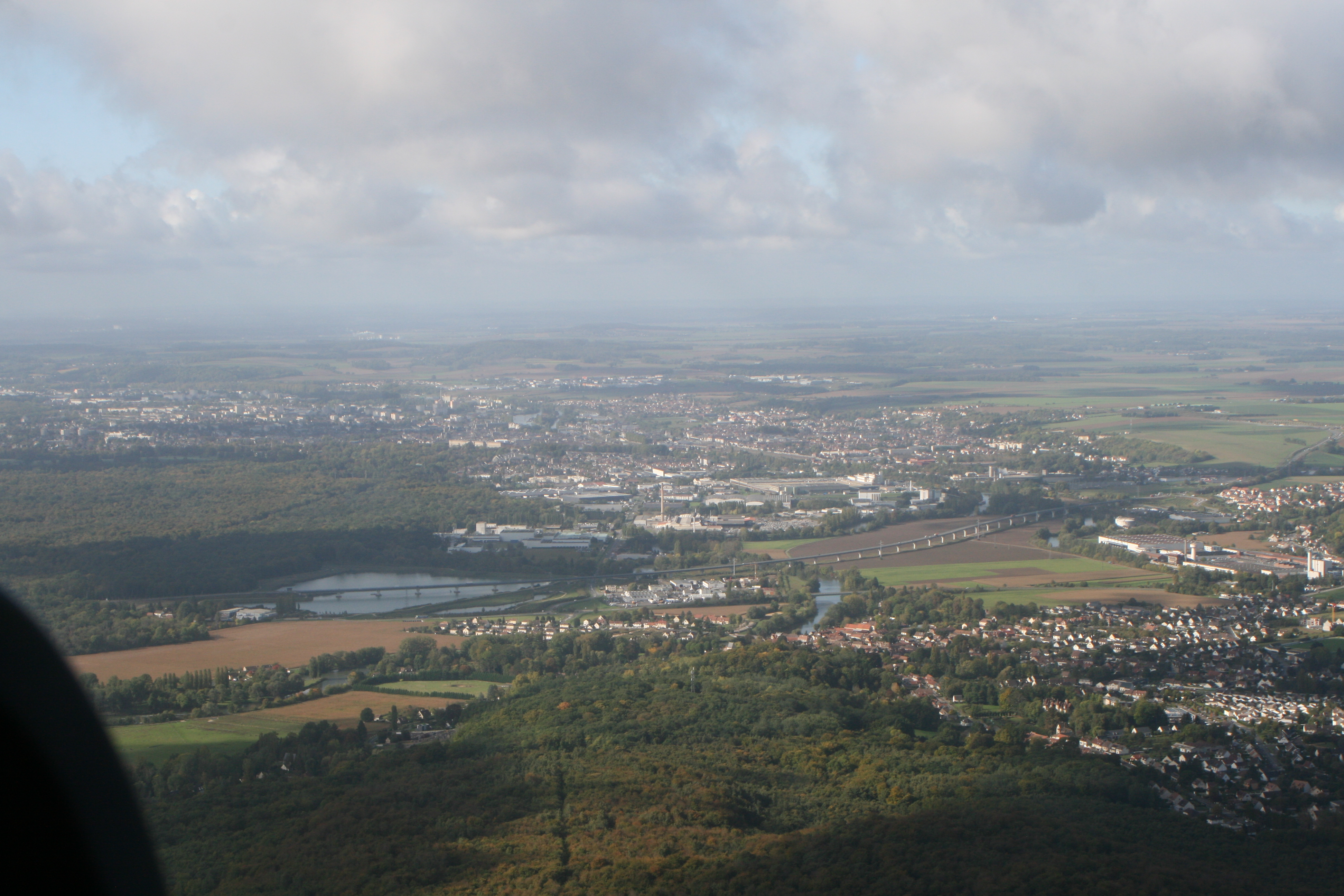
Photo du ciel de la ville de Compiègne.

### Communes limitrophes
Les communes limitrophes sont Jaux, Choisy-au-Bac, Clairoix, Lacroix-Saint-Ouen, Margny-lès-Compiègne, Rethondes, Saint-Jean-aux-Bois, Trosly-Breuil, Venette et Vieux-Moulin.
Distances orthodromiques des communes dont le territoire est limitrophe de celui de Compiègne.
| Margny-lès-Compiègne (0,9 km) | Clairoix (2,9 km)           | Choisy-au-Bac (4,3 km) Rethondes (8,2 km)     |
| Venette (1,8 km)              | Compiègne                   | Trosly-Breuil (10,2 km) Vieux-Moulin (8,2 km) |
| Jaux (4,9 km)                 | Lacroix-Saint-Ouen (7,5 km) | Saint-Jean-aux-Bois (9,7 km)                  |

### Hydrographie

#### Réseau hydrographique
La commune est située dans le bassin Seine-Normandie. Elle est drainée par l'Aisne, l'Oise, le ru de Berne, le ru des Planchettes, le ru du Pain Cher, la dérivation de Venette, le canal 01 de la commune de Compiegne, le canal 02 de la commune de Compiegne, le fossé 01 des Beaux Monts, le fossé 02 des Beaux Monts divers bras de Berne et un autre petit cours d'eau,.
L'Aisne est un  cours d'eau naturel navigable de 256 km de longueur, traversant les cinq départements Meuse, Marne, Ardennes, Aisne, Oise. Elle est un affluent en rive gauche de l'Oise, ce qui fait d'elle un sous-affluent de la Seine. Les caractéristiques hydrologiques de l'Aisne sont données par la station hydrologique située à Choisy-au-Bac. Le débit moyen mensuel est de 65,4 m3/s. Le débit moyen journalier maximum est de 451 m3/s, atteint lors de la crue du 28 décembre 1993.
L'Oise prend sa source en Belgique, à 309 mètres d'altitude, dans l'ancienne commune de Forges et se jette dans la Seine à 20 mètres d'altitude, au Pointil en rive droite et en aval du centre de Conflans-Sainte-Honorine dans le département des Yvelines. D'une longueur 341 kilomètres, elle est presque entièrement navigable et bordée de canaux sur 104 kilomètres. Les caractéristiques hydrologiques de l'Oise sont données par la station hydrologique située à Venette. Le débit moyen mensuel est de 0,623 m3/s. Le débit moyen journalier maximum est de 461 m3/s, atteint lors de la crue du 4 mai 2013. Le débit instantané maximal est quant à lui de 20,5 m3/s, atteint le même jour. Le second pont sur l'Oise, appelé le Pont-Neuf, a été inauguré en septembre 2011,.
Le ru de Berne, d'une longueur de 14 km, prend sa source dans la commune de Pierrefonds et se jette dans l'Aisne dans la commune, après avoir traversé trois communes.
Le ru des Planchettes, d'une longueur de 15 km, prend sa source dans la commune de Saint-Jean-aux-Bois et se jette dans l'Oise au Meux, après avoir traversé quatre communes.

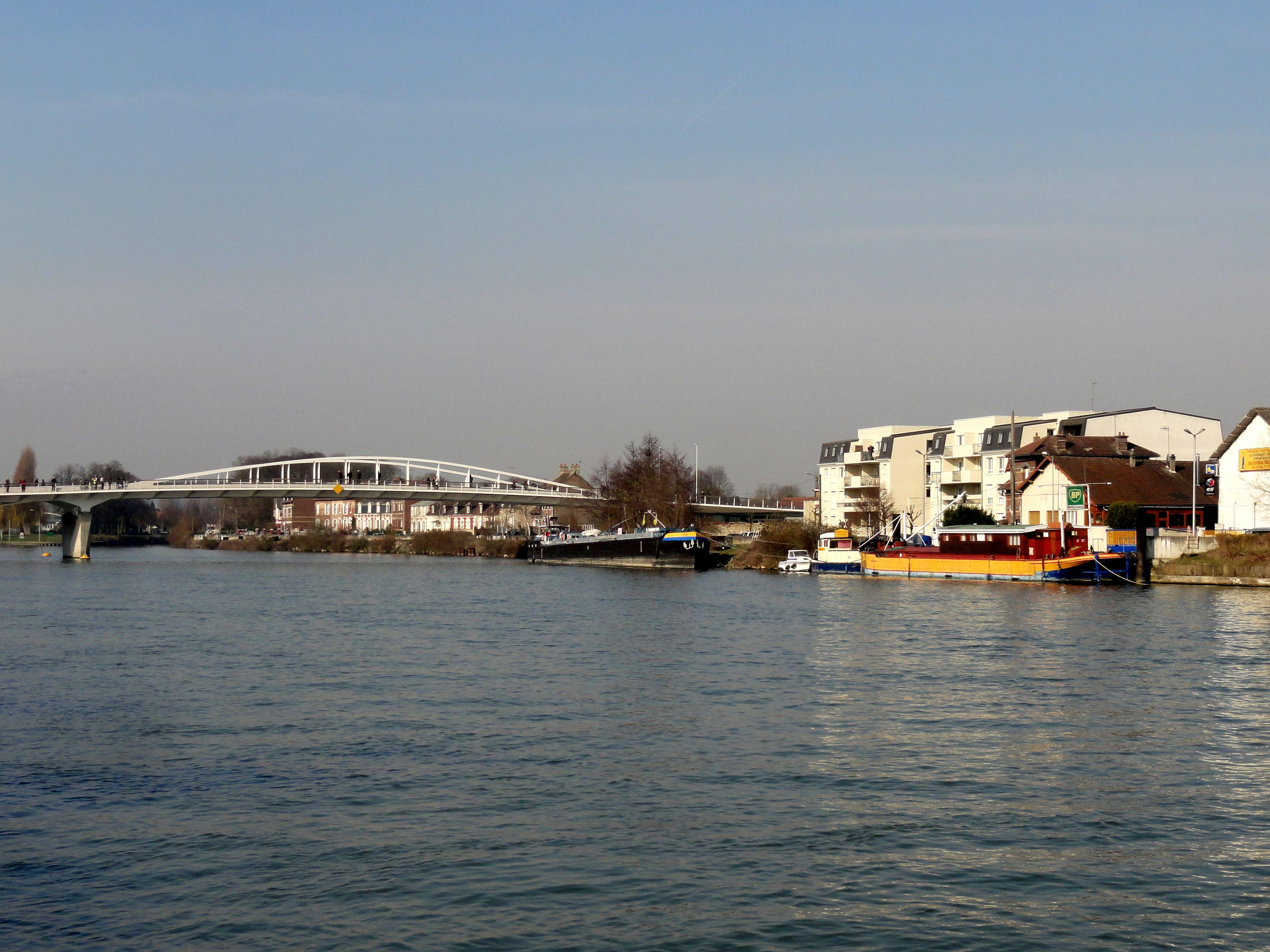
L'Oise et le Pont-Neuf.
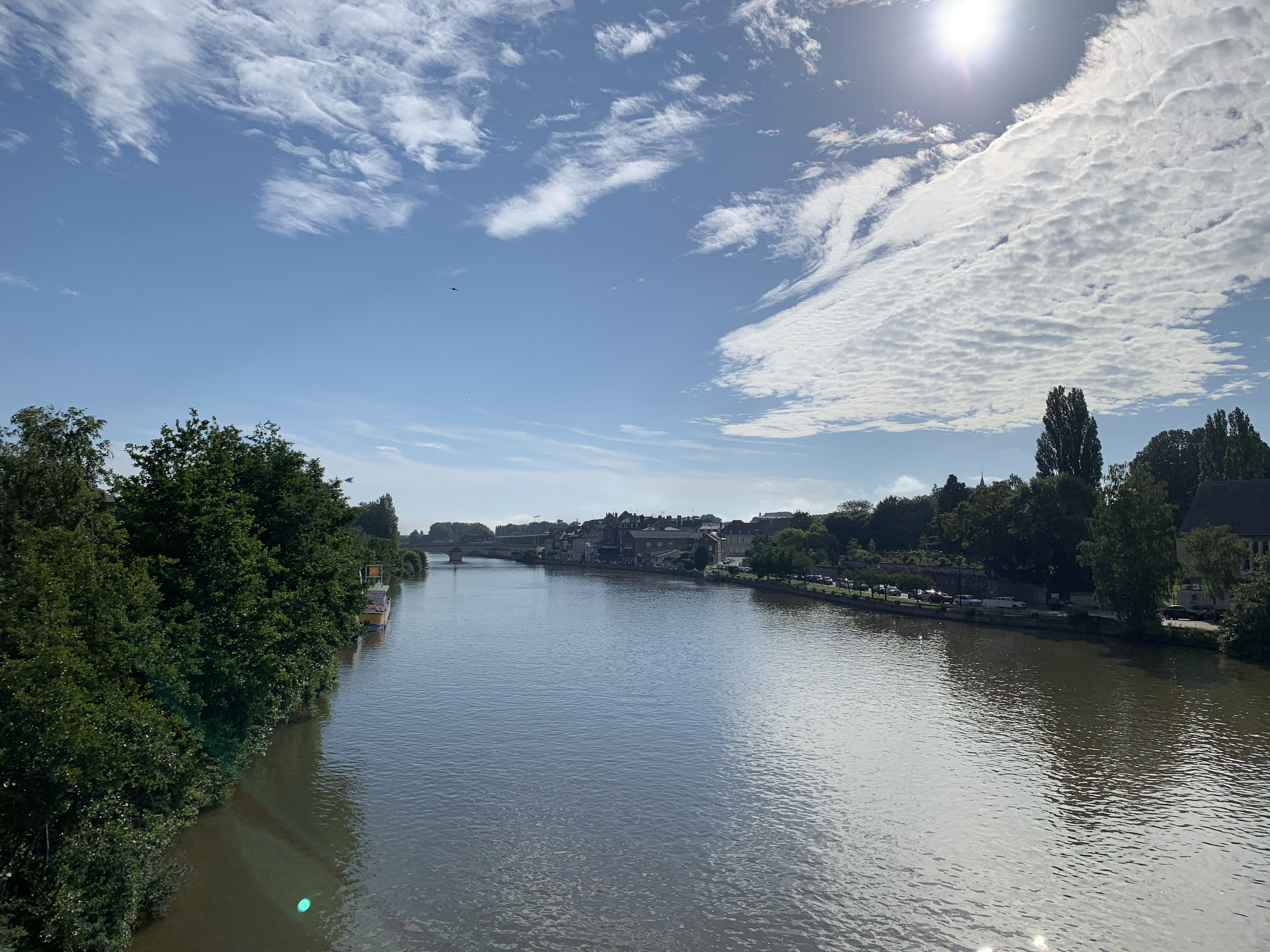
L'Oise.
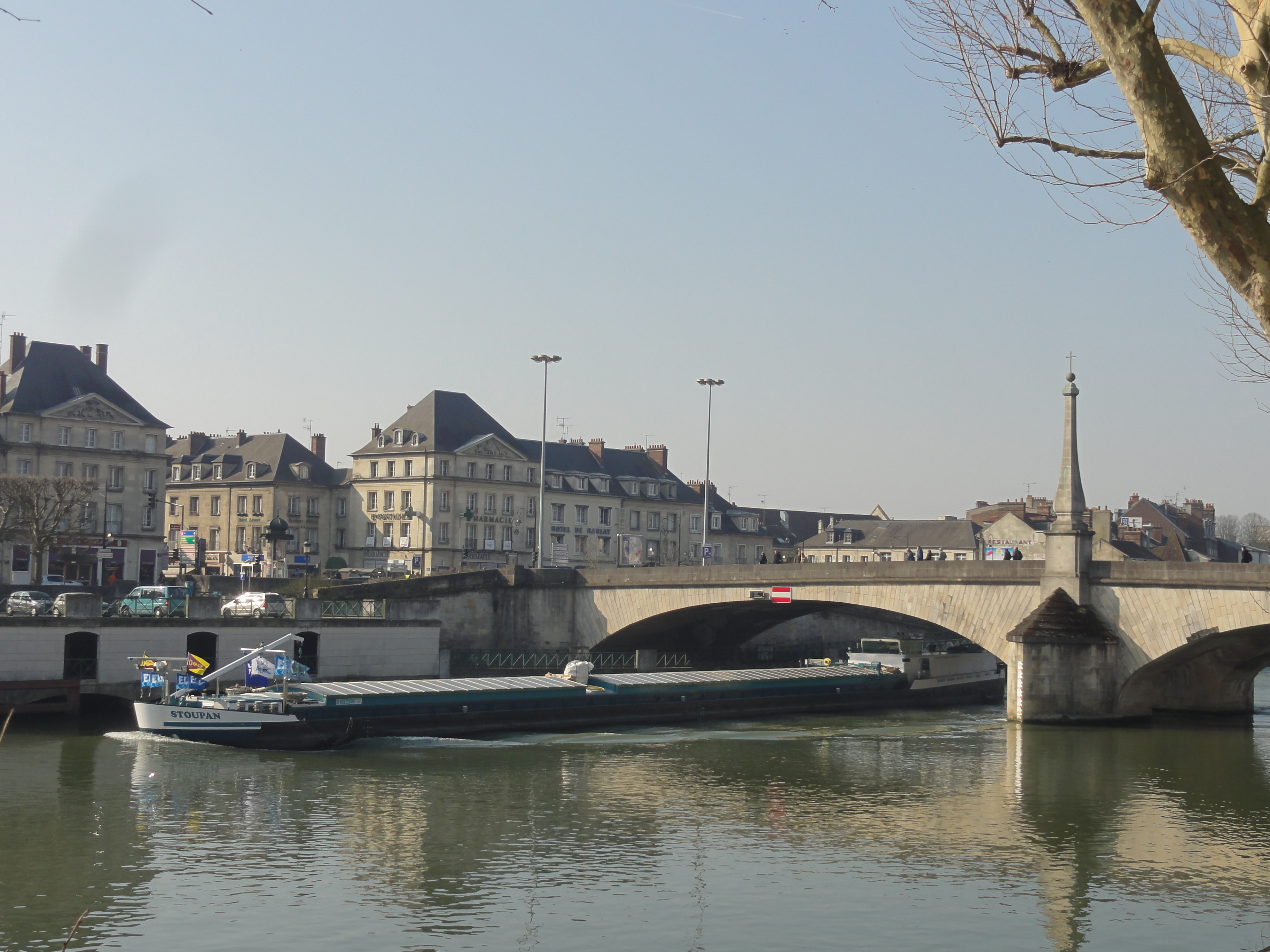
Le Pont Solférino et une barge.
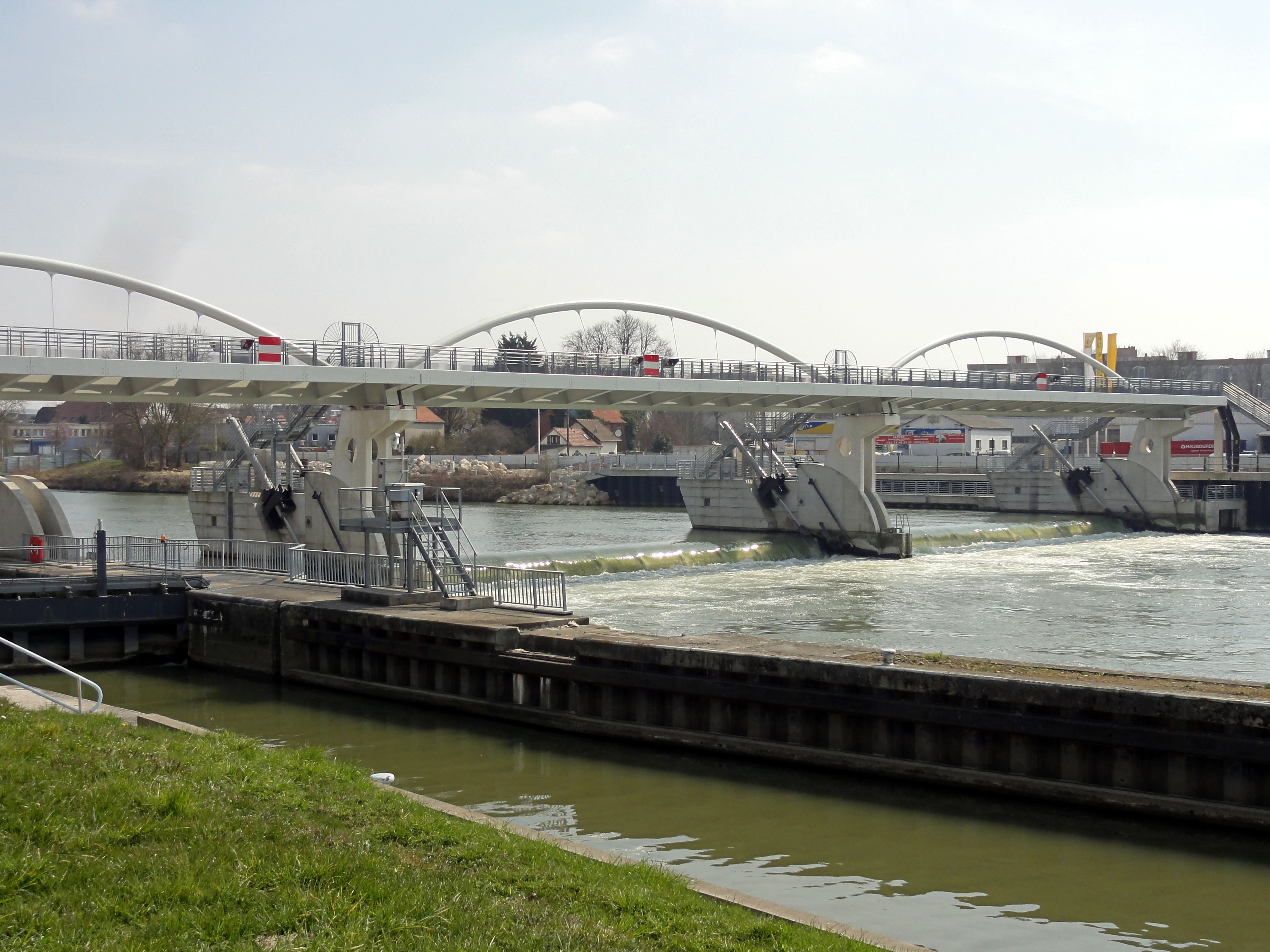
L'Île des Rats et la nouvelle écluse.

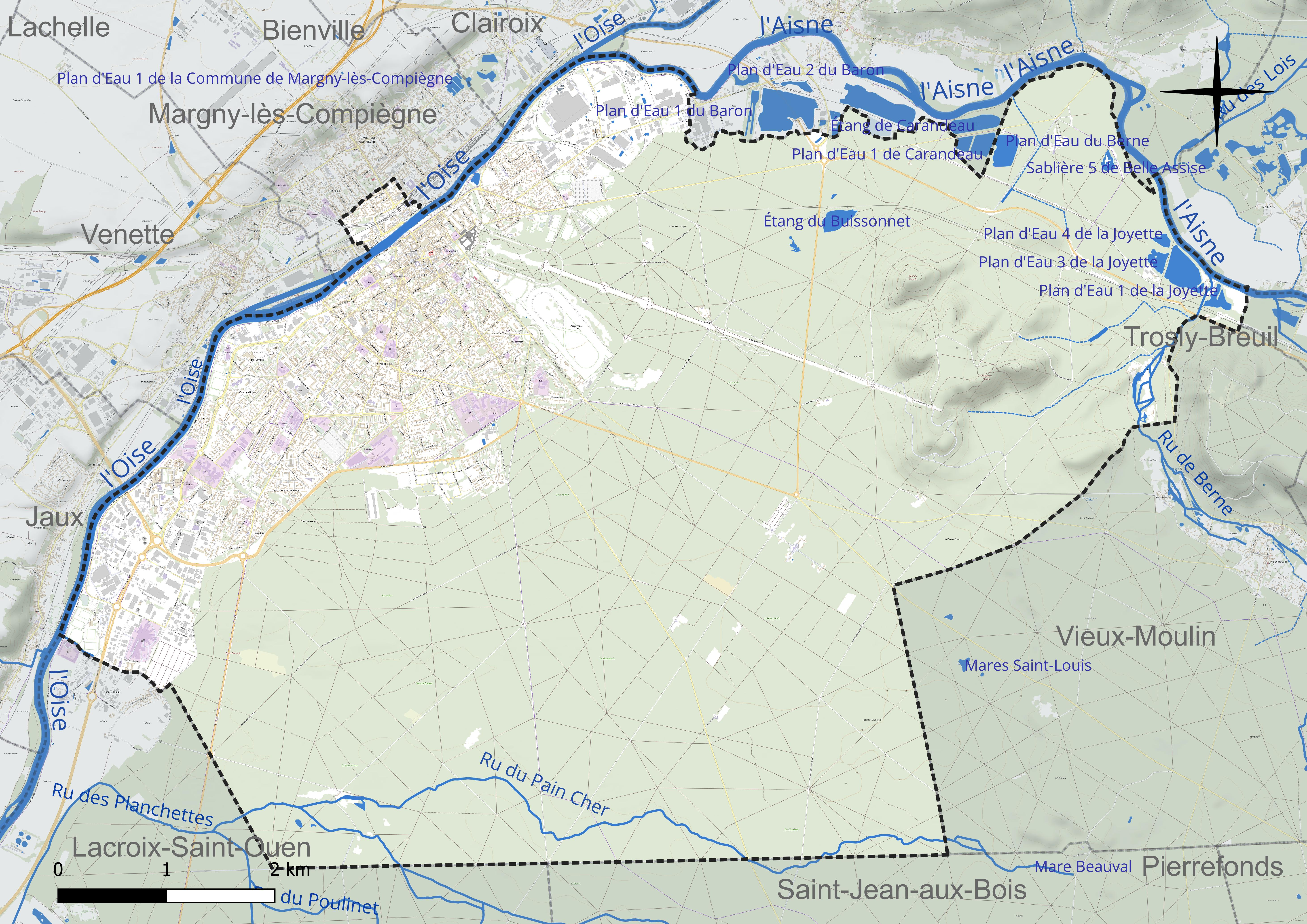
Réseau hydrographique de Compiègne.

Sept plans d'eau complètent le réseau hydrographique : le plan d'eau 1 de la Joyette (2,7 ha), le plan d'eau 2 de la Joyette (9 ha), le plan d'eau 3 de la Joyette (2,5 ha), le plan d'eau 4 de la Joyette (1,3 ha), le plan d'eau du Berne (5,6 ha), l'étang du Buissonnet (4 ha) et l'étang du Louveteau (1,3 ha),.

#### Gestion et qualité des eaux
Le territoire communal est couvert par le schéma d'aménagement et de gestion des eaux (SAGE) « Sensée ». Ce document de planification concerne un territoire de 789 km2 de superficie, délimité par trois bassins versants en totalité ou en partie (Aisne, Oise et Aronde). Le périmètre a été arrêté le 16 octobre 2001 et le SAGE proprement dit a été approuvé le 8 juin 2009, puis révisé le 27 novembre 2019. La structure porteuse de l'élaboration et de la mise en œuvre est le syndicat mixte Oise-Aronde.
La qualité des cours d'eau peut être consultée sur un site dédié géré par les agences de l'eau et l'Agence française pour la biodiversité.

### Climat
Pour des articles plus généraux, voir Climat des Hauts-de-France et Climat de l'Oise.
En 2010, le climat de la commune est de type climat océanique dégradé des plaines du Centre et du Nord, selon une étude du CNRS s'appuyant sur une série de données couvrant la période 1971-2000. En 2020, Météo-France publie une typologie des climats de la France métropolitaine dans laquelle la commune est dans une zone de transition entre le climat océanique et le climat océanique altéré et est dans la région climatique Nord-est du bassin Parisien, caractérisée par un ensoleillement médiocre, une pluviométrie moyenne régulièrement répartie au cours de l'année et un hiver froid (3 °C).
Pour la période 1971-2000, la température annuelle moyenne est de 10,8 °C, avec une amplitude thermique annuelle de 14,7 °C. Le cumul annuel moyen de précipitations est de 669 mm, avec 11,5 jours de précipitations en janvier et 8,4 jours en juillet. Pour la période 1991-2020, la température moyenne annuelle observée sur la station météorologique la plus proche, située à Margny-lès-Compiègne à 1 km à vol d'oiseau, est de 11,2 °C et le cumul annuel moyen de précipitations est de 633,5 mm,. Pour l'avenir, les paramètres climatiques de la commune estimés pour 2050 selon différents scénarios d'émission de gaz à effet de serre sont consultables sur un site dédié publié par Météo-France en novembre 2022.
| Mois                                  | jan.          | fév.           | mars           | avril         | mai             | juin          | jui.          | août           | sep.          | oct.          | nov.             | déc.             | année     |
| ------------------------------------- | ------------- | -------------- | -------------- | ------------- | --------------- | ------------- | ------------- | -------------- | ------------- | ------------- | ---------------- | ---------------- | --------- |
| Température minimale moyenne (°C)     | 1,5           | 1,8            | 3,4            | 5,4           | 8,8             | 11,5          | 13,3          | 13,3           | 10,5          | 8,2           | 4,7              | 2,2              | 7         |
| Température moyenne (°C)              | 3,9           | 4,8            | 7,5            | 10,5          | 13,8            | 16,9          | 19            | 18,9           | 15,6          | 12            | 7,5              | 4,5              | 11,2      |
| Température maximale moyenne (°C)     | 6,4           | 7,9            | 11,6           | 15,5          | 18,8            | 22,2          | 24,7          | 24,6           | 20,7          | 15,9          | 10,3             | 6,9              | 15,5      |
| Record de froid (°C) date du record   | −15 07.01.09  | −10,3 07.02.12 | −10,4 13.03.13 | −4,8 07.04.21 | −0,6 07.05.1997 | 3,1 01.06.06  | 4,9 03.07.11  | 4,9 28.08.1998 | 0,5 30.09.18  | −4,6 28.10.03 | −10,4 24.11.1998 | −11,3 29.12.1996 | −15 2009  |
| Record de chaleur (°C) date du record | 14,8 09.01.15 | 19 27.02.19    | 25,1 31.03.21  | 27,5 19.04.18 | 30,6 27.05.05   | 35,5 18.06.22 | 41,5 25.07.19 | 39,2 12.08.03  | 34,8 15.09.20 | 28,2 01.10.11 | 20,2 06.11.18    | 16,4 07.12.00    | 41,5 2019 |
| Précipitations (mm)                   | 50,9          | 44,9           | 42,7           | 42,1          | 57,7            | 54,4          | 56,6          | 62,9           | 43,9          | 60,2          | 52,6             | 64,6             | 633,5     |

## Urbanisme

### Typologie
Au 1er janvier 2024, Compiègne est catégorisée centre urbain intermédiaire, selon la nouvelle grille communale de densité à sept niveaux définie par l'Insee en 2022.
Elle appartient à l'unité urbaine de Compiègne, une agglomération intra-départementale regroupant quatorze  communes, dont elle est ville-centre,,. Par ailleurs la commune fait partie de l'aire d'attraction de Compiègne, dont elle est la commune-centre,. Cette aire, qui regroupe 101 communes, est catégorisée dans les aires de 50 000 à moins de 200 000 habitants,.

### Occupation des sols

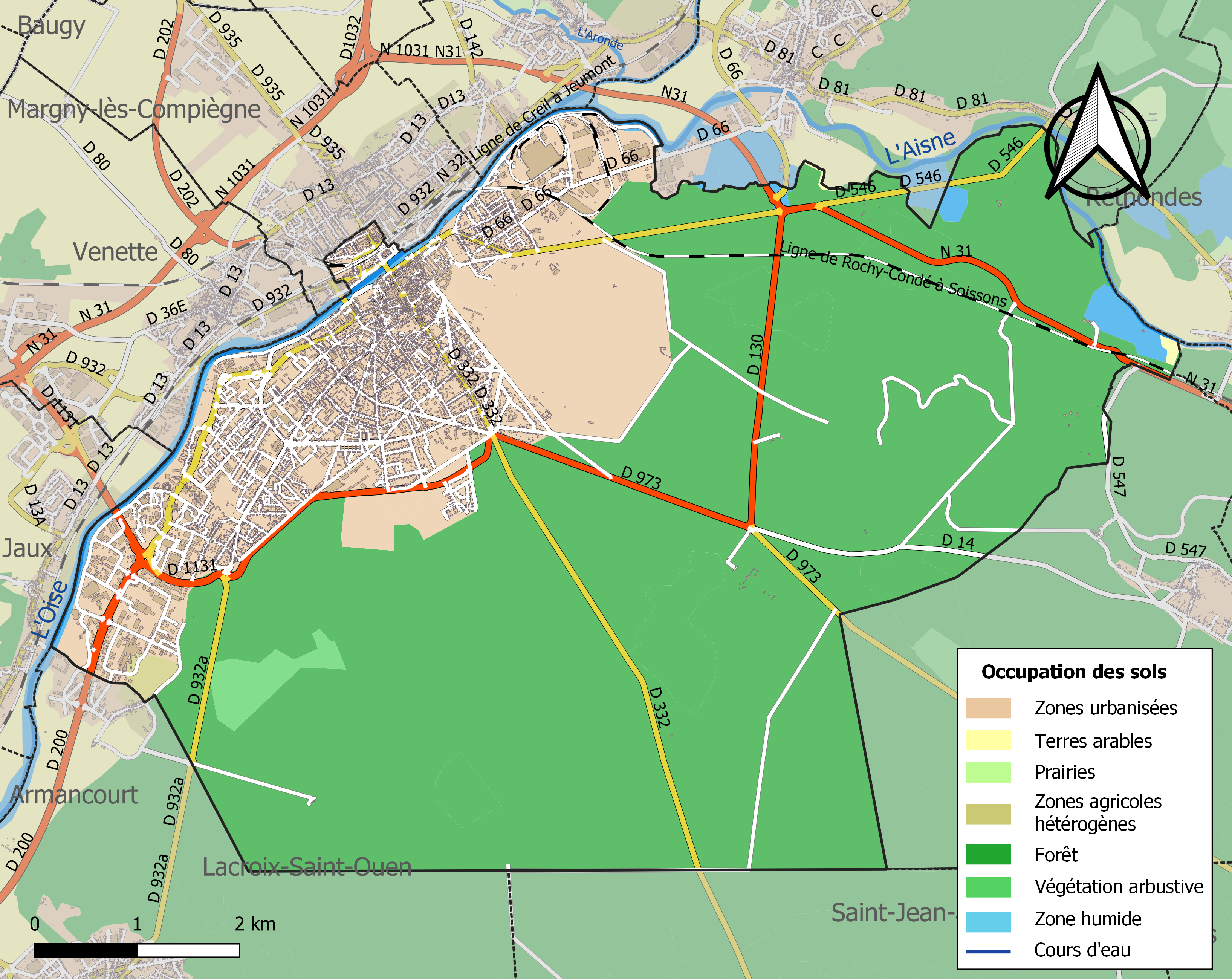
Carte des infrastructures et de l'occupation des sols de la commune en 2018 (CLC).

L'occupation des sols de la commune, telle qu'elle ressort de la base de données européenne d'occupation biophysique des sols Corine Land Cover (CLC), est marquée par l'importance des forêts et milieux semi-naturels (73 % en 2018), une proportion sensiblement équivalente à celle de 1990 (73,2 %). La répartition détaillée en 2018 est la suivante : forêts (72,1 %), zones urbanisées (11 %), zones industrielles ou commerciales et réseaux de communication (6,8 %), espaces verts artificialisés, non agricoles (6,4 %), eaux continentales (1,7 %), milieux à végétation arbustive et/ou herbacée (0,9 %), mines, décharges et chantiers (0,7 %), zones agricoles hétérogènes (0,3 %), terres arables (0,1 %). L'évolution de l'occupation des sols de la commune et de ses infrastructures peut être observée sur les différentes représentations cartographiques du territoire : la carte de Cassini (XVIIIe siècle), la carte d'état-major (1820-1866) et les cartes ou photos aériennes de l'IGN pour la période actuelle (1950 à aujourd'hui).

### Habitat et logement
En 2020, le nombre total de logements dans la commune était de 21 652, alors qu'il était de 21 357 en 2014 et de 20 810 en 2009.
Parmi ces logements, 90,4 % étaient des résidences principales, 1,7 % des résidences secondaires et 7,9 % des logements vacants. Ces logements étaient pour 20,9 % d'entre eux des maisons individuelles et pour 77,9 % des appartements.
Compiègne dépasse les obligations qui lui sont faites par l'article 55 de la loi SRU qui lui imposent de disposer d'au moins 25 % de logements sociaux. Au sens du recensement, la ville disposait en 2008 de 6 102 logements HLM (32,5 % du parc des résidences principales), nombre qui s'est réduit à 5 558 en 2018 (28,1 %).
Le tableau ci-dessous présente la typologie des logements à Compiègne en 2020 en comparaison avec celle de l'Oise et de la France entière. Une caractéristique marquante du parc de logements est ainsi une proportion de résidences secondaires et logements occasionnels (1,7 %) inférieure à celle du département (2,4 %) et de la France entière (9,7 %). Concernant le statut d'occupation de ces logements, en 2020, 35 % des habitants de la commune sont propriétaires de leur logement (32,3 % en 2014), contre 61,4 % pour l'Oise et 57,5 % pour la France entière.
| Typologie                                               | Compiègne | Oise | France entière |
| ------------------------------------------------------- | --------- | ---- | -------------- |
| Résidences principales (en %)                           | 90,4      | 90,5 | 82,1           |
| Résidences secondaires et logements occasionnels (en %) | 1,7       | 2,4  | 9,7            |
| Logements vacants (en %)                                | 7,9       | 7,1  | 8,2            |

### Voies de communication et transports
Une piste cyclable est aménagée sur une part importante des quais de l'Oise.
La ville dispose de la gare de Compiègne située sur la ligne de Creil à Jeumont. Elle est desservie par les lignes de trains TER Paris – Saint-Quentin (ou autre terminus) et Amiens – Compiègne.
Les Transports intercommunaux du Compiégnois constituent le réseau de transport urbain et périurbain de l'agglomération compiégnoise. Ce service est gratuit du lundi au samedi depuis 1975. Il a transporté 4,7 millions de voyageurs en 2000. Il est constitué de 6 lignes urbaines régulières exploitées au moyen d'autobus et de 7 lignes périurbaines exploitées avec des autocars. Les dimanches et jours fériés lignes de bus spécifiques D1 et D2 circulent desservant le centre de l'agglomération.
La ville est également desservie par de nombreuses lignes du réseau interurbain de l'Oise qui prennent leur départ sur le parvis de la gare.
Un ensemble de taxis est implanté à Compiègne et un service de covoiturage a aussi été créé par la ville.

## Toponymie
Le nom est attesté sous les formes actum Compendio anno XII regni nostri vers 523 ; actum Compendio en 547 ; Compendium villam vers 590 ; Conpendio villa rediit au VIe siècle ; Compendio feliciter en 629 ; exiude Conpendio villa veniens vers 640 ; actum compendio palatio en 663 ; Compendium en 678 ; Conpendio in palacio nostro en 679 ; palatio Compendio en 682 ; Conpendio en 688 ; Compendium in palacio nostro en 695 ; Compendium, Conpendio feliciter en 716 ; actum Compendio palatio regio en 820 ; in broilo Compendii palatii en 844 ; in villa Compendio quam de suo nomine appellavit en 876 ; in palatio videlicat Compendio, castellum de Compendio, actum Compendio et Compendium cum causia similiter en 877 ; Cumpendio palacio supra fluvium Isera en 861 ; in broilo Compendii en 883 ; actum Compendio palatio en 910 ; in nostro palatio Compendio vers 917 ; actum Compendio regalis sedis palatio feliciter en 921 ; Compendium super Isaram et in villa Compendii (en 923) ; apud compendium palatium vers 960 ; ad Compendia super Isaram avant 966 ; apud palatium compendiacum en 986 ; Compendium regalis sedis oppidum au Xe siècle ; actum compendio palatio in Dei nomine feliciter en 987 ; actum Compendio en 1016 ; in palatio Compendiensi en 1037 ; in concilio Compendii en 1085 ; villam scilicet Compendium en 1108 ; Compendium au XIe siècle ; de Cumpendio vers 1135 ; Karnopolim en 1165 ; in palatio autem Compendiensi en 1153 ; apud Karnopolim castrum pulcherrimum quod vulgo Compennuim dicitur vers 1183 ; Carnopoli et Compiegne au XIIe siècle ; Conpeigne et Conpeingne vers 1176 ; strata Compendii en 1200 ; Copegia vers 1240 ; le vile de Compiegne en 1249 ; de Compendio en 1250 ; bourgois de compiegnie en 1258 ; Compiengne en 1263 ; in castro compendii et compienne en 1266 ; Compingne en 1284 ; Compigne, Compengne et Compeingne au XIIIe siècle ; Conpigne en 1341 ; Compaigne en 1344 ; ville de Compaigne et ville de Compiengne en 1358 ; Compieigne en 1390 ; Compiengne en 1411 ; Compieigne en 1431; Compienne en 1470 ; Compiene en 1546; Marat-sur-Oise en 1794 ; Compiègne en 1840.
Albert Dauzat et Charles Rostaing l'expliquent par un bas latin *compendium « chemin de traverse », « raccourci ». Ce mot n'est pas attesté ailleurs dans la toponymie et n'a pas d'héritier en ancien français.

En latin, on trouve compendia via « chemin de traverse » ou compendĭārĭa (via) « voie plus courte ». À l'époque gallo-romaine, Compiègne, Compendium, aurait été un point de passage sur l'Oise lié à un réseau de voies secondaires à la frontière des territoires des Suessions et des Bellovaques. Le gué, permettant de franchir l'Oise, se rencontrait au lieu-dit « le clos des Roses », localisé à 700 m à l'ouest du centre ville actuel.
Ces mêmes auteurs classent Compiègne sous la rubrique Compains, commune à laquelle ils attribuent le nom de personne gallo-roman Compendius, de signification obscure.
L'origine du nom reste mal éclaircie. On peut très bien envisager une explication à partir du préfixe gaulois com- / con- 'avec', 'ensemble', 'également' entrant dans la composition de nombreux anthroponymes et toponymes, suivi d'un élément *pennia > *pendia (cf. Arpent, d'origine gauloise arependis < arepennis).
Pendant la Révolution française, la ville fut appelée « Marat-sur-Oise ».
Le gentilé est Compiégnois.

## Histoire

### Antiquité
Les premières traces d'habitat humain sur le territoire de l'actuelle commune de Compiègne remontent au début du Ve millénaire avant notre ère et se continuent jusqu'à la conquête romaine. À l'époque gallo-romaine, Compiègne fut un point de passage sur l'Oise (Isara) relié au réseau de voies secondaires à la frontière des territoires des Bellovaques (Beauvais) et des Suessions (Soissons). Un gué se trouvait au lieu-dit le Clos des Roses entre Compiègne et Venette. Dans le quartier du Clos des Roses ont été retrouvés les vestiges d'un bâtiment romain, peut-être un poste de garde militaire du gué. Au centre-ville actuel, les fouilles menées n'ont pas permis de découvrir de vestiges gallo-romains. Dans les environs, quelques vestiges de villae furent mis au jour,.

### Moyen Âge

#### Haut Moyen Âge
Le faubourg de Saint-Germain paraît être le premier établissement de Compiègne. La ville, sur son emplacement actuel, est de formation relativement récente ; elle s'est créée autour du château des rois de France. Compiègne fut associée à la couronne de France dès l'avènement des Mérovingiens. L'acte le plus ancien qui en fait mention est un diplôme de Childebert Ier en 547[réf. souhaitée]. Clotaire Ier y mourut en 561 et les rois mérovingiens et carolingiens y séjournèrent souvent et y tinrent de nombreux plaids et conciles. Ragenfred, maire du Palais sous Dagobert III, bat en 715 les Austrasiens dans la forêt de Cuise, près de Compiègne. Pépin le Bref en 757, reçoit à Compiègne une ambassade de l'empereur Constantin V Copronyme, qui lui fait présent pour son oratoire des premières orgues connues en France,[réf. non conforme]. Il y reçoit aussi le serment de vassalité du duc Tassilon III de Bavière.

Charles II le Chauve (823-877) roi de Francie et empereur d'Occident en fit son séjour habituel. Par le traité de Compiègne, le 1er août,[réf. non conforme] ou le 25 août 867,, il concède le Cotentin, l'Avranchin ainsi que les îles Anglo-Normandes à Salomon, roi de Bretagne.
Le 2 janvier 876, Charles le Chauve ordonne l'édification de la collégiale Sainte-Marie, future abbaye Saint-Corneille, sur le modèle de celle d'Aix-la-Chapelle. Le 5 mai 877 il la fait consacrer par le pape Jean VIII. L'importante abbaye Saint-Corneille riche de reliques insignes (Saint-Suaire, reliques de la Passion, Voile de la Vierge) devient alors le noyau autour duquel commence à se développer la ville et le roi y bâtit un nouveau palais.
Son fils Louis le Bègue fut sacré à Compiègne le 8 décembre 877 dans l'abbaye Saint-Corneille par l'archevêque Hincmar de Reims et il y mourut en 879. Après la défaite en 883 de Carloman à Miannay face aux Normands qui peuvent alors ravager le pays de Somme, les grands feudataires se réunissent à Compiègne et négocient le départ des envahisseurs au prix démesuré de 12 000 livres. Enfin, Louis V le dernier Carolingien, qui fut sacré à Compiègne le 8 juin 979 et qui mourut le 21 mai 987 fut inhumé dans l'abbaye Saint-Corneille.

#### Les Capétiens

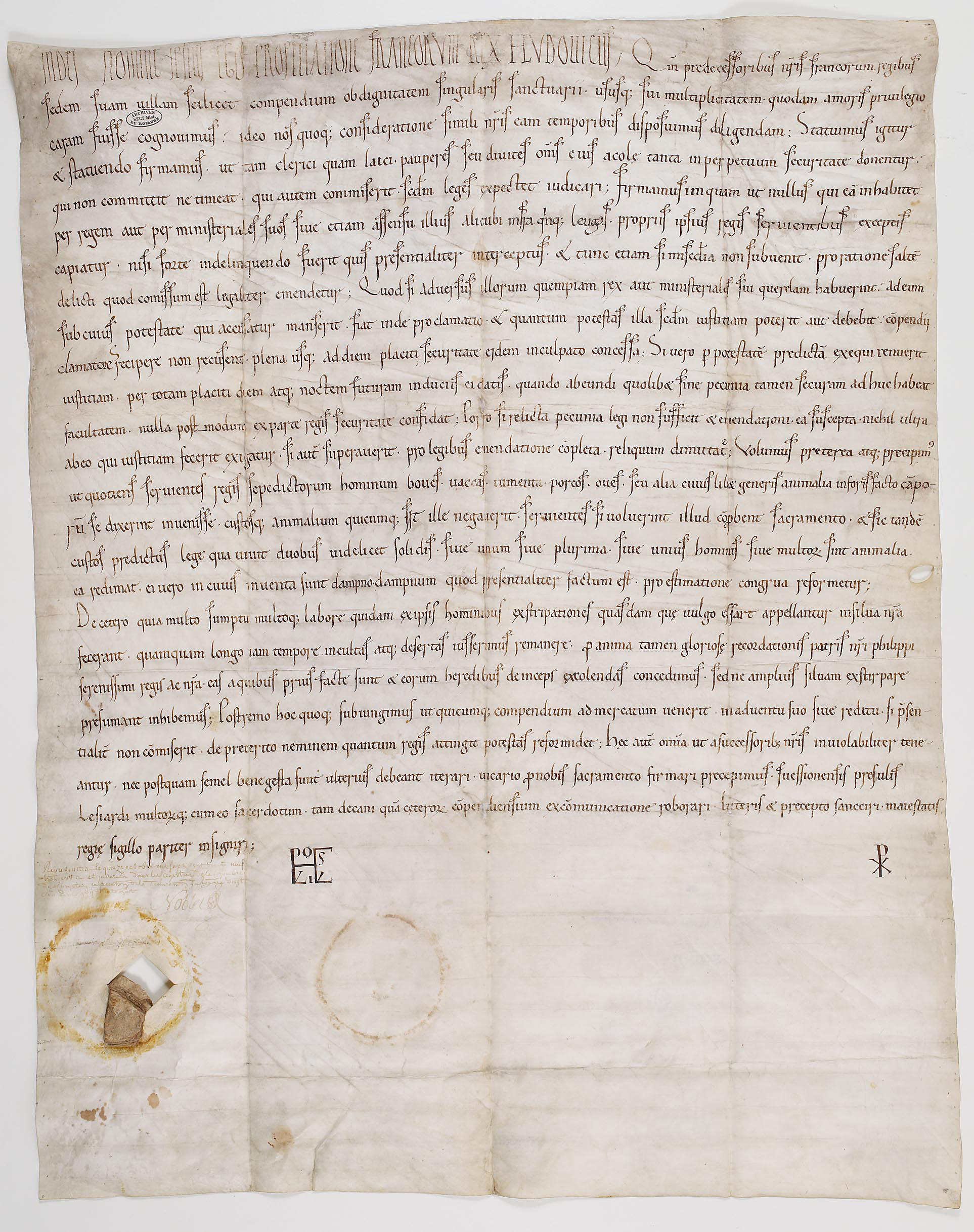
Le roi le Gros accorde des privilèges aux habitants de la ville de Compiègne, vers le 21 mai 1111. Diplôme royal en latin, non daté, portant le monogramme royal. Archives nationales.

Hugues Capet ayant été élu roi des Francs en 987, Compiègne restera un des séjours préférés des premiers Capétiens[source insuffisante] : c'est à Saint-Corneille que la reine Constance d'Arles, épouse de Robert le Pieux, fit associer au trône son fils aîné Hugues qui sera inhumé dans cette basilique en 1025, avant d'avoir pu régner seul.
Louis VI, avant 1125, qui octroie à la ville sa première charte communale. L'abbaye, par suite des scandales causés par les chanoines, devient une abbaye bénédictine à partir de 1150[réf. souhaitée]. Les bourgeois de Compiègne qui ont aidé à l'installation des moines et à l'expulsion des chanoines, obtiennent que leur ville soit instituée en commune par le roi Louis VII en 1153[réf. souhaitée]. Une charte communale sera aussi donnée aux habitants de Royallieu par la reine Adélaïde. Philippe Auguste confirme les droits communaux de Compiègne en 1207 et durant tout le XIIIe siècle la ville va accroître ses biens et son autorité avec le soutien du roi, qui sert d'arbitre entre les religieux de l'abbaye et les bourgeois de la commune[source insuffisante].
En 1237, à l'occasion du mariage à Compiègne de Robert d'Artois avec Mathilde de Brabant, Saint Louis a organisé un tournoi auquel ont participé trois cent trente-huit princes et chevaliers. Ce tournoi a été reconstitué à l'occasion des fêtes de Jeanne d'Arc les 28 mai et 5 juin 1911.
Au milieu du XIIIe siècle, Saint Louis construit le Grand Pont, réparé sous Charles VIII et qui durera jusqu'en 1735. Saint Louis enlève aux moines la juridiction du prieuré et de l'hôpital Saint-Nicolas-au-Pont et va en faire un Hôtel-Dieu. Le roi, aidé par son gendre, roi de Navarre, y porta le premier malade sur un drap de soie en 1259.

Durant le XIVe siècle, la commune de Compiègne en proie à des difficultés financières insurmontables, va devoir renoncer à sa charte communale et le roi va nommer un prévôt pour administrer la ville et rendre la justice, avec le concours d'un maire aussi nommé par le roi et des représentants des bourgeois[réf. souhaitée]. La communauté élit tous les quatre ans, plusieurs "gouverneurs-attournés" chargés de la gestion communale. En cas de guerre le roi nomme un capitaine, proposé par la communauté qui se charge de la défense.

#### Les Valois
Jusqu'à la fin du XIVe siècle les rois réunirent souvent les États-généraux à Compiègne. En 1358, le régent Charles y réunit les États de Langue d'oïl pour rétablir l'autorité royale face aux menées d'Étienne Marcel. En 1374, il commence la construction d'un nouveau château sur l'emplacement actuel du Palais. Compiègne est désormais séjour royal et séjour de la cour, et reçoit la visite de nombreux princes.

Compiègne a vu naître Pierre d'Ailly, cardinal-évêque de Cambrai, chancelier de l'université de Paris, diplomate qui contribua à mettre fin au Grand Schisme d'Occident, auteur de plusieurs ouvrages d'érudition. L'un de ses ouvrages permit à Christophe Colomb de préparer la découverte de l'Amérique.
Pendant la guerre de Cent Ans, Compiègne fut assiégée et prise plusieurs fois par les Bourguignons. Elle embrassa quelque temps le parti du roi plantagenêt Henri VI. Mais à partir du sacre de son compétiteur le Valois Charles VII, elle devient fidèle à celui-ci. Le plus mémorable de ces sièges est celui de 1430 où Jeanne d'Arc, accourue dans la ville pour la défendre, tomba le 23 mai aux mains des capitaines bourguignons Guillaume de Wandonne et Antoine de Bournonville commandés par Jean de Luxembourg-Saint-Pol, lors d'une sortie sur la rive droite de l'Oise et fut vendue aux Anglais. Ce siège s'est traduit par d'importantes destructions par suite des bombardements, une baisse de la population et un appauvrissement des habitants. Les guerres menées par Louis XI se traduisent encore par des charges supplémentaires (fortifications, logement des gens de guerre), des impôts plus lourds et des emprunts forcés, et il faudra attendre le règne de Charles VIII pour entreprendre la reconstruction, relancer l'activité et retrouver la population d'avant la guerre.
Depuis lors, les rois de France continuèrent à résider souvent à Compiègne et prirent l'habitude de s'y arrêter en revenant de se faire sacrer à Reims, ainsi qu'avait fait Charles VII, accompagné de Jeanne d'Arc, en 1429.
La restauration de Compiègne est marquée par la reconstruction de l'hôtel de ville durant le premier tiers du XVIe siècle, symbole de la Ville. Le beffroi est orné des trois Picantins représentant des prisonniers anglais, flamands et bourguignons qui frappent les heures sur les cloches.
Les rois faisaient encore de courts séjours de François Ier à Henri IV. Compiègne était ville royale, ses gouverneurs-attournés étaient nommés avec l'avis du roi, les impôts, taxes et emprunts étaient dus au roi et les régiments de passage étaient logés chez les habitants. Pendant les guerres de Religion, Compiègne resta catholique, fidèle à la royauté et bénéficia en retour de quelques avantages de la part des souverains. L'édit de Compiègne de 1547 réservant aux tribunaux laïcs le jugement des protestants dès qu'il y a scandale public, est une des premières étapes de la répression contre les huguenots.

### Époque moderne

#### Compiègne en 1627

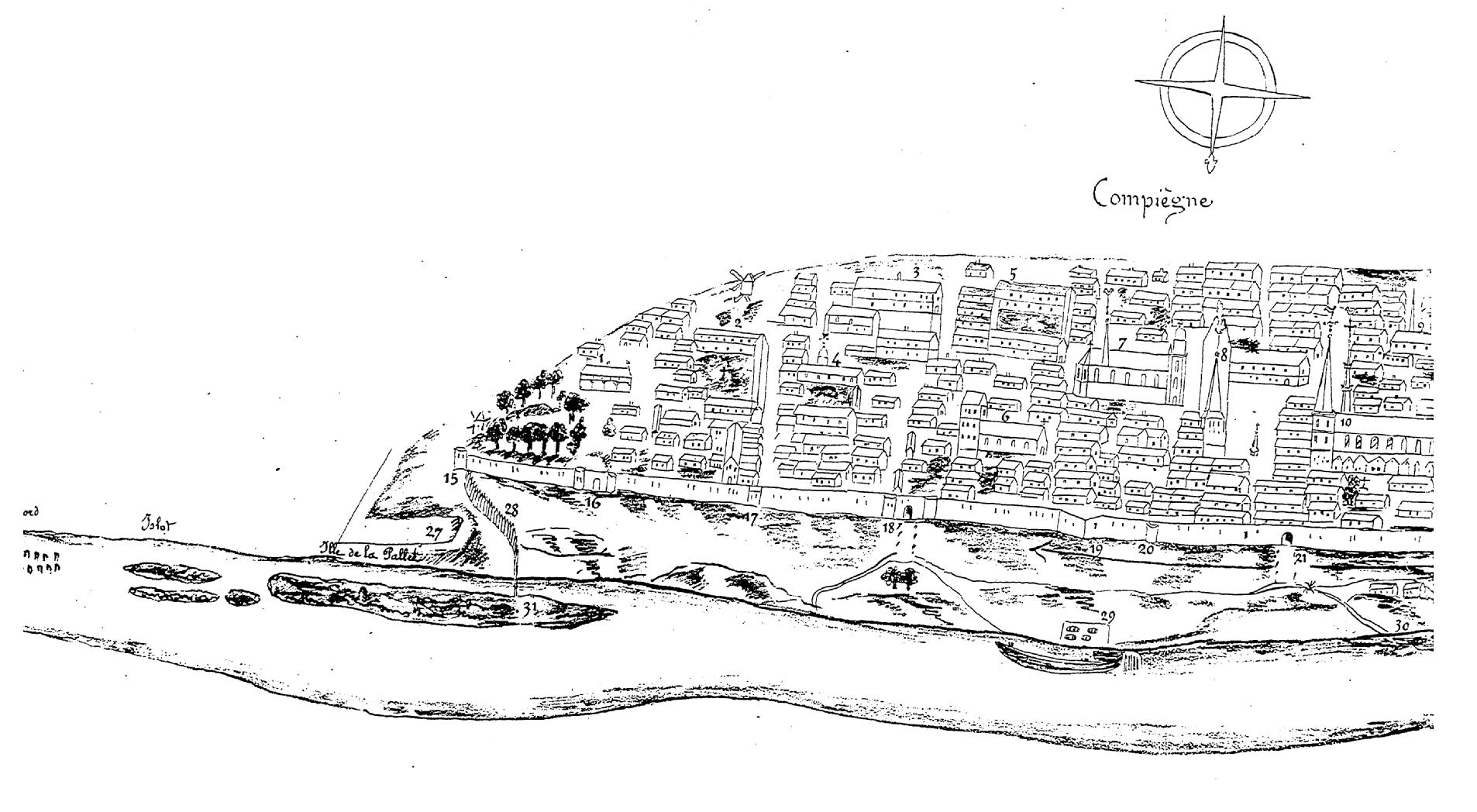
Vue cavalière de Compiègne en 1671.

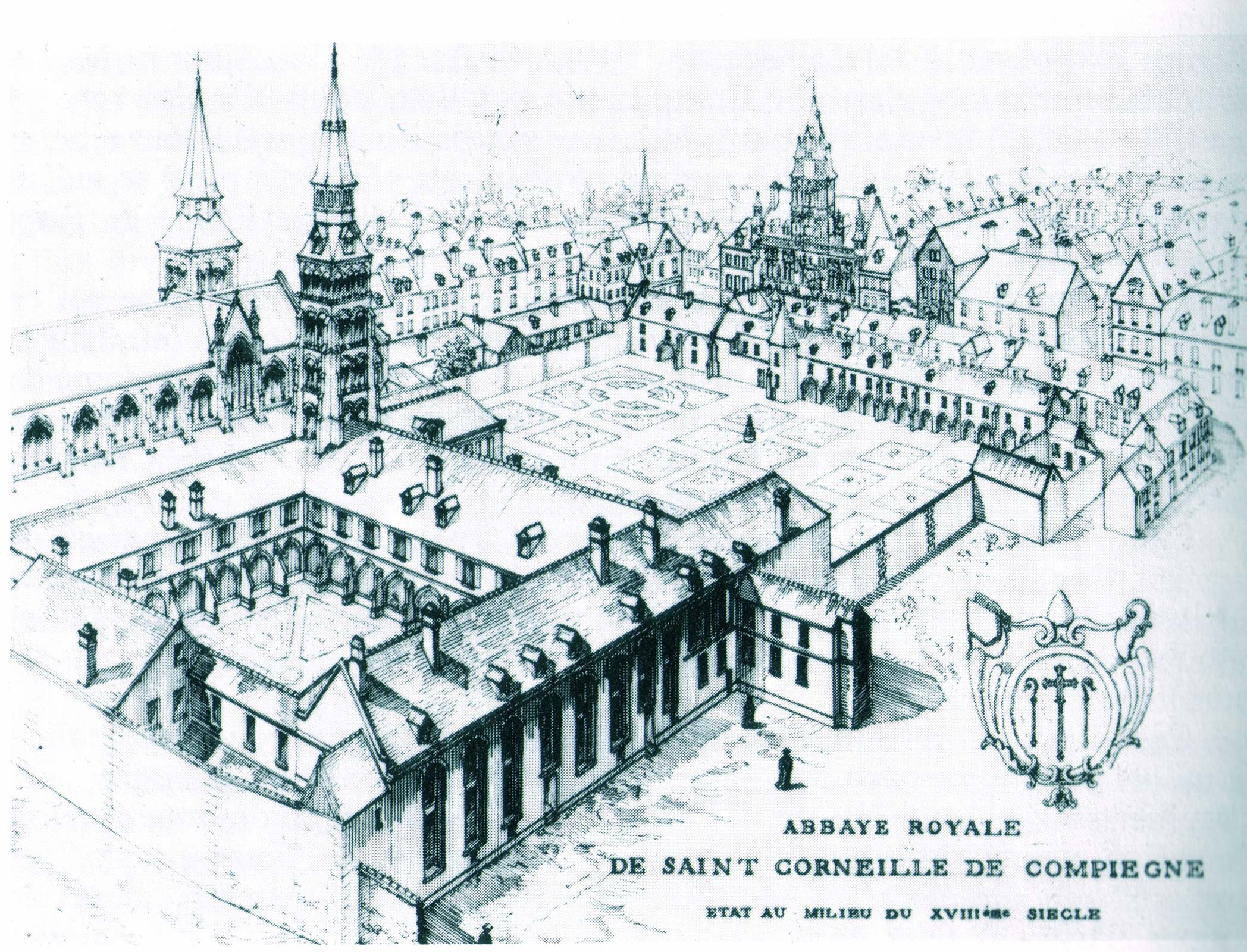
L'abbaye Saint-Corneille et l'hôtel de ville.

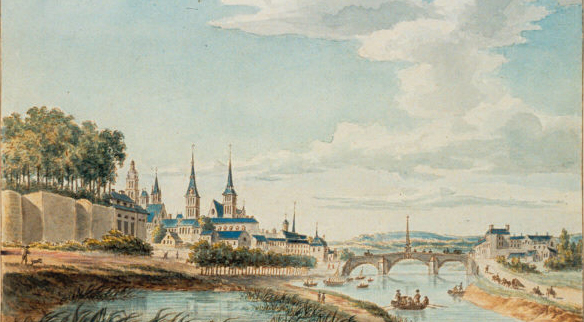
Compiègne sous l'Ancien Régime vue de l'Oise.

L'administration royale est à Compiègne, ville de 8 000 habitants, d'après le recensement d'Arthur de Marsy, et dans les environs de la ville, peu importante, comme d'ailleurs dans l'ensemble des villes du royaume.
Quelques notables (médecins, chirurgiens, etc.) sont classés parmi eux. Par contre, les marchands, les industriels, les taverniers et les artisans sont classés dans une autre catégorie : Commerces et industries diverses. Cette catégorie s'étend aux mariniers et aux laboureurs, vignerons ou encore aux jardiniers.
Le premier ordre est lui aussi classé à part. Arthur de Marsy, auteur d'un recensement en 1627, ne donne que les chiffres des membres du clergé séculier par paroisse :
- Saint-Jacques : douze ;
- Saint-Antoine : six ;
- Saint-Germain : deux ;
- Saint-Jehan le Petit : un.

Sur les 83 maîtres ou maîtresses d'écoles, 29 sont des ecclésiastiques. Mais le nombre de membres du clergé régulier dans les établissements reste la grande inconnue. Le nombre des pauvres et celui des mendiants est de 320, chiffre peu important, si on le compare avec la situation de Châteauroux qui en 1789 avec 7 000 habitants doit secourir 3 000 malheureux venus principalement du Massif Central. Par contre, il est supérieur à celui des pauvres vers 1760 à Morlaix, ville de 10 000 habitants qui est de cent.
Compiègne vers 1764
La ville reste un siège de l'administration royale. Elle est le chef-lieu de l'élection de Compiègne. Elle est aussi le site d'une prévôté et d'un bailliage. On y trouve un grenier à sel, un bureau pour la perception de la ferme du tabac, une maîtrise des eaux et forêts, une capitainerie des chasses et une maréchaussée.
Compiègne compte alors deux paroisses dans la ville, deux dans les faubourgs et 1476 feux. Saint-Jacques est la paroisse la plus peuplée avec 521 feux, suivie de la paroisse de Saint-Antoine avec 435 feux. On trouve à Compiègne une église collégiale dédiée à Saint-Clément, un Hôtel-Dieu et un collège. En plus de l'abbaye de Saint-Benoit, on y trouve plusieurs autres importants couvents et monastères dont ceux des Cordeliers, des Dominicains et des Carmélites.

#### Les Bourbons
Les premier et deuxième traités y sont conclus avec la république de Gênes pour le rattachement de la Corse à la France en 1756 et 1764. En 1770, Louis XV et le dauphin accueillent au château Marie-Antoinette lors de son arrivée en France.

### Epoque contemporaine

#### Révolution et Empire
En 1790, le département de l'Oise est créé après le démantèlement des anciens gouvernements d'Île-de-France et de Picardie. En 1794, les seize sœurs carmélites de Compiègne sont jugées et guillotinées. Georges Bernanos s'inspira de leur histoire pour écrire sa pièce Dialogues des Carmélites.
En 1804, le château de Compiègne intègre le domaine impérial. Le roi Charles IV d'Espagne, venant d'abdiquer, y est logé par Napoléon du 18 juin au 18 septembre 1808. En mars 1810, l'Empereur y rencontre Marie-Louise d'Autriche pour la première fois.
Le 15 mars 1814, les Prussiens attaquent la ville par la route de Noyon.

#### Restauration, Second Empire et IIIe République
Le 9 août 1832, le mariage de Louise-Marie d'Orléans (fille du roi Louis-Philippe Ier) avec le roi des Belges, Léopold Ier, est célébré au château. Napoléon III y séjourne fréquemment de 1856 à 1869 afin de profiter de la forêt de Compiègne.
Compiègne accueille les épreuves de golf des Jeux olympiques d'été de 1900 sur le terrain de la Société des sports de Compiègne.

#### Première Guerre mondiale

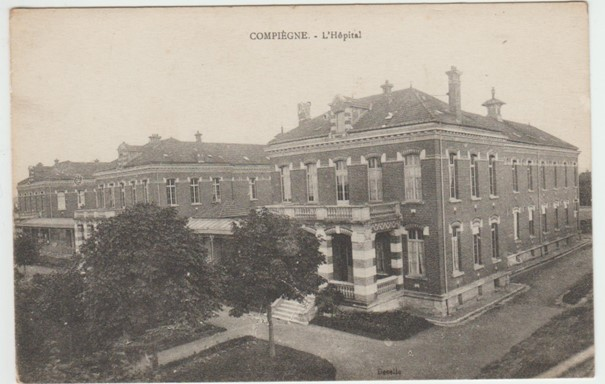
Photographie ancienne de l'hôpital de Compiègne

Compiègne est la ville de cantonnement des 54e et 254e régiments d'infanterie et du 13e régiment d'infanterie territorial.
Au début de la Première Guerre mondiale, le Génie français fait sauter le pont sur l'Oise afin de ralentir la progression allemande tandis qu'une partie de la population quitte la ville par trains, voitures et par péniches. La ville est néanmoins envahie dès le 2 septembre 1914 et est occupée jusqu'au 12 septembre, où les troupes allemandes se replient sur les hauteurs de Tracy-le-Mont après leur défaite lors de la bataille de la Marne.
Compiègne devient alors une ville de l'arrière du front où les anciens casernements, le palais et les écoles sont transformés en hôpitaux militaires. Elle est bombardée à plusieurs reprises par l'aviation allemande ainsi que par un canon à longue portée, le Long Max.
Le général Pétain installe son quartier général au château du 5 avril 1917 au 25 mars 1918. Plusieurs conférences interalliées y sont tenues. Le 25 mars 1918, durant l'offensive du printemps, une réunion de crise réunit Georges Clemenceau, Raymond Poincaré, Louis Loucheur, Henri Mordacq, Ferdinand Foch et Philippe Pétain dans la commune, afin d'organiser la défense de la ligne de front avec les Britanniques.
Vide de ses habitants évacués, Compiègne subit en 1918 des bombardements quotidiens provoquant d'importantes destructions. Le 2 septembre 1918, tandis que le département de l'Oise est totalement libéré après l'offensive générale lancée le 10 juillet, Compiègne subit son dernier bombardement
Le 11 novembre 1918, en forêt domaniale de Compiègne, dans un wagon au milieu d'une futaie, à proximité de Rethondes, l'armistice de 1918 est signée entre la France et l'Allemagne en présence du maréchal Foch et du général Weygand.
À la fin de la guerre, de nombreux bâtiments de la ville sont détruits et la ville de Compiègne est décorée de la croix de guerre 1914-1918, le 9 juillet 1920.

#### Seconde Guerre mondiale
Dans le même lieu, aménagé entre-temps en clairière dite clairière de Rethondes ou clairière de l'Armistice, et dans le même wagon qu'en 1918, est signé l'armistice du 22 juin 1940 entre la France, représentée par la délégation envoyée par le maréchal Pétain et présidée par le général Huntziger, et l'Allemagne représentée par le maréchal Keitel. Adolf Hitler et de nombreux dignitaires allemands étaient présents la veille, jour inaugural de la négociation d'Armistice.
Durant l'Occupation, les nazis installèrent un camp de transit et d'internement de juin 1941 à août 1944 à Royallieu. Le premier train de déportés politiques quitte le camp de Royallieu pour celui d'Auschwitz, le 6 juillet 1942. À cet endroit, le 23 février 2008, le « Mémorial de l'internement et de la déportation » a été inauguré.
Un des tout premiers groupes armés de la résistance française, le « groupe de Compiègne », est né dans l'Oise, en février 1941. Ralliés à Combat Zone Nord, ses militants sont pour la plupart arrêtés à compter du 3 mars 1942 et déportés en Allemagne d'où bien peu sont revenus.

La ville de Compiègne a été décorée de la croix de guerre 1939-1945 avec étoile d'argent accompagnée d'une citation à l'ordre de la division : 

« Ville au passé lourd de gloire qui a été cruellement meurtrie en 1940 et 1944 par de nombreux bombardements  aériens qui l'ont partiellement détruite.
Par l'attitude résistante de ses habitants, l'aide matérielle et morale apportée aux déportés du camp de Royallieu et l'accueil magnifique qu'elle a réservé aux prisonniers rapatriés a donné, face à l'ennemi, le plus bel exemple de solidarité française et de patriotisme. Déjà citée au titre de la guerre 1914-1918. »

#### L'après-Seconde-Guerre-mondiale
La création de la région Picardie par décret du 2 juin 1960 ), y incorpore le département de l'Oise. Quelques protestations s'étaient levées dues à une confusion des termes née au XIXe siècle, car jusqu'en 1790, année du démantèlement des anciens Gouvernements généraux militaires, Compiègne était administrativement située dans le domaine royal français, et donc dans le gouvernement militaire de l'Île-de-France, on a donc parfois questionné la légitimité de certaines villes en région Picardie. Mais l'usage situait le Valois dans la province de Picardie par beaucoup sous l'Ancien Régime, certaines sources précisent même que Compiègne, avec d'autres villes de l'Oise et de l'Aisne, faisait originellement partie du gouvernement de Picardie avant d'être annexée par l'Île-de-France. Ce qui justifiait finalement leur place dans l'ancienne Région.

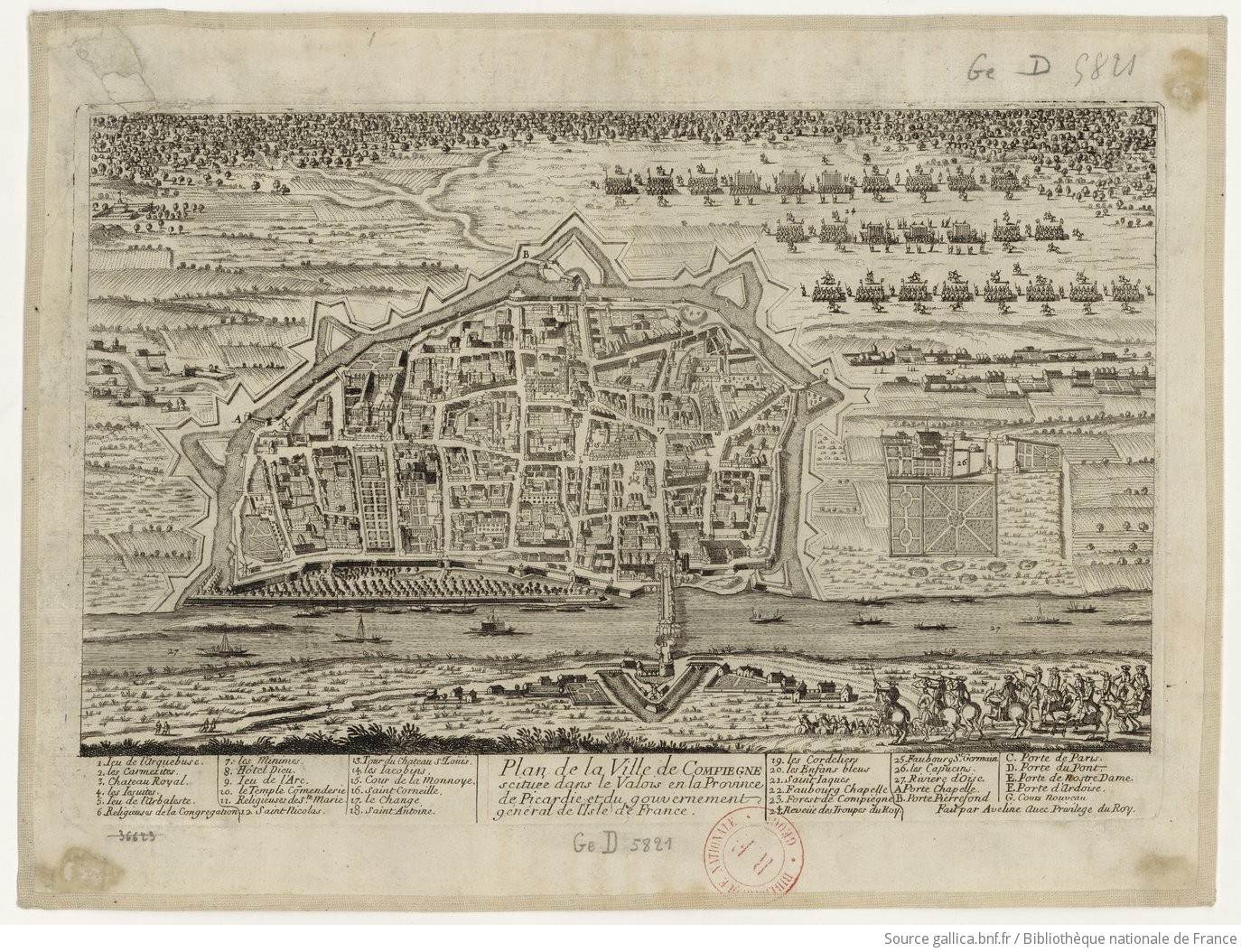
Carte historique : Plan de la ville de Compiègne située dans le Valois en la province de Picardie et du gouvernement général de l'Isle de France fait par Pierre Aveline, avec privilège du Roy.

En 1972 est créée l'université de technologie de Compiègne.
Le 1er janvier 2016, la réforme territoriale de 2015, la Picardie fusionne avec la région Nord-Pas-de-Calais, formant les Hauts-de-France, dont fait désormais partie la ville.

## Politique et administration

### Rattachements administratifs et électoraux
La commune est le chef-lieu de l'arrondissement de Compiègne du département de l'Oise. Pour l'élection des députés, elle est divisée depuis 1988 entre la cinquième et la sixième circonscription de l'Oise.
Elle était de 1793 à 1973 le chef-lieu du canton de Compiègne, année où celui-ci est scindé et la commune répartie entre les cantons de Compiègne-Nord et de Compiègne-Sud. En 1982, le canton de Compiègne-Sud est également scindé et la ville divisée entre les cantons de Compiègne-Nord, Compiègne-Sud-Ouest et de Compiègne-Sud-Est. Dans le cadre du redécoupage cantonal de 2014 en France, la commune est désormais partagée administrativement en deux cantons dont elle est le bureau centralisateur :
- canton de Compiègne-1 (avec dix-neuf autres communes) ;
- canton de Compiègne-2 (avec seize autres communes).

### Intercommunalité
Le SIVOM de Compiègne est créé en 1970 et regroupe à l'origine onze communes. Celui-ci est transformé en 2000 et devient la communauté de communes de la région de Compiègne (CCRC), puis, en 2005, en communauté d'agglomération, l'agglomération de la région de Compiègne.
Dans le cadre des dispositions de la loi portant nouvelle organisation territoriale de la République (Loi NOTRe) du 7 août 2015, qui prévoit que les établissements publics de coopération intercommunale (EPCI) à fiscalité propre doivent avoir un minimum de 15 000 habitants, cette intercommunalité fusionne avec sa voisine, pour former le 1er janvier 2017 la communauté d'agglomération de la Région de Compiègne et de la Basse Automne, dont la ville est désormais le siège.

### Tendances politiques et résultats
La ville est orientée vers une politique de droite. Chaque élection donnant lieu à un score assez élevé des partis politiques de droite.
Lors du premier tour des élections municipales de 2014 dans l'Oise, la liste UMP/UDI menée par le maire sortant Philippe Marini obtient la majorité absolue des suffrages exprimés, avec 8 290 voix (64,75 %,	33 conseillers municipaux élus dont 20 communautaires), devançant très largement les listes menées respectivement par :
- Richard Valente (PS - EELV - PRG, 2 144 voix, 16,74 %, 3 conseillers municipaux élus dont 2 communautaires) ;
- Jean-Marc Branche 	(FN - RBM, 1 887 voix, 14,73 %, 3 conseillers municipaux élus dont 1 communautaire) ;
- Jean-Marc Iskin (LO, 481 voix, 3,75 %, pas d'élus).<

Lors de ce scrutin, 47,98 % des électeurs se sont abstenus.
Lors du premier tour des élections municipales de 2020, la liste menée par le maire sortant Philippe Marini (LR, LC, SL) obtient la majorité absolue des suffrages exprimés, avec 5 249 voix (57,85 %,	35 conseillers municipaux élus dont 21 communautaires), devançant très largement les listes menées respectivement par, : 

- Daniel Leca 	(UDI, REM - EÉLV, 2 864 voix|, 31,56 %, 7 conseillers municipaux élus dont 4 communautaires) ;

- Jean-Marc Branche (RN, 633 voix, 6,97 %, conseiller municipal élu) ;

- Jean-Marc Iskin (L, 326 voix, 3,59 %, pas d'élus).

Lors de ce scrutin marqué par la pandémie de Covid-19 en France, 61,89 % des électeurs se sont abstenus.

#### Récapitulatif de résultats électoraux récents
| Scrutin              | 1er tour | 1er tour | 1er tour | 1er tour | 1er tour | 1er tour | 1er tour | 1er tour | 1er tour | 1er tour | 1er tour | 1er tour | 2d tour     | 2d tour     | 2d tour     | 2d tour     | 2d tour     | 2d tour     | 2d tour     | 2d tour     | 2d tour     | 2d tour     | 2d tour     | 2d tour     |
| Scrutin              | 1er      | 1er      | %        | 2e       | 2e       | %        | 3e       | 3e       | %        | 4e       | 4e       | %        | 1er         | 1er         | %           | 2e          | 2e          | %           | 3e          | 3e          | %           | 4e          | 4e          | %           |
| -------------------- | -------- | -------- | -------- | -------- | -------- | -------- | -------- | -------- | -------- | -------- | -------- | -------- | ----------- | ----------- | ----------- | ----------- | ----------- | ----------- | ----------- | ----------- | ----------- | ----------- | ----------- | ----------- |
| Européennes 2014     |          | UMP      | 28,53    |          | FN       | 23,92    |          | MODEM    | 10,79    |          | PS       | 10,11    | Tour unique | Tour unique | Tour unique | Tour unique | Tour unique | Tour unique | Tour unique | Tour unique | Tour unique | Tour unique | Tour unique | Tour unique |
| Régionales 2015      |          | LR       | 38,04    |          | FN       | 28,05    |          | PS       | 16,38    |          | EELV     | 6,02     |             | LR          | 71,09       |             | FN          | 28,91       | Pas de 3e   | Pas de 3e   | Pas de 3e   | Pas de 4e   | Pas de 4e   | Pas de 4e   |
| Présidentielles 2017 |          | LR       | 25,91    |          | LREM     | 24,10    |          | LFI      | 18,58    |          | FN       | 17,92    |             | LREM        | 70,40       |             | FN          | 29,60       | Pas de 3e   | Pas de 3e   | Pas de 3e   | Pas de 4e   | Pas de 4e   | Pas de 4e   |
| Européennes 2019     |          | LREM     | 26,02    |          | FN       | 20,23    |          | LR       | 13,64    |          | EELV     | 11,34    | Tour unique | Tour unique | Tour unique | Tour unique | Tour unique | Tour unique | Tour unique | Tour unique | Tour unique | Tour unique | Tour unique | Tour unique |
| Régionales 2021      |          | LR       | 44,81    |          | UGE      | 20,10    |          | RN       | 17,44    |          | LREM     | 12,27    |             | LR          | 59,27       |             | UGE         | 23,17       |             | RN          | 17,56       | Pas de 4e   | Pas de 4e   | Pas de 4e   |
| Présidentielles 2022 |          | LREM     | 29,50    |          | LFI      | 26,38    |          | RN       | 18,02    |          | REC      | 8,30     |             | LREM        | 65,67       |             | RN          | 34,33       | Pas de 3e   | Pas de 3e   | Pas de 3e   | Pas de 4e   | Pas de 4e   | Pas de 4e   |

### Liste des maires
| Période         | Période                    | Identité            | Étiquette         | Qualité |
| --------------- | -------------------------- | ------------------- | ----------------- | --- |
| 1945            | 1947                       | James de Rothschild | RAD               | Banquier |
| octobre 1947    | 1954                       | Jean Legendre,      | PRL               | Journaliste Député de l'Oise(1945 → 1962) |
| mars 1954       | 1959                       | Henri Adnot         |                   | |
| 1959            | 1987                       | Jean Legendre,      | CNIP              | Journaliste Député de l'Oise(1945 → 1962) Démissionnaire |
| 23 octobre 1987 | En cours (au 24 août 2023) | Philippe Marini     | RPR puis UMP → LR | Énarque, inspecteur des finances, Directeur financier du Commissariat à l'énergie atomique Sénateur de l'Oise (1992 → 2015) Conseiller général de Compiègne-Nord (1991 → 1992 et 2001 → 2002) Président de l'agglomération de la région de Compiègne (2005 → 2016) Président de la CA de la Région de Compiègne et de la Basse Automne (2017 → ) Réélu pour le mandat 2020-2026, |

### Distinctions et labels
La commune a obtenu 2 fleurs en 2007.puis 3 fleurs au concours des villes et villages fleuris de 2017. Elle a obtenu sa 4e fleur en 2019.
Compiègne a été désignée comme ville la plus sportive de France en 2009.

### Jumelages
| Ville | Ville           | Pays | Pays        | Période                   |
| ----- | --------------- | ---- | ----------- | ------------------------- |
|       | Arona           |      | Italie      | depuis 1962               |
|       | Bury St Edmunds |      | Royaume-Uni | depuis 1967               |
|       | Elbląg          |      | Pologne     | depuis 2002               |
|       | Guimarães,      |      | Portugal    | depuis le 24 juin 2006    |
|       | Huy             |      | Belgique    | depuis 1959               |
|       | Jezzine         |      | Liban       | depuis 2019               |
|       | Kiryat Tivon    |      | Israël      | depuis 1988               |
|       | Landshut        |      | Allemagne   | depuis 1962               |
|       | Larache         |      | Maroc       | depuis 2019               |
|       | Raleigh         |      | États-Unis  | depuis 1989               |
|       | Shirakawa       |      | Japon       | depuis le 20 octobre 1988 |
|       | Vianden         |      | Luxembourg  | depuis 1964               |
|       | Ziguinchor      |      | Sénégal     | depuis 2019               |

## Équipements et services publics
Une maison France services est installée en 2022 dans le bureau de poste du quartier du Puy-du-Roy et permet d'accéder à des services publics comme Pôle emploi, la Caisse primaire d'assurance maladie (CPAM), la Caisse d'allocations familiales, la Carsat (retraite), les cartes grises, le Trésor public…

### Enseignement
La commune compte[Quand ?] :
- Seize écoles maternelles dont sept en REP
- Seize écoles primaires dont six en REP
- Quatre collèges : Jacques-Monod, Ferdinand-Bac, André-Malraux (classé REP+), Gaëtan-Denain
- Trois lycées : Mireille-Grenet[109], Pierre d'Ailly, Charles-de-Gaulle (ouvert en 1992). L'emplacement de ce dernier est cependant contesté, la ville de Lacroix-Saint-Ouen le réclamant à cause de différends territoriaux[réf. nécessaire].

ainsi que des établissements privés : quatre écoles primaires, deux collèges et un lycée.
L'université de technologie de Compiègne (UTC), grande école d'ingénieurs publique, qui propose des formations généralistes dans les domaines de la mécanique, de la biologie, de l'informatique, des procédés industriels et des systèmes urbains est installée à Compiègne, tout comme l'Ecole supérieure de commerce de Compiègne et l'École supérieure de chimie organique et minérale (ESCOM).
Par ailleurs, Compiègne comprend l'une des trois classes préparatoires aux grandes écoles (CPGE) de Picardie avec celles du lycée Louis-Thuillier d'Amiens et celles du lycée Marie-Curie de Nogent-sur-Oise, présente depuis les années 1980 au lycée Pierre-d'Ailly. La ville compte six classes d'enseignement supérieur dont une de première année en filière mathématiques-physique MPSI (respectivement physique-chimie PCSI), ainsi qu'une de deuxième année en MP (respectivement PC) ; une section en hypokhâgne et une en khâgne.

### Santé

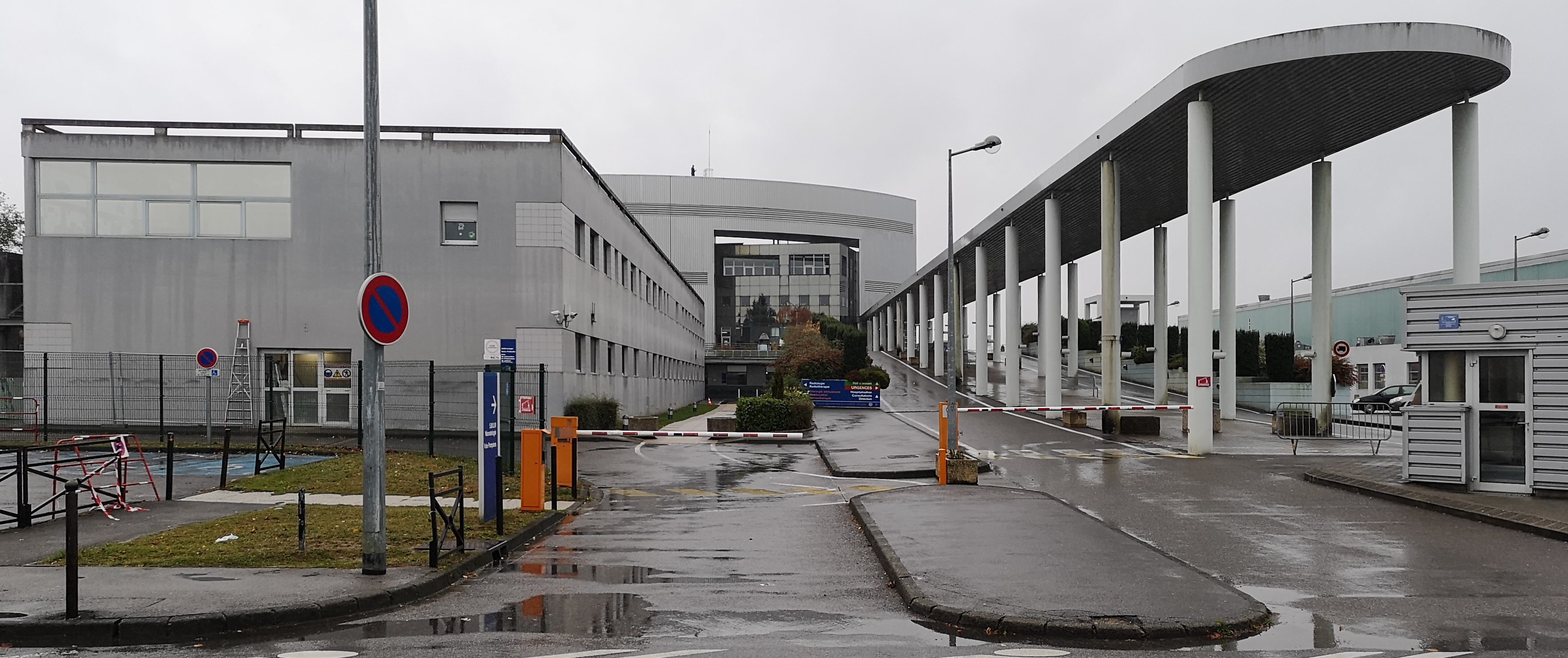
L'entrée de l'hôpital de Compiègne-Noyon.

Compiègne est dotée d'un centre hospitalier public avec un pôle d'urgences, un pôle de médecine, un pôle de chirurgie ainsi qu'un service de réanimation.
La Ville dispose également de la Polyclinique Saint-Côme, première clinique de Picardie. Le Néphron, un bâtiment spécialisé dans les maladies rénales est attenant à la clinique.
Le centre hospitalier dispose d'un CIMA (Centre d'imagerie médical avancé), pratiquant notamment les scintigraphies.
La commune abrite un IFSI (Institut de formation en soins infirmiers), qui dispense des formations pour les métiers d'aides-soignants et d'infirmiers.

### Équipements sportifs
L'hippodrome du Putois est installé à Compiègne où il accueille des courses de plat, d'obstacles et de trot.
Le stade équestre du Grand Parc accueille de nombreuses compétitions équestres dont tous les ans un concours international de dressage 5* au mois de mai.
Le gymnase du Manège, situé dans le quartier de l'ancienne école d'état-major, est rénové par l'agglomération avec le soutien financier de la ville et du département pour accueillir le Cercle d'escrime Georges-Tainturier, ainsi que d'autres disciplines, et sera utilisé comme centre de préparation aux Jeux olympiques de Paris 2024 dans le cadre de l'obtention du label Terre de Jeux 2024.
La Ville compte aussi 2 piscines, une municipale et l'autre grée par l'agglomération.

### Justice, sécurité, secours et défense
Un service de police municipale fonctionne à Compiègne, dotée d'une équipe cynophile. Onze fonctionnaires sont équipés en 2021 de caméras piétons qui permettent de fimer leurs interventions et de caractériser des infractions.
La commune s'est dotée d'un réseau de vidéosurveillance, qu'elle renforce en 2022 avec l'installation de 60 nouvelles caméras qui se rajoutent aux 350 installées auparavant.
L'ancien centre pénitentiaire de Compiègne, situé à proximité du centre-ville et du château, désaffecté depuis 2016, a été vendu par l'État en 2020,.

### Énergie
Compiègne dispose d'un réseau de chauffage urbain long de 16 km qui alimente en chaleur et en eau chaude sanitaire 9 000 équivalents logements : des habitations, des logements sociaux, ainsi que des bâtiments communaux tels que l'Espace Jean Legendre, le Conservatoire de musique, le groupe scolaire Pompidou, ou l'université de technologie de Compiègne. Sa chaufferie datant de 1966 et alimentée par des combustibles fossiles, avec 60 % de gaz, 37 % de cogénération et 3 % de fioul, est doublée en 2021 par une installation biomasse alimentée par des matières végétales, notamment du bois. Cette nouvelle installation permettra d'alimenter le réseau avec 65 % d'énergies renouvelables.

## Population et société

### Démographie

#### Évolution démographique
L'évolution du nombre d'habitants est connue à travers les recensements de la population effectués dans la commune depuis 1793. Pour les communes de plus de 10 000 habitants les recensements ont lieu chaque année à la suite d'une enquête par sondage auprès d'un échantillon d'adresses représentant 8 % de leurs logements, contrairement aux autres communes qui ont un recensement réel tous les cinq ans,.

En 2022, la commune comptait 40 808 habitants, en évolution de +1,37 % par rapport à 2016 (Oise : +0,87 %, France hors Mayotte : +2,11 %).
| 1793  | 1800  | 1806  | 1821  | 1831  | 1836  | 1841  | 1846  | 1851   |
| ----- | ----- | ----- | ----- | ----- | ----- | ----- | ----- | ------ |
| 8 000 | 7 058 | 7 165 | 7 228 | 8 879 | 8 895 | 9 076 | 9 762 | 10 795 |

| 1856   | 1861   | 1866   | 1872   | 1876   | 1881   | 1886   | 1891   | 1896   |
| ------ | ------ | ------ | ------ | ------ | ------ | ------ | ------ | ------ |
| 10 364 | 12 137 | 10 714 | 10 775 | 13 393 | 14 008 | 14 375 | 14 498 | 15 225 |

| 1901   | 1906   | 1911   | 1921   | 1926   | 1931   | 1936   | 1946   | 1954   |
| ------ | ------ | ------ | ------ | ------ | ------ | ------ | ------ | ------ |
| 16 503 | 16 868 | 17 046 | 16 179 | 17 361 | 17 852 | 18 885 | 18 218 | 22 325 |

| 1962   | 1968   | 1975   | 1982   | 1990   | 1999   | 2006   | 2011   | 2016   |
| ------ | ------ | ------ | ------ | ------ | ------ | ------ | ------ | ------ |
| 24 427 | 29 700 | 37 699 | 40 384 | 41 896 | 41 254 | 42 036 | 39 517 | 40 258 |

| 2021   | 2022   | - | - | - | - | - | - | - |
| ------ | ------ | - | - | - | - | - | - | - |
| 40 394 | 40 808 | - | - | - | - | - | - | - |

#### Pyramide des âges
La population de la commune est relativement jeune.
En 2018, le taux de personnes d'un âge inférieur à 30 ans s'élève à 41,0 %, soit au-dessus de la moyenne départementale (37,3 %). À l'inverse, le taux de personnes d'âge supérieur à 60 ans est de 24,4 % la même année, alors qu'il est de 22,8 % au niveau départemental.
En 2018, la commune comptait 19 199 hommes pour 21 343 femmes, soit un taux de 52,64 % de femmes, légèrement supérieur au taux départemental (51,11 %).
Les pyramides des âges de la commune et du département s'établissent comme suit.
| Hommes | Classe d’âge | Femmes |
| ------ | ------------ | ------ |
| 0,7    | 90 ou +      | 2,1    |
| 6,2    | 75-89 ans    | 9,6    |
| 13,8   | 60-74 ans    | 16,1   |
| 16,5   | 45-59 ans    | 17,2   |
| 18,2   | 30-44 ans    | 17,1   |
| 26,2   | 15-29 ans    | 21,6   |
| 18,3   | 0-14 ans     | 16,3   |

| Hommes | Classe d’âge | Femmes |
| ------ | ------------ | ------ |
| 0,5    | 90 ou +      | 1,4    |
| 5,5    | 75-89 ans    | 7,6    |
| 15,6   | 60-74 ans    | 16,3   |
| 20,8   | 45-59 ans    | 20     |
| 19,4   | 30-44 ans    | 19,4   |
| 17,6   | 15-29 ans    | 16,2   |
| 20,6   | 0-14 ans     | 19,1   |

### Manifestations culturelles et festivités
- Palais en Jazz, festival de jazz, se déroule le dernier week-end du mois de juin au château de Compiègne. La première édition eut lieu en juin 2012 avec Peter Cincotti, Dee Dee Bridgewater et Kyle Eastwood[124]. La seconde édition de Palais en Jazz s'est tenue les 28 et 29 juin 2013 et a accueilli Manu Katché, Mariama, Dominique Fillon et China Moses[125].
- Chaque année a lieu l'Imaginarium Festival, festival regroupant des artistes électro-rock, organisé par une association composée principalement d'étudiants de Compiègne.
- Les Notes bleues est une association organisatrice de concerts créée en 2000[126], exploitant la salle (municipale) du Ziquodrome.
- Depuis 1922[127], le 1er mai se déroule la Fête du Muguet, animation avec concert(s) la veille et défilé ce jour-là de troupes musicales[128],[129] entourant la Reine du Muguet et précédant les trois géants traditionnels locaux: les trois Picantins, en costume du XVIe siècle, représentent les trois ennemis de la France de l'époque, Flandrin (le Flamand), Langlois (l'Anglais) et Lansquenet (l'Allemand). Il rappellent les trois jacquemarts de l'hôtel-de-ville.
- Chaque année, lors de l'avant dernier week-end de mai, ont lieu les Fêtes Jeanne d'Arc, créées en 1909 par Robert Fournier Sarlovèze, maire de l'époque[130],[131],[132],[133],[134]. À cette occasion, une jeune fille endosse l'armure de Jeanne d'Arc lors d'une reconstitution historique avec des centaines de figurants sur les lieux mêmes des évènements historiques qui se déroulèrent à Compiègne Le 600e anniversaire de la naissance de l'héroïne en fut l'occasion de la participation de 450 personnes costumées venues des « villes johanniques »[135]. Une petite rétrospective des festivités depuis le début du XXe siècle fut l'objet d'une exposition en mai 2012 au musée Vivenel[136].
- Les Masters de Feu, concours international d'art pyrotechnique, dont la 5e édition a lieu le 17 septembre 2022[137].

- Festival du fim Plurielles, dont la quatrième édition a lieu en juin 2021[138].

- Le festival Les Composites, dont la 23e édition a eu lieu en mars 2020[139].

- Marché des fromages et vins, dont la 32e édition a lieu en mai 2021[140].

### Sports
Le Compiègnois BaseBall Club, fondé en 1989,  évolue sur un terrain de baseball aux normes internationales. Son équipe est championne de France de baseball en 2009[réf. nécessaire],
Le Tennis club Compiègne Pompadour (TCCP) a été créé en 2019 et succède alors au Tennis Pompadour. Son équipe fanion évolue en Nationale 4 en 2020, et le club espère « faire monter le niveau général et pas seulement l'élite », dans les années à venir.
Le Rugby club compiégnois ou RC Compiègne évolue en Fédérale 2; le Club de football américain, « Les scorpions », évolue en 4e division (régional) ; le Club de hockey sur glace, les Lions, évolue en Division 2; l'Association Football Club de Compiègne évolue en Championnat de France Amateur (CFA) ; le club d'aviron reste depuis 1933 en première division (SNC); l'équipe de basket-ball féminine du Stade Compiégnois Basket-Ball évolue en nationale 3 depuis plusieurs saisons.
La course cycliste Paris-Roubaix part de Compiègne. Le 24e Raid Impérial Compiégnois a lieu en mars 2022 et propose des circuits de VTT entre 25 et 105 km et des randonnées en forêt de Laigue entre 25 et 105 km.
Les championnats de France d'Athlétisme de l'UGSEL ont lieu à Compiègne en 2011.

### Médias

#### Télévision
France 3 Hauts-de-France est la chaîne locale publique couvrant l'actualité de Compiègne et de son agglomération.

#### Radio
Plusieurs chaînes de radio peuvent être reçues dans la commune, parmi lesquelles (classement en fonction de la fréquence d'émission) :
- Radio Puisaleine (92.5 FM) ;
- Graf'Hit (94.9 FM) ;
- Radio FG (98.2 FM) ;
- Radio Contact (100.0 FM) ;
- NRJ Compiègne (103.3 FM).

#### Presse
Les Compiégnois sont informés par :
- les pages locales du quotidien Courrier Picard ;
- le magazine municipal Le Picantin, agenda mensuel des manifestations à venir dans l'agglomération de la région de Compiègne d'une vingtaine de pages[145];
- le magazine municipal Compiègne Notre Ville (CNV), bulletin mensuel d'information de 16 pages[145] ;
- Oise Hebdo.

### Cultes

#### Catholicisme
Le territoire de la commune dépend de la Paroisse de Compiègne au sein du diocèse de Beauvais.
Les lieux de culte catholiques de la commune sont les suivants : 
- Église Sainte-Thérèse, rue du Bataillon-de-France
- Église Saint-Antoine, rue Saint-Antoine.
- Église Saint-Jacques, place Saint-Jacques.
- Église Saint-Pierre des Minimes, rue des Minimes (salle d'exposition).
- Église Saint-Éloi, rue Jules-Dulac.
- Église Saint-Germain, rue des Frères-Gréban.
- Église Notre-Dame-de-la-Source, rue Bernard-Morancais.
- Église Saint-Paul des Sablons, parvis Claude-Carpantier.
- Abbaye de Royallieu.
- Abbaye Saint-Corneille, rue Saint-Corneille.
- Chapelle du palais impérial.
- Chapelle de l'Immaculée-Conception de l'Institution Jean Paul II, avenue de la Forêt.
- Chapelle Notre-Dame-de-Bon-Secours, rue Notre-Dame-de-Bon-Secours.
- Chapelle Notre-Dame-du-Sacré-Cœur dite chapelle de Royallieu, rue du Vivier-Corax.
- Chapelle Saint-Corneille à la Maison Forestière de Saint-Corneille, forêt de Compiègne.
- Chapelle Saint-Jean-Paul II, avenue de l'Europe.
- Chapelle Saint-Joseph de l'hôpital Saint Joseph, rue Saint-Joseph.
- Chapelle Saint-Lazare, rue Saint-Lazare-de-l'ancien-Carmel.
- Chapelle Saint-Louis de l'ancien hôpital, place de l'Ancien-Hôpital.
- Chapelle Saint-Nicolas, rue Jeanne d'Arc de l'ancien Hôtel-Dieu Saint-Nicolas-au-Pont.
- Chapelle du camp d'internement et de déportation de Royallieu, avenue des Martyrs-de-la-Liberté (Mémorial de la déportation).

#### Islam
Mosquée de Compiègne, au 41 quai du Clos des Roses.

#### Mormon
Église de Jésus-Christ des saints des derniers jours, au 90 rue du Bataillon de France.

#### Protestant
Temple protestant de Compiègne, de l'Église protestante unie de France, au 18A rue de Clamart. Les cultes y sont organisés tous les dimanches à 10h30.
Église évangélique baptiste, avenue Thiers, ancienne église anglicane, mise en vente en 2021.

## Économie

### Revenus de la population et fiscalité
La population de la ville est répartie à l'inverse de beaucoup de villes (ou anti-parisienne), le centre ville est situé au nord et est fort excentré du point le plus au sud de la commune. Les classes les plus aisées se trouvant au nord et à l'est (quartiers St Lazare, Hippodrome, Les Avenues, Centre-Ville, Bellicart (hors Écharde), Les Sablons et les Veneurs ou encore le nouveau quartier du Camp des Sablons), ces quartiers étant situés tous à proximité ou en lisière de la forêt domaniale et du palais. Tandis que les classes les plus populaires se trouvent au sud et à l'ouest (quartiers des Jardins, le Clos des Roses, la Victoire, les Maréchaux ou Royallieu-Pompidou). En effet, beaucoup de villes étant disposées de sorte que le sens classique du vent (Ouest), n'entraîne pas les fumées des sites industriels au-dessus des quartiers ouest ou sud, obligeant les ouvriers à s'installer au milieu des usines dans le nord-est des villes. A Compiègne, les usines sont positionnées en dehors des quartiers d'habitations et au nord de la ville entraînant les fumées vers l'agglomération nord-est, dépourvues d'habitations, la forêt et les terrains agricoles composant la partie est de l'agglomération de Compiègne.[réf. nécessaire]
La majorité des ménages sont catégorisés comme étant des classes moyennes voire aisées. Les classes populaires restent présentes essentiellement dans les quartiers disposant de grands ensembles à loyers modérés, comme le Clos des Roses, l'Echarde, la Victoire ou les Jardins. La ville compte trois quartiers prioritaires : Clos des Roses, La Victoire et Vivier-Corax, regroupant un total de 10 000 habitants, soit un quart de la population, avec un taux de pauvreté atteignant jusqu'à 47 %.
Les indicateurs de revenus et de fiscalité à Compiègne et dans l'ensemble de l'Oise en 2020 sont présentés ci-dessous.
|                                                                   | Compiègne | Oise    |
| ----------------------------------------------------------------- | --------- | ------- |
| Nombre de ménages fiscaux                                         | 16 916    | 332 222 |
| Nombre de personnes dans les ménages fiscaux                      | 36 161    | 805 483 |
| Médiane du revenu disponible par unité de consommation (en euros) | 20 430    | 22 680  |
| Part des ménages fiscaux imposés                                  | 48 %      | 53,5 %  |

### Emploi
En 2020, la population âgée de 15 à 64 ans s'élevait à 25 781 personnes, parmi lesquelles on comptait 67,1 % d'actifs dont 56,5 % ayant un emploi et 10,6 % de chômeurs.
On comptait 26 156 emplois dans la zone d'emploi, contre 26 914 en 2009. Le nombre d'actifs ayant un emploi résidant dans la zone d'emploi étant de 14 850, l'indicateur de concentration d'emploi est de 176,1, ce qui signifie que la zone d'emploi offre 176,1 emplois pour 100 actifs occupés.

### Entreprises et commerces
Au 31 décembre 2020, Compiègne comptait 3 884 établissements : 163 dans l'industrie, 228 dans la construction, 1 279 dans le commerce-transports-services divers et 660 étaient relatifs au secteur administratif.
En 2022, 503 entreprises ont été créées à Compiègne, dont 353 par des autoentrepreneurs.
Le plus grand centre de recyclage de l'aluminium de France se trouve à Compiègne. Ce centre dispose de cinq fours qui font travailler 84 personnes pour la société Regial Affimet.

## Culture locale et patrimoine

### Lieux et monuments
Trente éléments du patrimoine civil de Compiègne sont protégés au titre des monuments historiques, dont trois ont disparu : une maison à colombages, le pont Jeanne-d'Arc et l'enseigne de l'auberge des Trois-Lurons. Trois monuments seulement sont classés, à savoir le château, l'hôtel de ville et l'hôtel d'Agincourt, rue Fournier-Sarlovèze. Quinze objets protégés sont des maisons d'habitation ou des immeubles, dont l'intérêt réside le plus souvent davantage dans leur importance historique que dans leur architecture. Un nombre important d'hôtels particuliers et maisons à colombages remarquables ne sont ni classés ni inscrits.
- Château de Compiègne, place du Général-de-Gaulle (classé monument historique par arrêté du 24 octobre 1994[154]) : Construit par Ange-Jacques Gabriel, puis son élève Louis Le Dreux de La Châtre. De l'ancien château médiéval, on ne trouve plus qu'une tour à moitié ruinée et des vestiges de remparts. Le parc du château est un lieu de promenade réputé.
- Hôtel de ville, place de l'Hôtel-de-Ville (classé monument historique par liste de 1840[155]) : L'hôtel de ville de Compiègne se trouve au même emplacement depuis 1367, hébergé dans une série de maisons louées puis léguées à la ville par Jean Loutrel. Un beffroi avait sans doute été érigé au moment de l'obtention de la charte de commune en 1153. Au XVe siècle, le beffroi menace ruine, et un nouvel hôtel de ville est donc construit en 1504-1505 sous la direction de Pierre Navyer, dit de Meaux. De style gothique flamboyant, il allie fantaisie et robustesse, et il passe pour être l'hôtel de ville le plus remarquable de Picardie. Sa restauration entre 1854 et 1882 est lancée sur l'impulsion d'Eugène Viollet-le-Duc et confiée à Aymar Verdier, puis à Auguste Laffolye. Les statues de la façade avaient toutes été détruites en août 1792 et ont dû être refaites, mais la bancloque fondue en 1303 a pu être préservée. Dans ses trois niches, le beffroi abrite les trois « picantins » qui représentent les trois ennemis du pays, et obéissent aux noms Flandrin, Langlois et Lansquenet. L'intérieur a été aménagé dans le style néogothique. Le mobilier d'origine a été dispersé à la Révolution mais les principales pièces de l'étage possèdent un beau mobilier du XVIIIe siècle. Le salon d'honneur et le cabinet Vivenel rassemblent des meubles et objets d'art de la collection d'Antoine Vivenel, et complètent ainsi le musée Antoine-Vivenel[156].
- Théâtre impérial de Compiègne, rue d'Ulm, à côté du château de Compiègne (classé monument historique par arrêté du 24 octobre 1994[154]) : Il a été construit à la demande de Napoléon III sur l'emplacement de l'ancien Carmel, sous la direction de l'architecte Gabriel-Auguste Ancelet qui s'inspire apparemment de l'Opéra royal du château de Versailles. Au moment de la fin du Second Empire, le théâtre reste encore inachevé et le chantier s'arrête. Il n'est repris que plus d'un siècle plus tard sous l'initiative d'une association, et l'inauguration peut être célébrée en 1991 seulement. La salle est de style néoclassique et est plafonnée grâce à une audacieuse structure métallique. Le bois est toutefois le matériau dominant et assure une excellente acoustique qui fait la réputation du théâtre, où près de 900 spectateurs trouvent de la place[157].
- Remparts de la ville, jardin des Remparts, impasse des Fossés / rue des Fossés (inscrits monument historique par arrêté du 23 mai 1951[158]) : Les remparts actuels remplacent ceux édifiés à l'époque carolingienne et ont été bâtis au XIIe siècle, la partie le long de l'Oise ayant probablement été achevée sous le règne de Philippe Auguste. De nombreux remaniements sont intervenus jusqu'au XVIIe siècle. Le nombre de tours a atteint les quarante-cinq et des bastions plats ont été aménagés dans les fossés à partir du XVe siècle. Le tunnel qui relie le jardin des Remparts au 21 rue des Domeliers (fermé au public) date du milieu du XVIe siècle. Les remparts sont devenus inutile avec l'éloignement des frontières du royaume en 1678, enlevant la menace d'invasions étrangères. Sous Louis XV, les remparts sont déclassés et les fossés aliénés. Le château est construit au-dessus des anciens remparts et l'ancienne ligne de défense est percée par de larges avenues. La partie le long de l'Oise est rasée et trois des quatre portes principales sont démolies entre 1732 et 1810 ; ne reste que la porte de la Chapelle. Les courtines subsistent en grande partie, mais sont généralement enclavées dans des jardins privés. Le jardin des Remparts donne ainsi la seule occasion d'en apercevoir une portion significative[159].
- Villa Marcot, 16 avenue Thiers (inscrite monument historique par arrêté du 16 décembre 1986[160]) : Œuvre de l'architecte Henri Sauvage de 1907[161].
- Maison à colombages disséminées partout dans le centre-ville ancien, dont notamment la maison « Vieille Cassine » en partie du XVe siècle, 10 rue des Lombards, et la maison « Le Bouchon » du XVIIe siècle, 2 place d'Austerlitz, inscrites monuments historiques par arrêtés du 9 octobre 197] et du 22 août 1949[162].
- Ancien grenier à sel, 46 place du Changé (façade sur la rue inscrite monument historique par arrêté du 16 janvier 1946[163]) : Transféré depuis Noyon, un grenier à sel existe à Compiègne depuis 1396. Il est longtemps installé dans l'actuelle rue Vivenel. La construction d'un nouvel édifice est décidée en 1775 et confiée à l'architecte Claude-Nicolas Ledoux. Achevé en 1784, le bâtiment affiche un sobre style classique et se veut avant tout fonctionnel. La façade rythmée par des bossages est surmontée par un fronton triangulaire qui repose sur des consoles alternant avec des rosettes. Sa niche abrite un groupe sculpté allégorique autour des armes de France sur un globe terrestre, œuvre de Randon très abîmée. Le grand portail desservait l'entrepôt, et des locaux administratifs existaient à l'étage. Désaffecté à la Révolution, le grenier est utilisé comme halle à la viande et puis aux poissons. La ville le rachète en 1850 et en fait un marché public. Des galeries en bois remplacent le grenier dont ne subsiste plus que la façade à la fin du XIXe siècle. L'ensemble est réaménagé en 1981[164].
- Tour Jeanne-d'Arc, entre la rue d'Austerlitz et la rue Jeanne-d'Arc (inscrite monument historique par arrêté du 30 mai 1927[165]) : aussi appelée Grosse Tour du roi ou tour Beauregard, elle peut être datée de la première moitié du XIIe siècle et a peut-être été bâtie sur des bases carolingiennes. C'est un donjon royal qui était le centre du palais des derniers Carolingiens et des premiers Capétiens. Dès Louis IX de France, le château n'est plus guère utilisé, et Philippe le Bel l'abandonne définitivement. Restent dans un premier temps le donjon et la grande salle, qui est désaffectée à son tour au XVe siècle. Jeanne d'Arc a probablement combattu devant la tour, d'où elle tient l'un de ses surnoms ; l'autre provenant du domaine ayant occupé l'ancien couvent des Jacobins à partir du début du XIXe siècle. La tour a beaucoup souffert du siège de 1430 sans être réparée, et elle s'est partiellement effondrée en 1868, perdant un quart de sa hauteur. La place autour de la tour a été aménagée après 1918, une fois que les gravats étaient enfin dégagés[166].
- Ancien hôpital Saint-Joseph, 37 rue Saint-Joseph (inscrit monument historique par arrêté du 5 septembre 1946[167]) : Le complexe de style néoclassique avec une remarquable chapelle était d'abord un pensionnat, fondé par les Sœurs de Saint-Joseph de Cluny en 1843. La transformation en hôpital chirurgical intervint en 1923 sous l'impulsion du maire Fournier-Sarlouvèze, qui a sa tombe dans le jardin. Depuis 1995, les lieux abritent une maison de retraite[168] et viennent d'être restaurés.
- Colombier de l'ancienne ferme de l'abbaye de Royallieu (inscrit monument historique par arrêté du 22 août 1949[169])
- Haras national de Compiègne, rue de la Procession : Il est installé depuis 1875 dans les « Grandes Écuries » bâties par Ange-Jacques Gabriel au pied des remparts, le long de la rue Saint-Lazare[170].
- Forêt de Compiègne
- Nécropole nationale de Royallieu, cimetière militaire français de la Première Guerre mondiale qui contient 3 257 corps dont 264 en ossuaires[171].

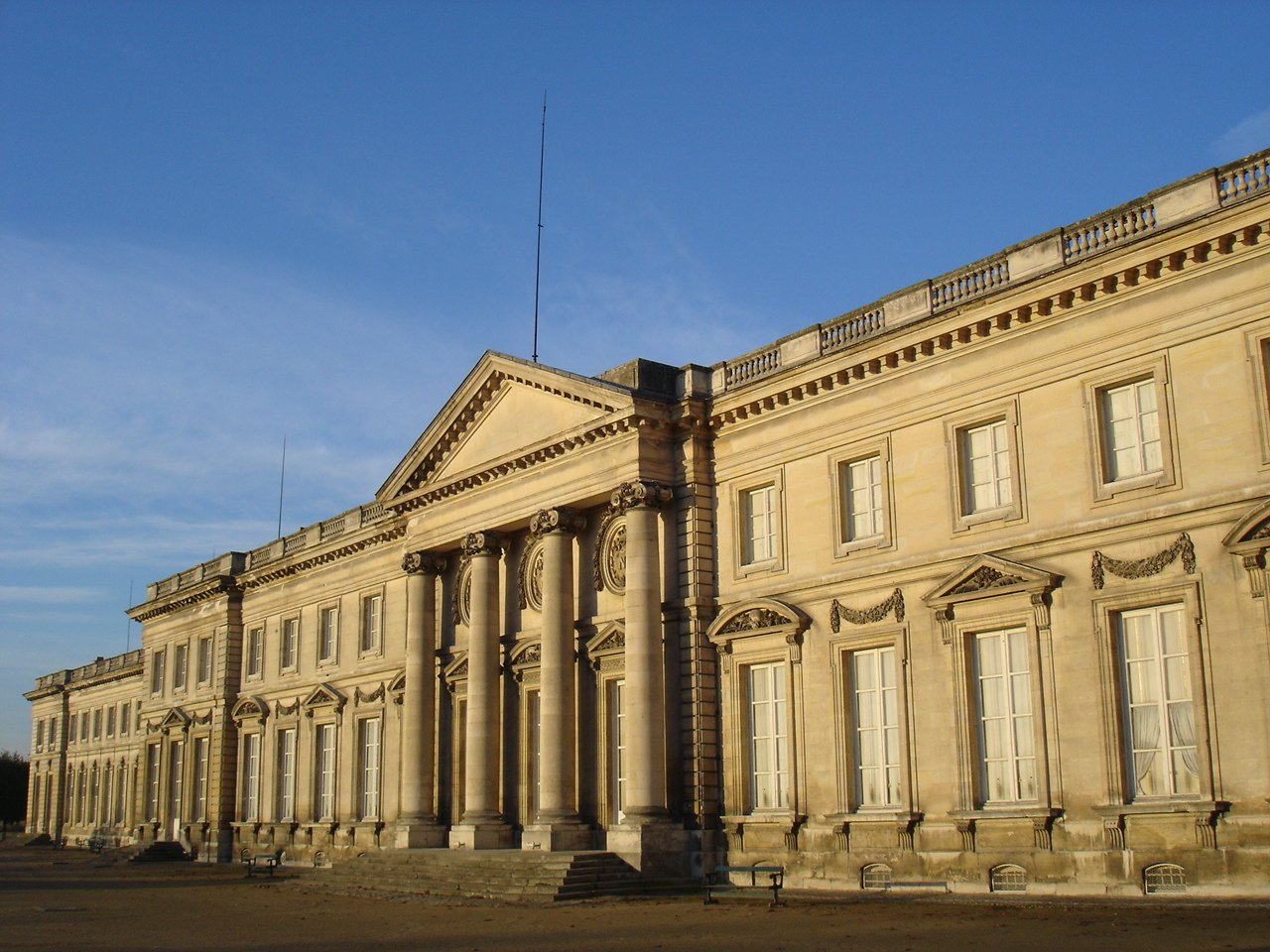
Palais de Compiègne.
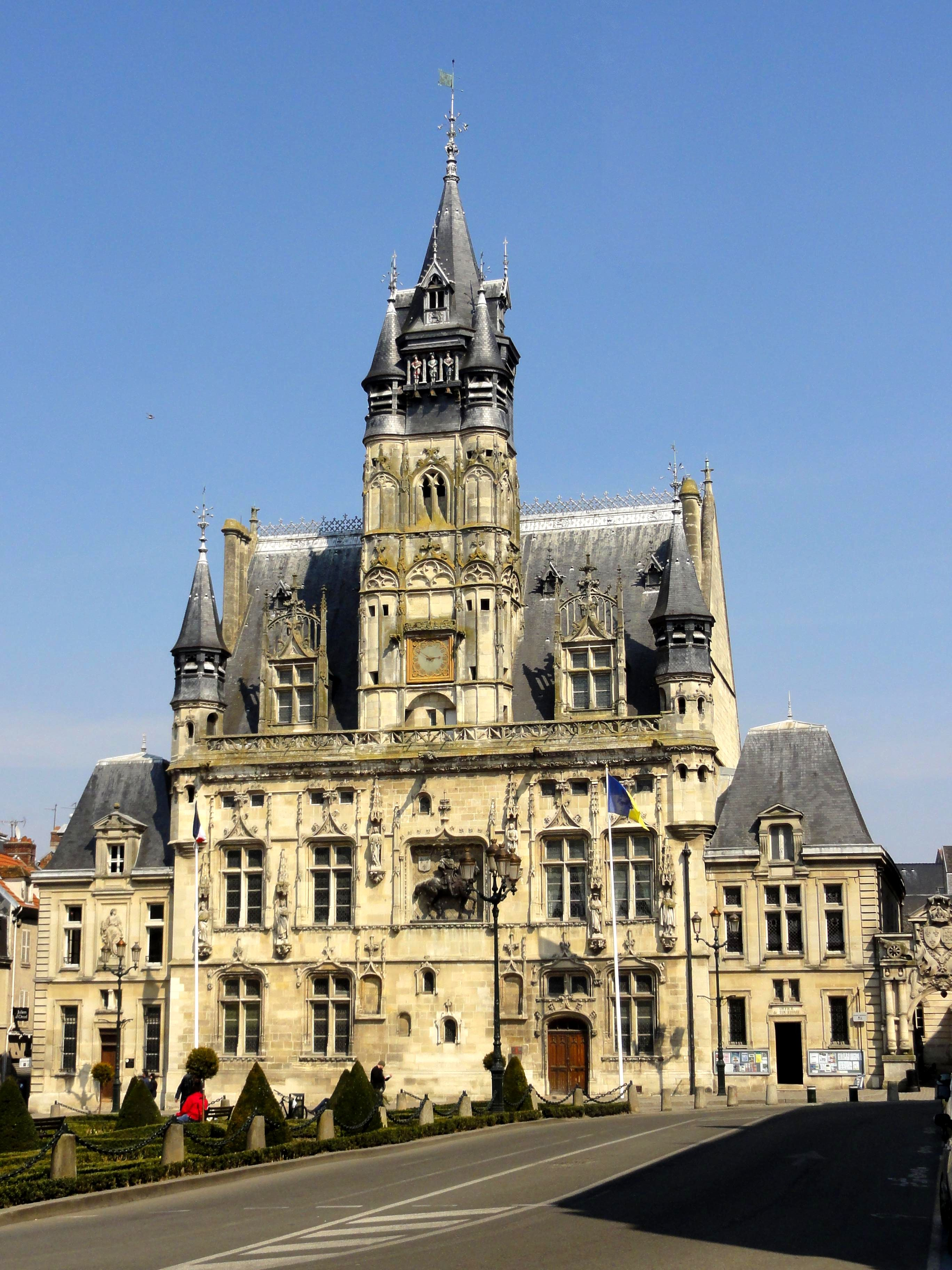
Hôtel de ville.
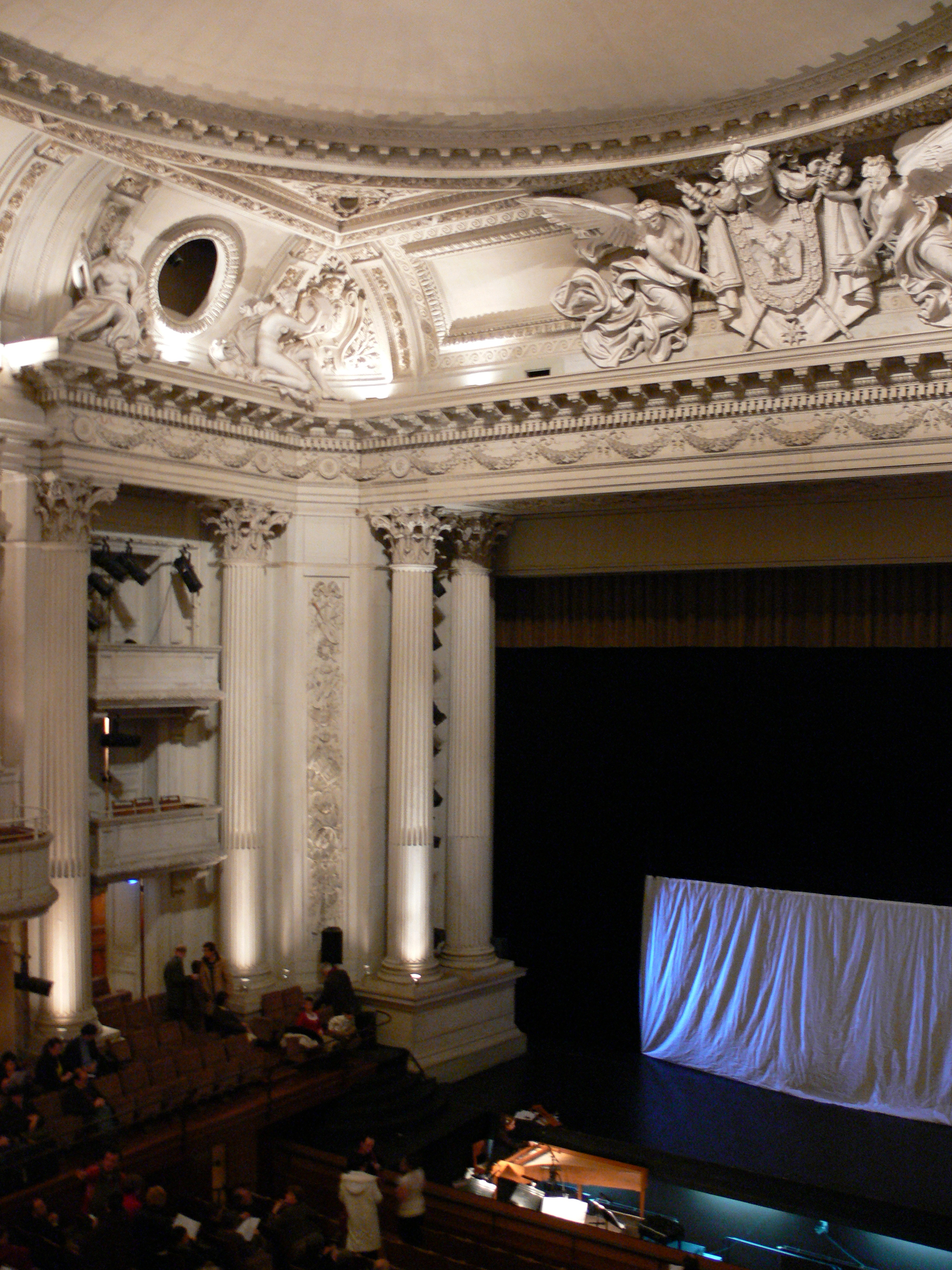
Théâtre impérial.
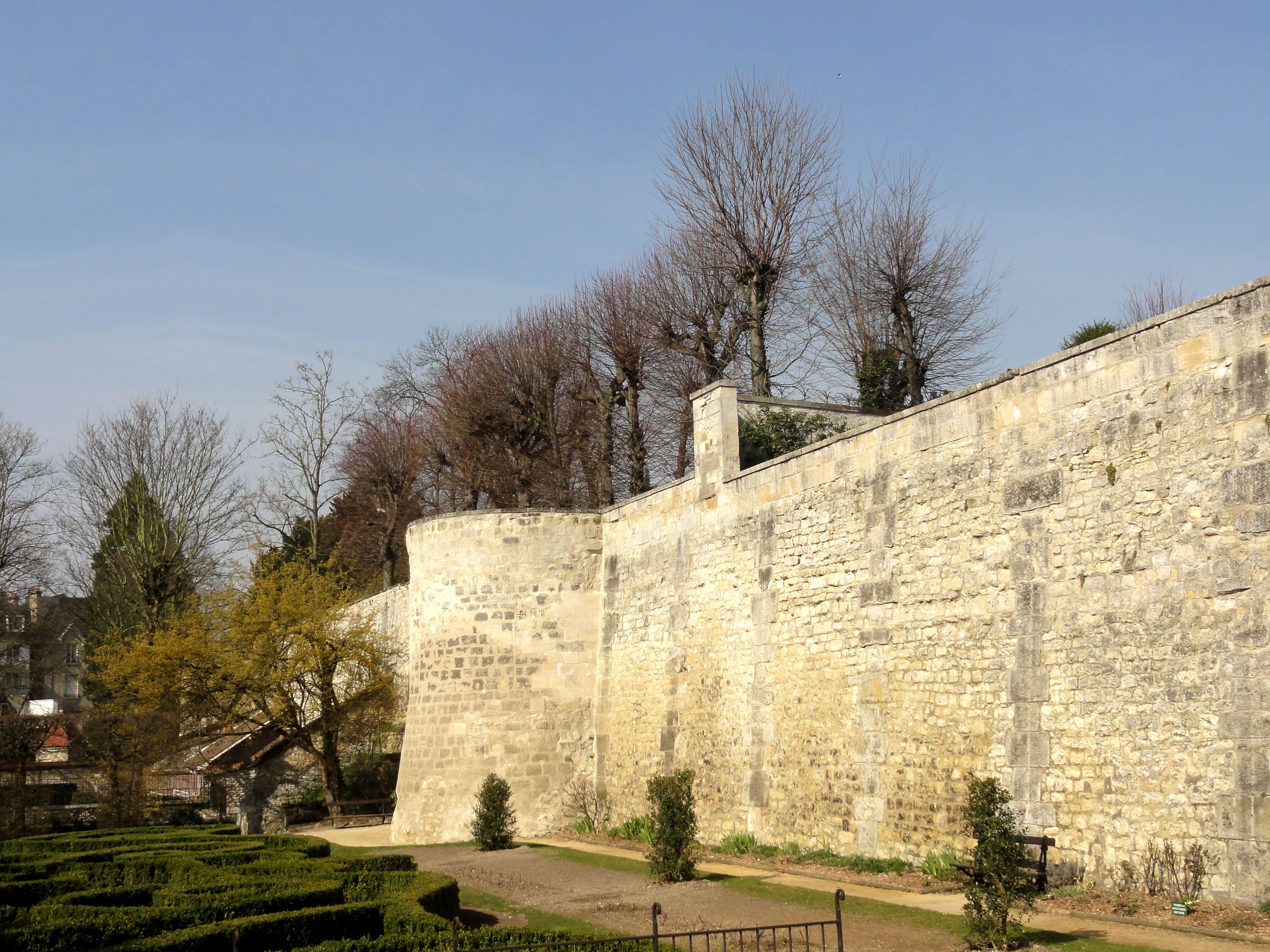
Remparts de la ville.
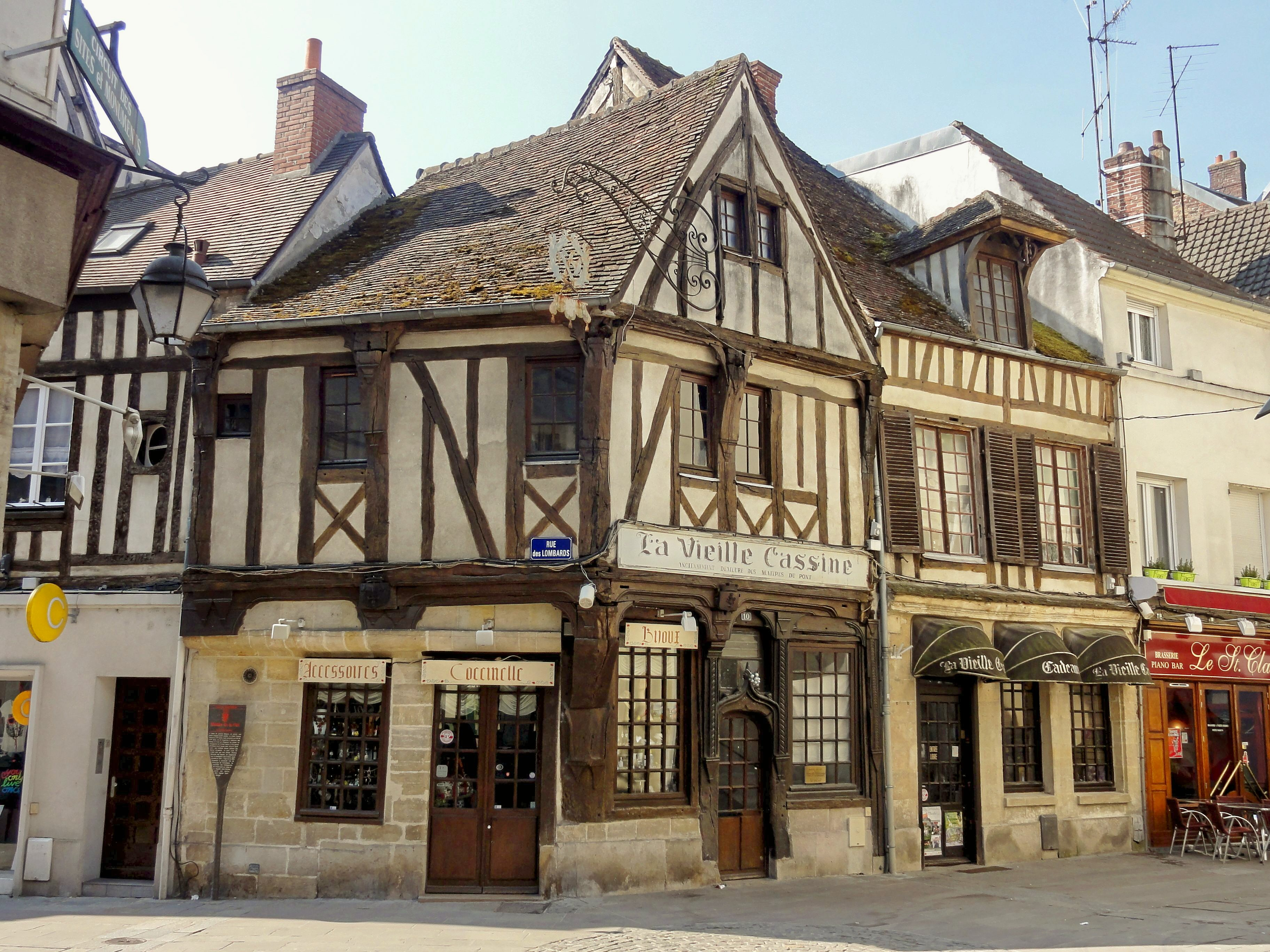
La Vieille Cassine.
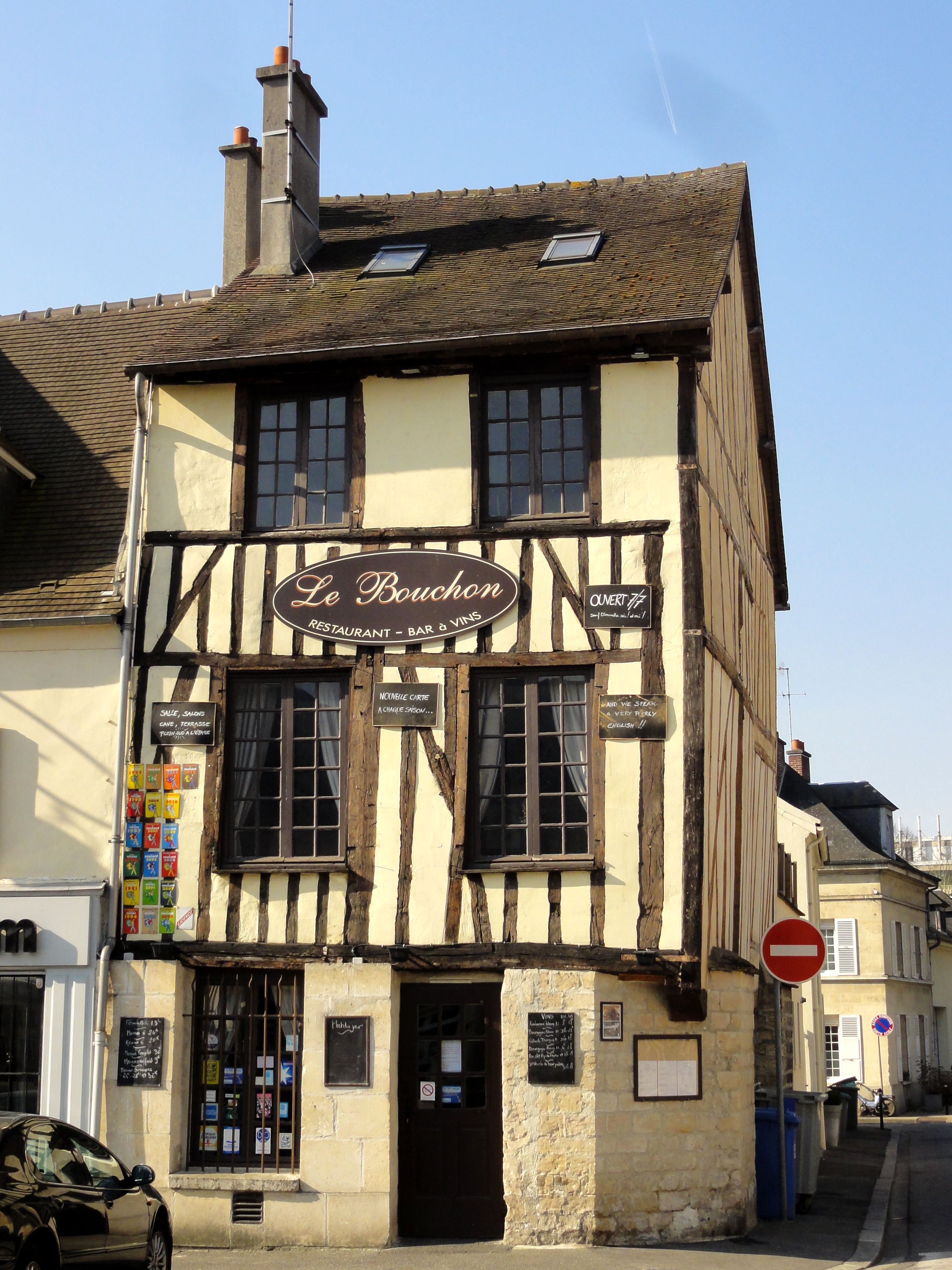
Maison Le Bouchon.
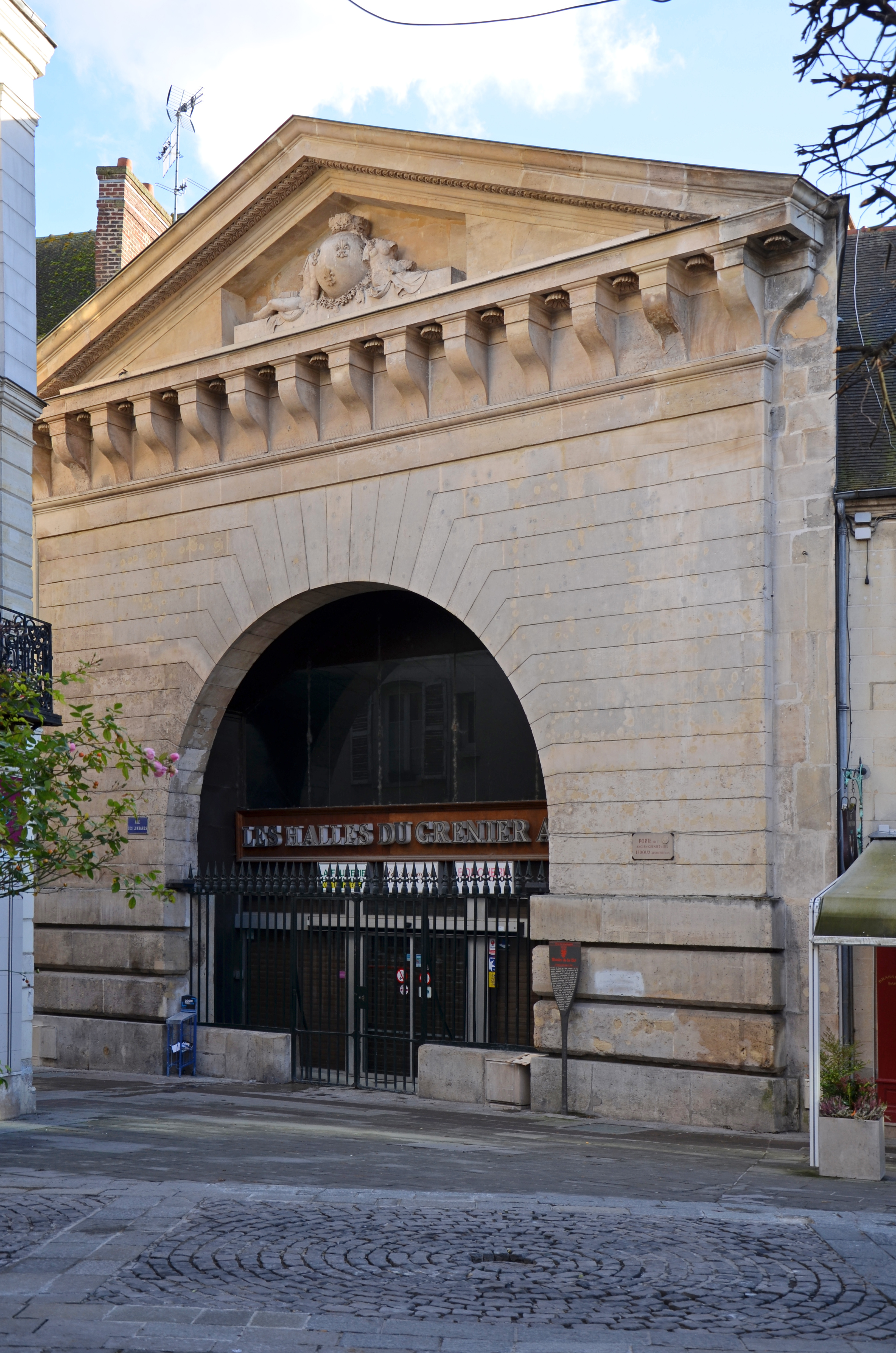
Ancien grenier à sel.
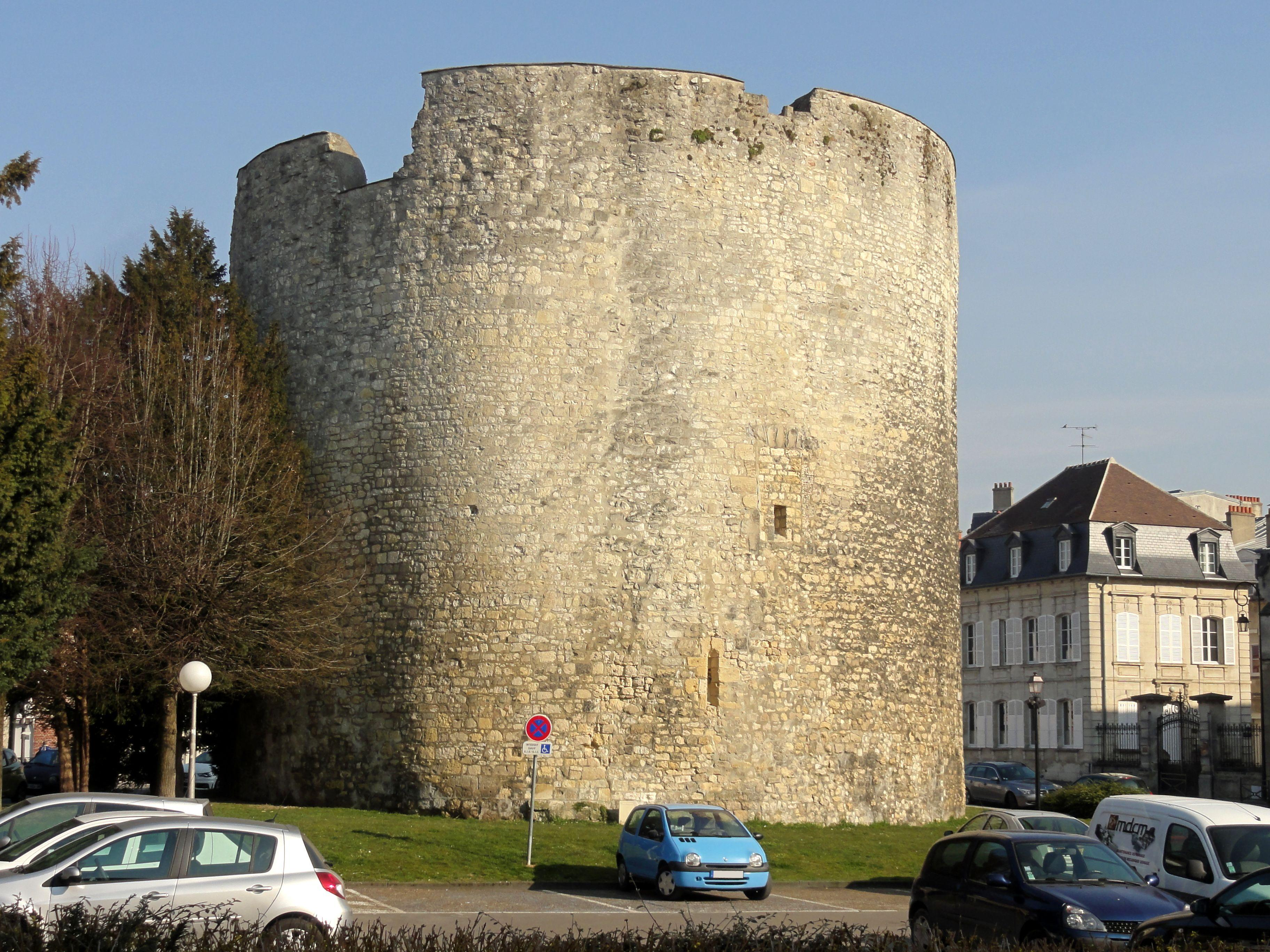
Tour Jeanne-d'Arc.
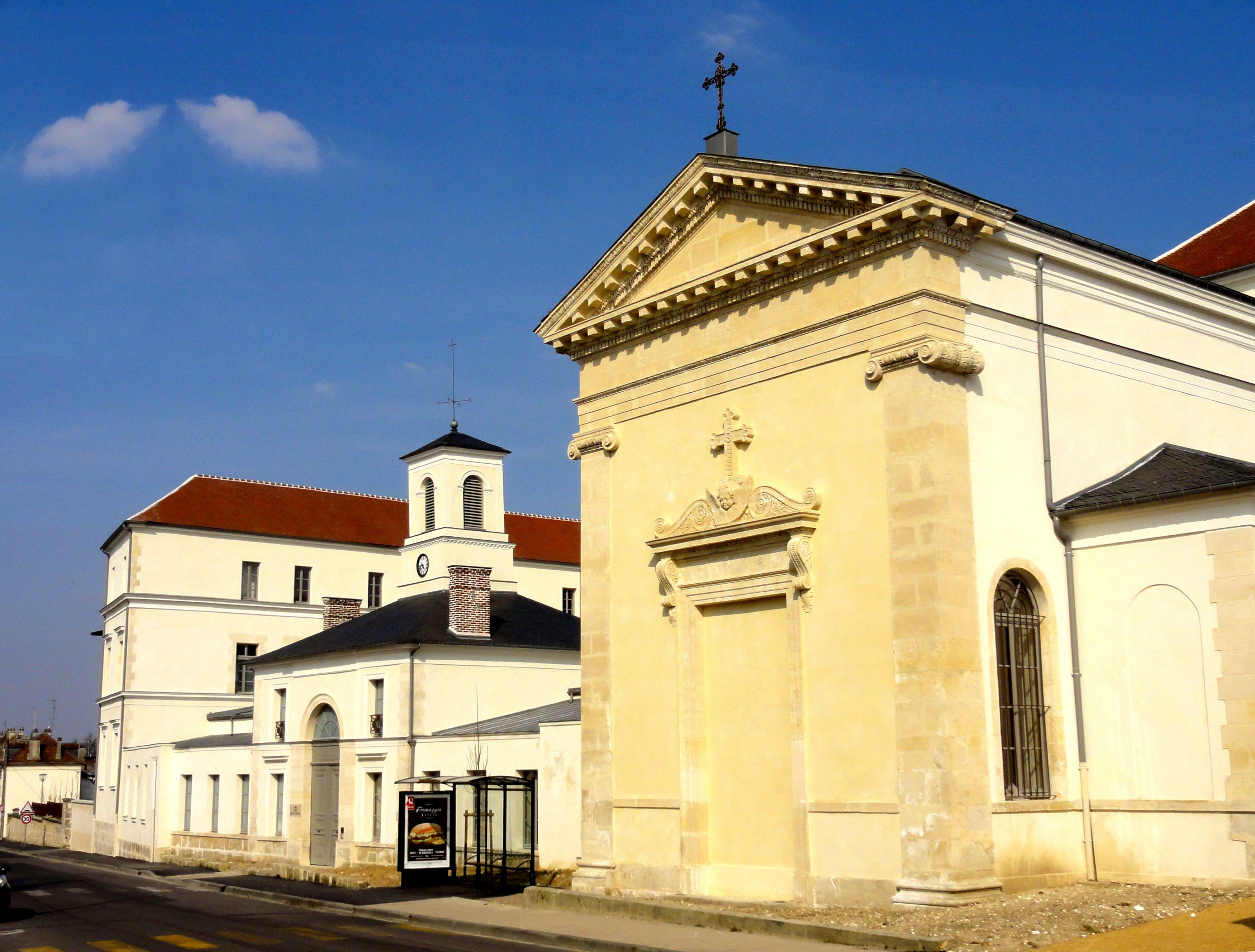
Ancien hôpital Saint-Joseph.
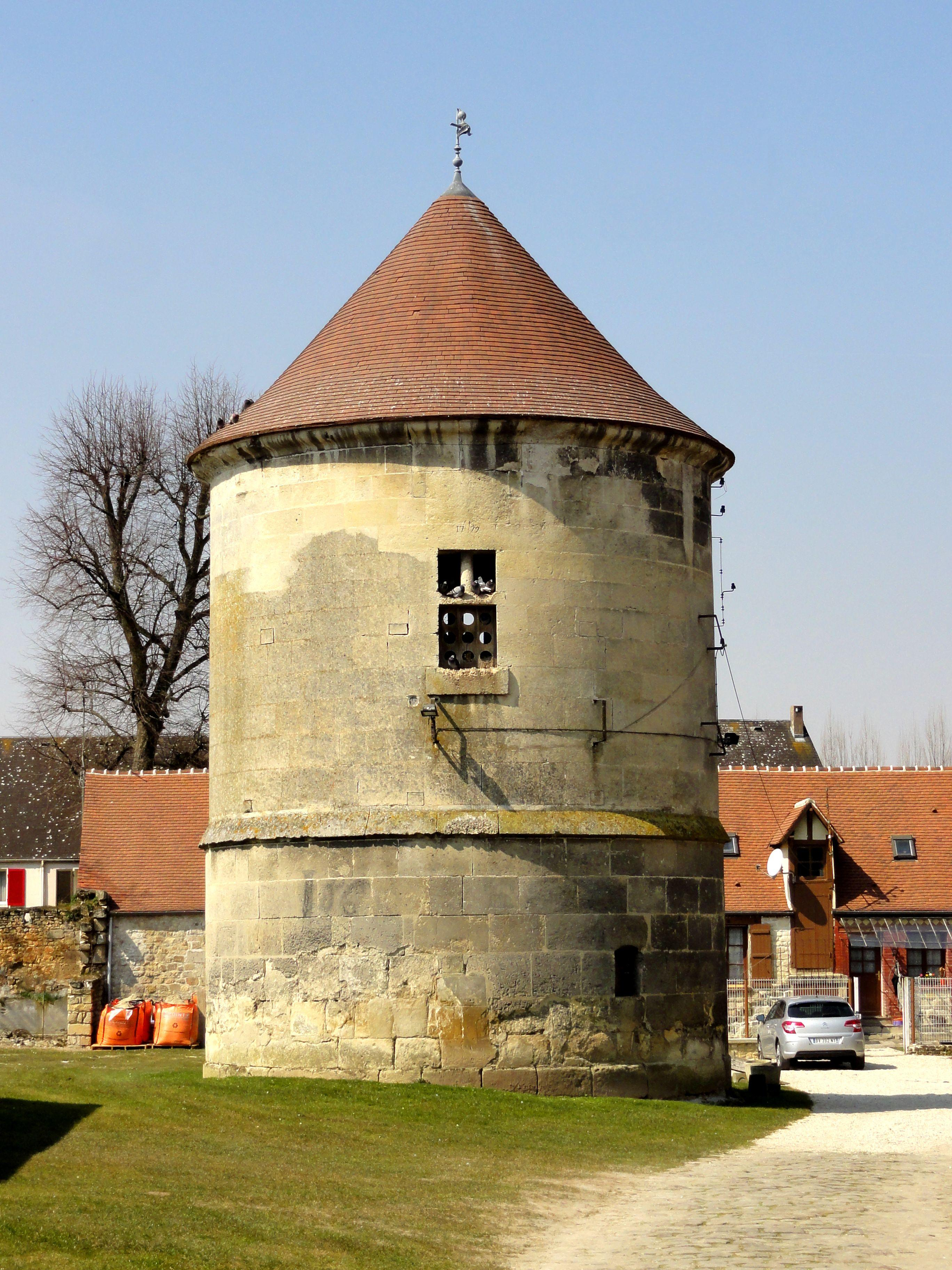
Colombier de Royallieu.
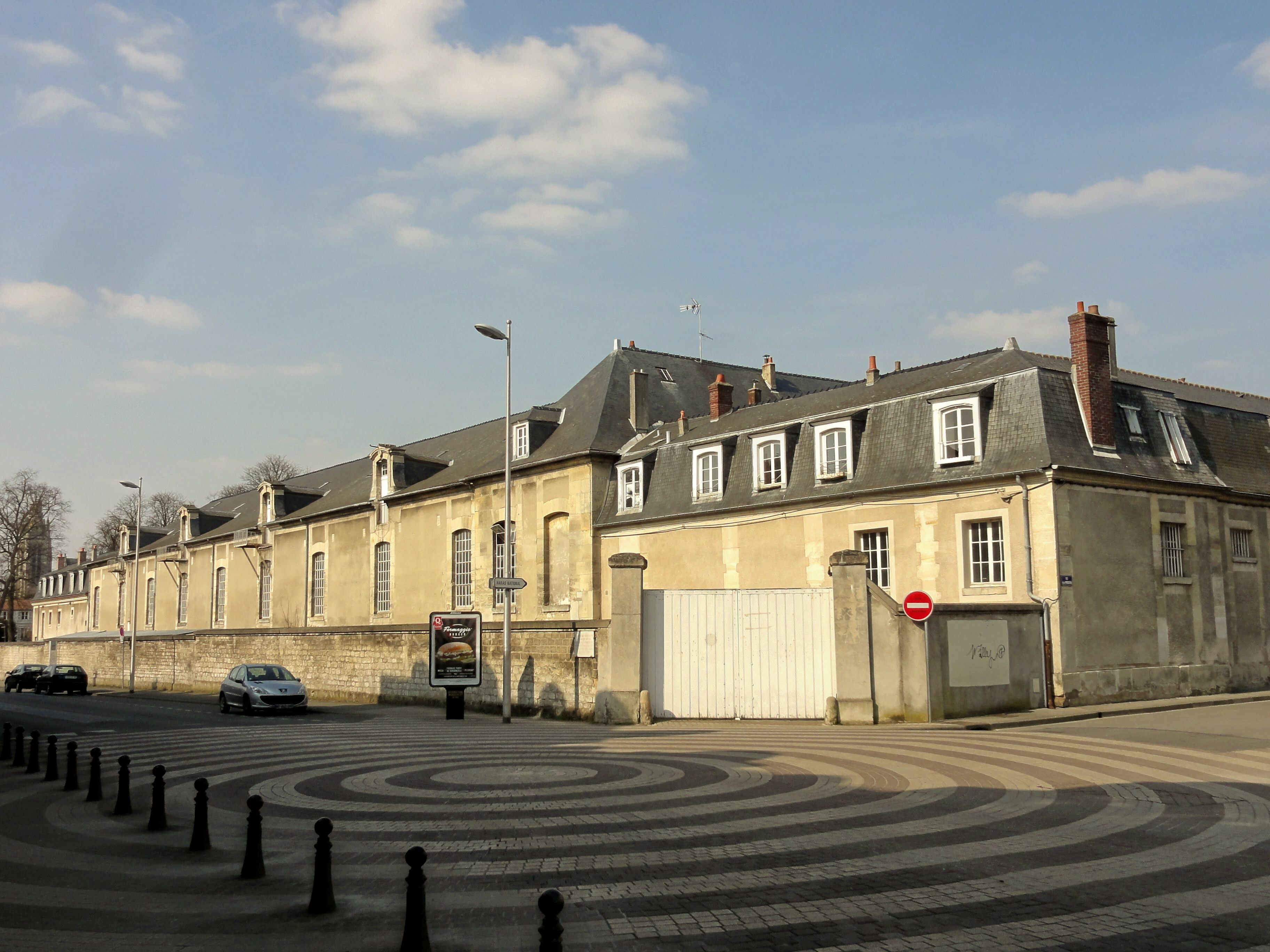
Haras national.
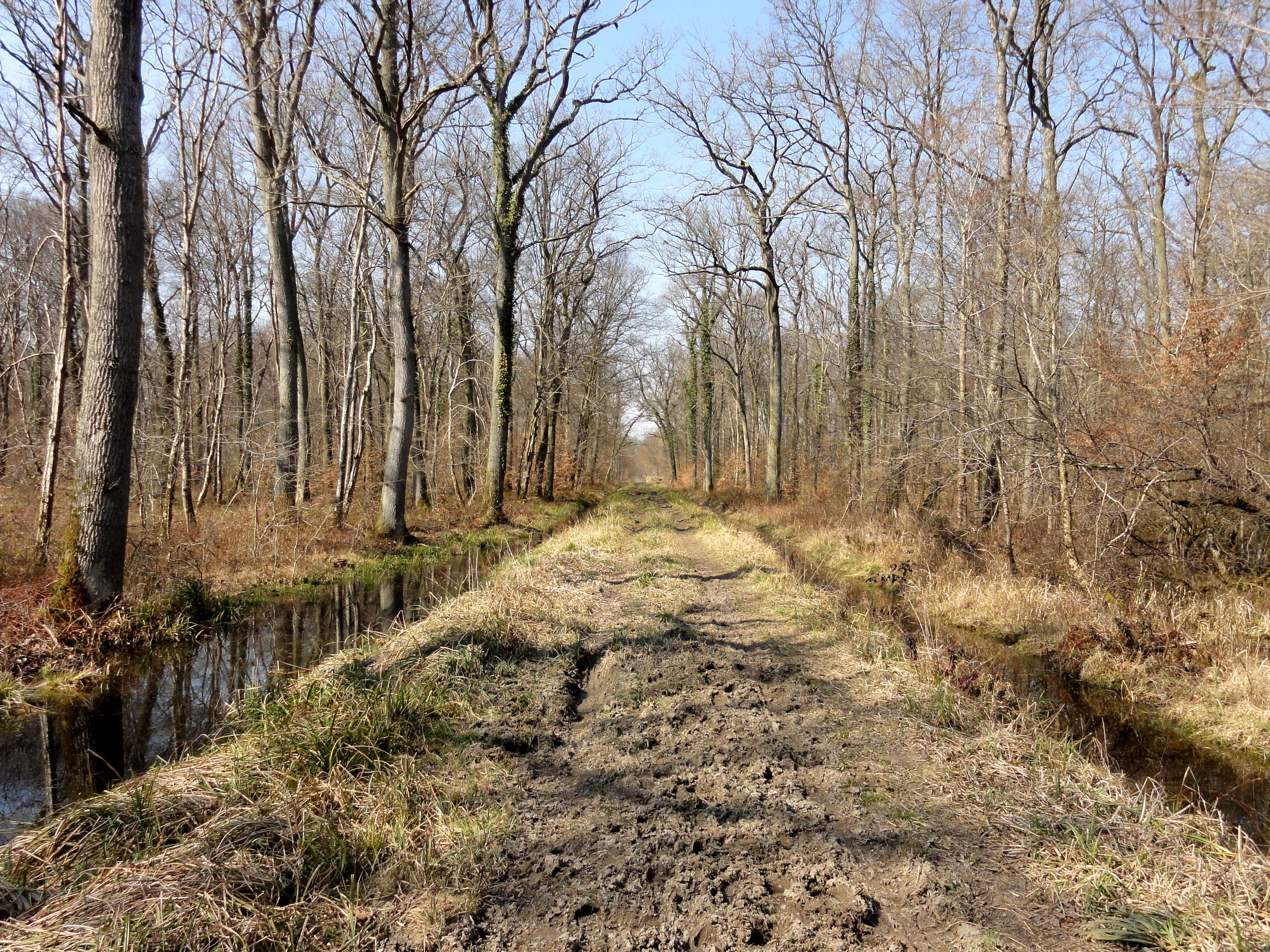
Forêt de Compiègne.

Parmi le patrimoine religieux de Compiègne, dix éléments sont protégés au titre des monuments historiques. Les deux principales églises, la chapelle Saint-Corneille, et les restes de deux abbayes (en partie) sont classés ; une église désaffectée, les restes de quatre abbayes et couvents et les vestiges d'un cimetière sont inscrits. La première église paroissiale de la ville, l'église Saint-Germain, ainsi que l'hôtel-Dieu médiéval ne sont ni classés, ni inscrits.
- Église Saint-Jacques, place Saint-Jacques (classée monument historique par liste de 1862[172]) : C'est un édifice de taille moyenne, d'une longueur totale de 51 m, issu de deux périodes distinctes : le chœur, le transept et la nef avec ses bas-côtés ont été bâtis entre 1235 et 1270, sauf la partie haute de la nef ; cette dernière, le clocher, les chapelles le long des bas-côtés et le déambulatoire ont été ajoutés entre 1476 et le milieu du XVIe siècle. Ces extensions reflètent le style gothique flamboyant, sauf le lanternon au sommet du clocher, qui est influencé par la Renaissance. Le clocher est une œuvre remarquable, tout comme le chœur et le transept, qui quant à eux représentent les parties les plus anciennes de l'église et sont une intéressante illustration du style pré-rayonnant. L'intérieur de l'église est marqué par les transformations de la fin de l'Ancien Régime, portant notamment sur un revêtement en marbre du chœur et un habillement des piliers de la nef par des boiseries[173].
- Église Saint-Antoine, place Saint-Antoine (classée monument historique par liste de 1840[174]) : Comme l'église Saint-Jacques, l'autre église du centre-ville, elle a été fondée en 1199 et dépendu étroitement de l'abbaye Saint-Corneille qui possédait le patronage de toutes les cures de la ville. La construction s'effectue pendant la première moitié du XIIIe siècle, mais l'église est profondément transformé au XVIe siècle, sans doute en raison des dégâts subis pendant la guerre de Cent Ans, et elle se présente ainsi comme un édifice assez homogène de style gothique flamboyant. La façade et le chœur avec ses collatéraux et son déambulatoire datent même entièrement du XVIe siècle ; avec leur riche décor sculpté et une grande élégance et finesse des formes, ce sont les parties les plus remarquables de l'église. À l'intérieur, ces parties sont également les plus intéressantes, se caractérisant par des supports prismatiques et des voûtes avec un dessin particulier à liernes et tiercerons. La nef et ses bas-côtés sont par contre assez monotones et ne montrent que peu de recherche stylistique. L'église a perdu la plupart de ses œuvres d'art en 1768, quand un curé soucieux de rendre l'intérieur plus lumineux la fait vider de la majeure partie de son contenu. L'église est restaurée profondément à partir de 1863[175].
- Ancienne église Saint-Pierre des Minimes, rue des Minimes (inscrite monument historique par arrêté du 26 mars 1927[176]) : Elle accueille actuellement l'espace culturel Saint-Pierre des Minimes, géré par la ville de Compiègne. Des vestiges de l'ancien couvent des Minimes à l'est de l'église, sur les emprises de l'actuelle école Pierre-Sauvage, sont inscrits par arrêté du 11 juin 2001[177]) ; voir ci-dessus sous Musées.
- Ancienne abbaye Saint-Corneille, rue Saint-Corneille (cloître, murs de clôture et restes du clocher classés monument historique par arrêté du 26 octobre 1964 sous-sol et restes du réfectoire inscrits par arrêté du 28 septembre 1944[178]) : deux galeries du cloître du XIIIe siècle, bien conservé et restauré, abritent un musée (voir ci-dessus) ; le reste des bâtiments est utilisé par les bibliothèques municipales.
- Ancien hôtel-Dieu Saint-Nicolas-au-Pont, rue Jeanne-d'Arc et rue du Grand-Ferré, actuellement chapelle Saint-Nicolas (ni classé, ni inscrit) : La fondation du premier hôtel-Dieu de Compiègne serait due à saint Éloi, et il aurait été reconstruit par Charles II le Chauve. L'établissement a longtemps été administré par l'abbaye Saint-Corneille, et il possédait trois dépendances : l'hospice-hôpital Saint-Nicolas-au-Pont, l'école et asile de nuit Saint-Nicolas-le-Petit et la maladrerie Saint-Lazare. Saint-Louis fit agrandir l'hôtel-Dieu Saint-Nicolas-au-Pont et le dota richement. Les malades étaient soignés par des religieux et religieuses qui vivaient selon la règle de saint Augustin. Saint-Louis leur préféra les Trinitaires, mais face à la hostilité de l'abbaye Saint-Corneille, ils partirent dès 1303. Les moines s'en allèrent en 1601, et les Augustines furent remplacées par les Sœurs de Saint Vincent de Paul en 1792. Entre temps, une importante reconstruction au XVIIe siècle apporte une modification de la façade, une subdivision de la salle en deux niveaux, une décoration baroque de la chapelle et l'aménagement de la salle capitulaire. L'hôtel-Dieu est fermé avec la réunion à l'Hôpital Général en 1894, dont la capacité a été augmentée au préalable. L'édifice est sévèrement endommagé pendant la Première Guerre mondiale. Après la restauration qui s'échelonne jusqu'en 1933, l'édifice ne retrouve plus sa vocation d'hospice, mais accueille des salles de réunion, et la chapelle est remise à la disposition de la paroisse. L'immense retable en bois de chêne est un chef-d'œuvre de la sculpture baroque et sort d'un atelier parisien ; il a probablement été financé par Marie de Médicis et la famille Legras. La superbe salle souterraine dite cellier de Saint-Louis n'est plus accessible depuis la Seconde Guerre mondiale et a été en partie comblée[179].
- Vestiges du couvent des Jacobins, au parc Songeons, 1 rue d'Austerlitz, derrière le musée Pierre-Vivenel (classés monument historique par arrêté du 19 mars 1931[180]) : Le couvent des Dominicains, appelés ici Jacobins, a été fondé en 1257 par Saint Louis dans l'enceinte du château royal. L'emplacement de l'église, rebâtie en 1422 après un incendie et démolie sous la Révolution, est occupé par un hôtel particulier néoclassique depuis 1800 environ. Il abrite le musée Antoine-Vivenel depuis 1952 grâce au legs du comte Songeons, qui porta également sur le parc municipal qui porte son nom. Ce parc abrite un nombre de vestiges peu importants, mais certains proviennent du château royal et il n'est pas toujours certain lesquels peuvent être attribués au couvent. Seulement le mur de clôture près du musée et les deux portails du parc proviennent assurément du monastère. Les sept arcades subsistent probablement du cloître, mais puisqu'elles sont parallèles à la courtine du château contre laquelle s'appuie la maison du conservateur du musée, certains archéologues les interprètent comme un vestige du château. Dans le parc, une porte en anse de panier est dite de la chambre de saint Louis, et le mur avec une fenêtre en tiers-point et les traces d'une porte sont associés à la salle des gardes du château. Une partie du parc recouvre les anciens remparts du début du XIIIe siècle, et un bastion de la seconde moitié du XVIe siècle se situe en contrebas, près de l'Oise. Deux gisants longtemps exposés aux intempéries au parc sont mal identifiés. Protégés au même titre que le couvent, ils ont été rapatriés dans le musée du cloître de l'abbaye Saint-Corneille sous l'identité du maréchal d'Humières et de Jeanne de Hangest, morts tous les deux en 1514[181]. Le mur d'enceinte est à son tour inscrit par arrêté du 20 mai 1930, à l'exception des parties classées. La porte de l'ancien cimetière de Clamart de 1787 et deux sépultures provenant de ce même cimetière se trouvent aujourd'hui également dans le parc Songeons ; elles sont inscrites par arrêté du 18 mars 1947[182].
- Chapelle Notre-Dame-de-Bon-Secours : la première chapelle a été construite en 1636 à la suite d'un vœu du père Boniface, qui avait demandé à la Vierge de protéger le couvent des Capucins de l'invasion espagnole. Quelques guérisons miraculeuses ont fait affluer les pèlerins et rendu la chapelle célèbre, si bien que le père Léonard d'Auxerre parvint à faire venir le roi et la reine en 1653. Leur financement a permis de construire une chapelle plus grande, et les familles royales de Louis XIV à Charles X l'ont fréquenté. La principale période de pèlerinage était la neuvaine de l'Annonciation. Fait exceptionnel, la chapelle a été entièrement préservée des ravages de la Révolution française grâce à l'engagement d'une famille, et elle est restée propriété privée jusqu'en 1980, quand elle a été offerte à la ville. La chapelle se situe au bout d'une allée de verdure et son allure est simple et harmonieuse, ce qui contraste avec la richesse de son mobilier qui est toujours celui d'origine, dont la peinture de la Vierge à l'Enfant allaitante devant laquelle le père Boniface a prié en 1636[183].
- Vestiges de l'abbaye de Royallieu, au parc de Bayser, avenue des Martyrs-de-la-Libération (inscrits monument historique par arrêté du 16 décembre 1947[169]) : Il s'agit de la porterie, d'un chapiteaux et de deux vases en pierre au parc, et de restes d'un bâtiment conventuel au sud du parc, dont une fenêtre ou porte. Ces restes servent aujourd'hui de mur de clôture vers l'ancienne ferme de l'abbaye. Le bâtiment d'habitation, dit château de Bayser, est également inscrit au même titre.
- Chapelle Saint-Corneille en forêt de Compiègne, parcelle 1251 (classée monument historique par arrêté du 23 septembre 1922[184])
- Église Saint-Germain, rue des Frères-Gréban / square de l'église Saint-Germain (ni classée, ni inscrite) : Saint-Germain était la première paroisse de Compiègne, et un oratoire dédié à saint Germain d'Auxerre existe dès le VIe siècle sur le chemin du gué de Venette. La paroisse perd son importance après la construction des églises Saint-Antoine et Saint-Jacques, et son église se trouve en-dehors de l'enceinte de la ville, ce qui explique sa destruction lors des sièges de 1414 et 1430. La reconstruction se fait attendre et ne commence qu'en 1482 grâce à des libéralités ; encore, n'est-elle pas menée à son terme, et le clocher-porche n'est édifié que sous Louis XIII. L'église n'a toujours pas de chœur et reste simplement plafonnée. Le legs du curé Boudeville, mort en 1879, permet enfin de parachever l'église en ajoutant un chœur et en voûtant la nef de briques et de plâtre. Le mobilier provient en partie des établissements religieux éteints de la ville. Quatre colonnes torsadées et richement décorées du début du XVIIe siècle sont de l'église Saint-Pierre-des-Minimes, et la tribune qu'elles supportent semble être celle de l'hôtel-Dieu Saint-Nicolas. Les pierres tombales sont celles de l'abbaye de Royallieu. Avec l'extension urbaine, l'église se retrouve de nouveau au milieu d'un quartier résidentiel et a regagné de l'importance[185].
- Église Sainte-Thérèse, rue du Bataillon-de-France (ni classée, ni inscrite).
- Église Saint-Pierre, romane, des XIIe et XIIIe siècles, monument historique.

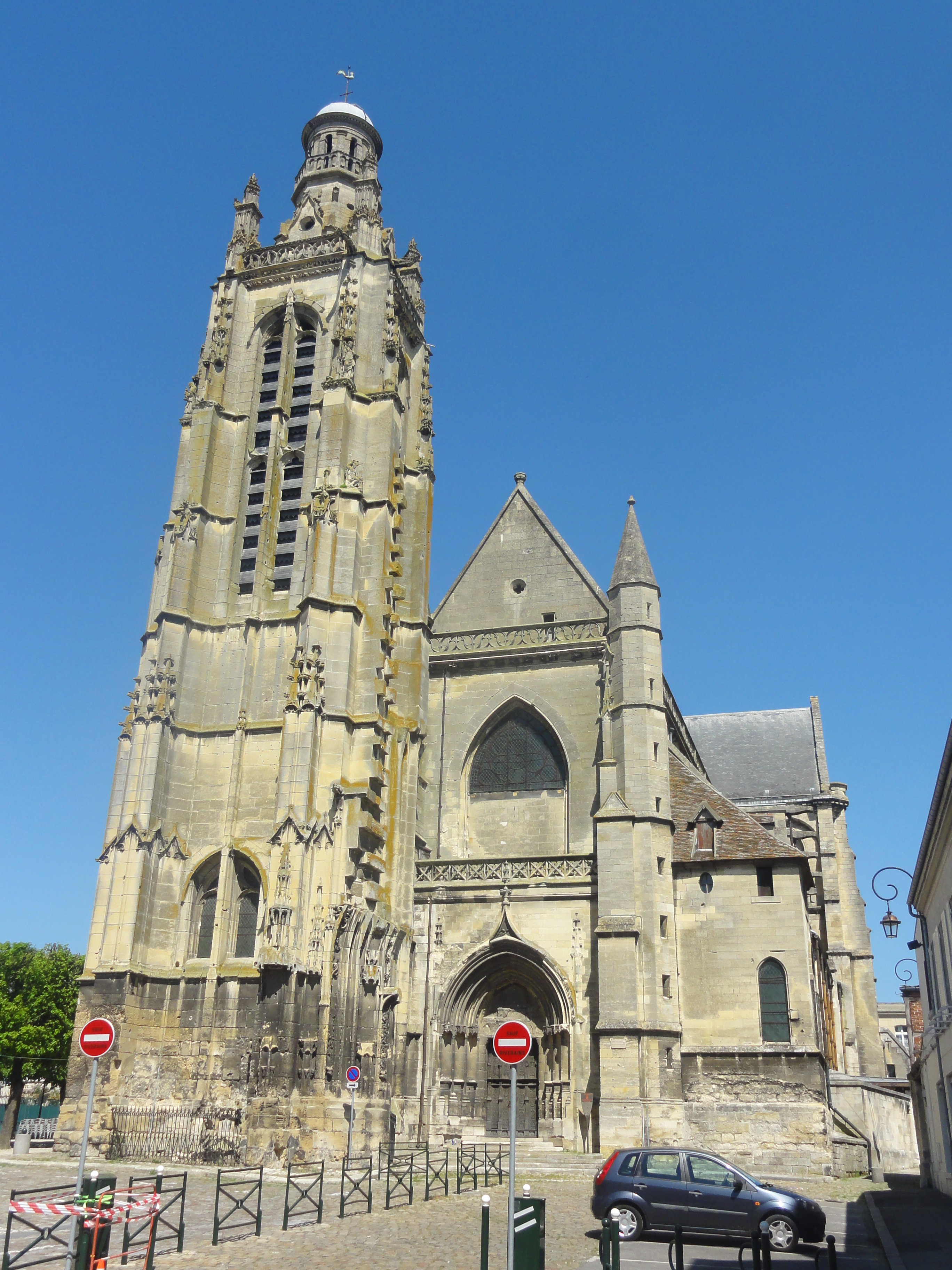
Église Saint-Jacques.
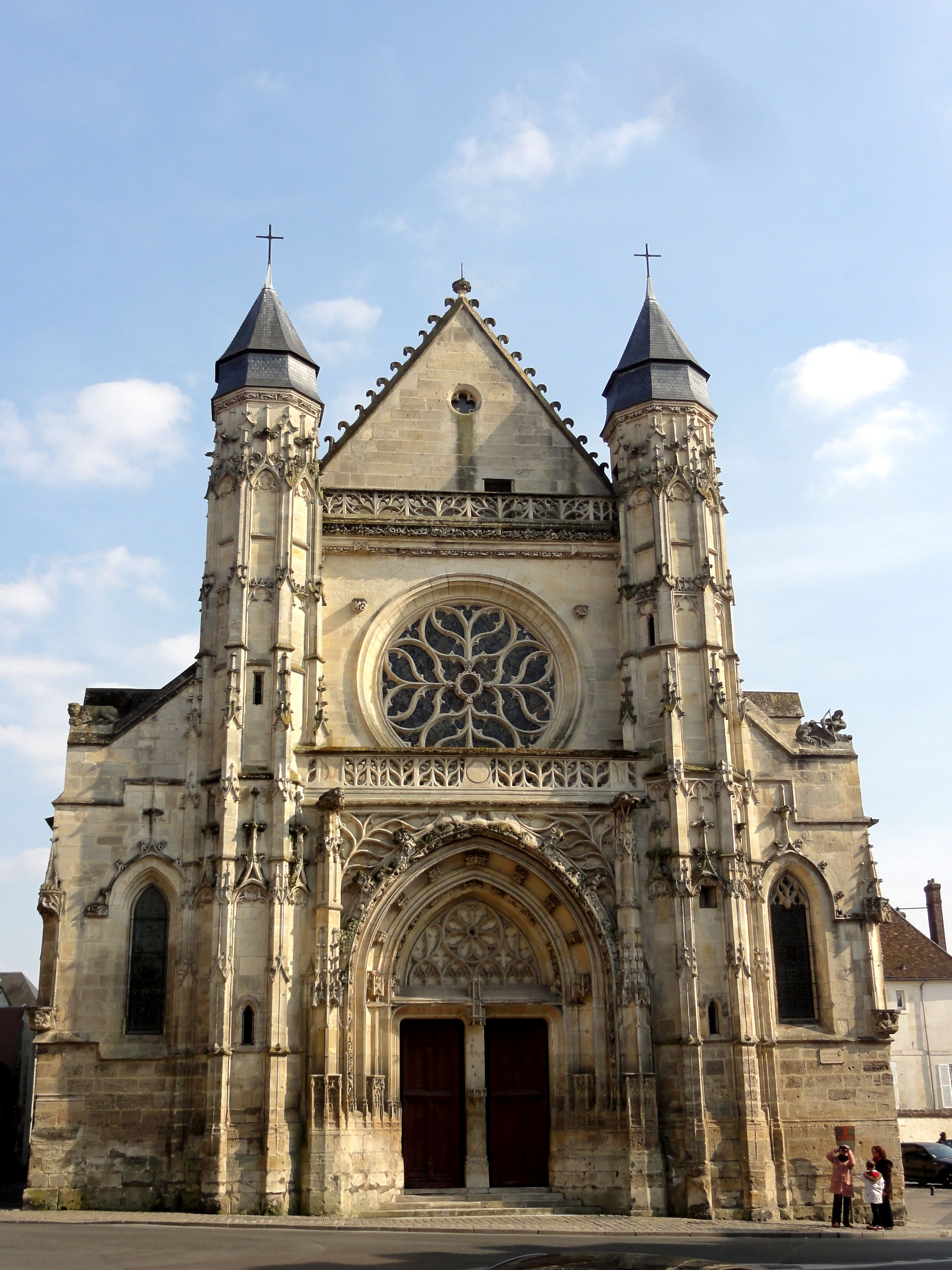
Église Saint-Antoine.
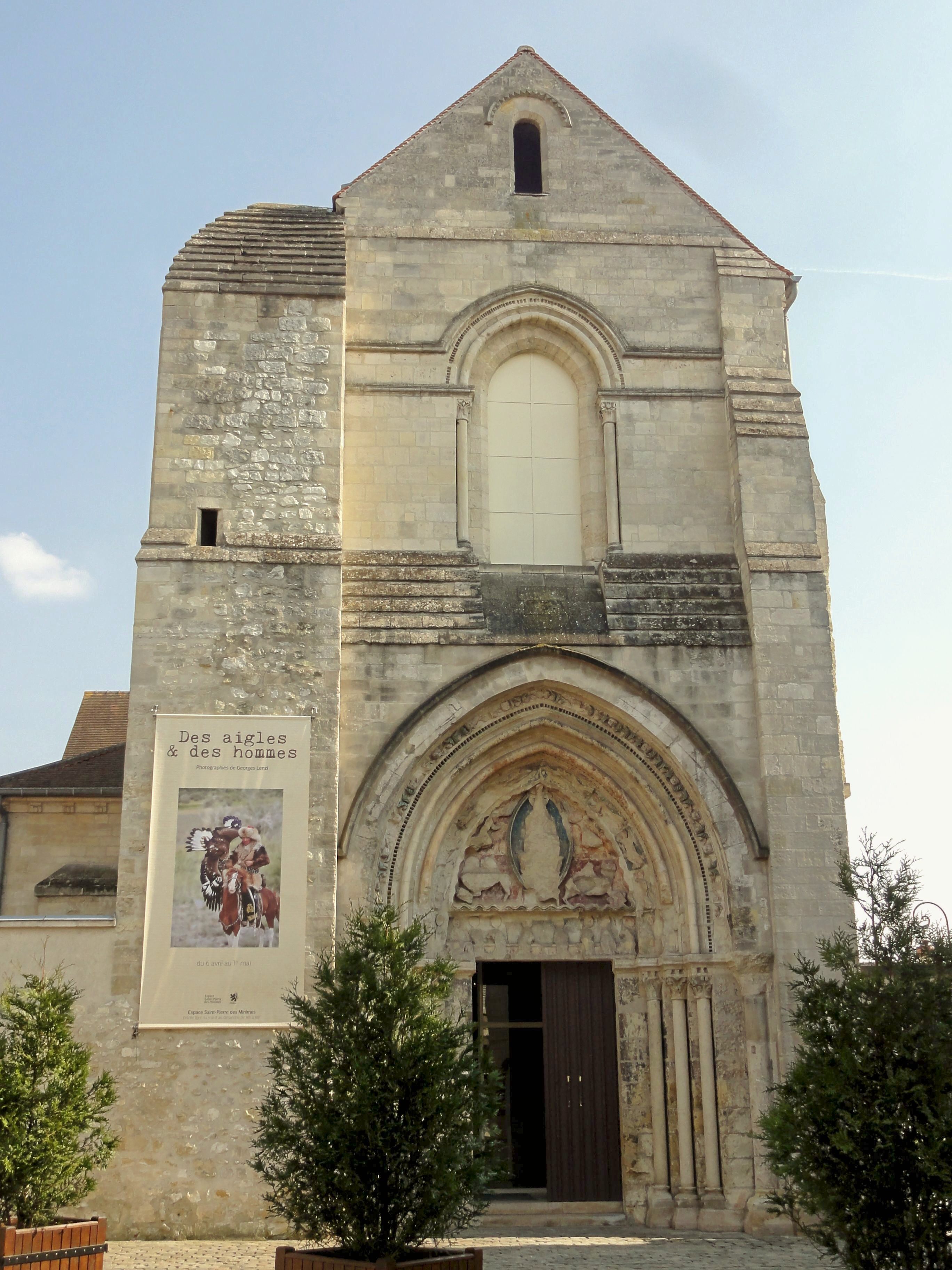
Ancienne église Saint-Pierre des Minimes.
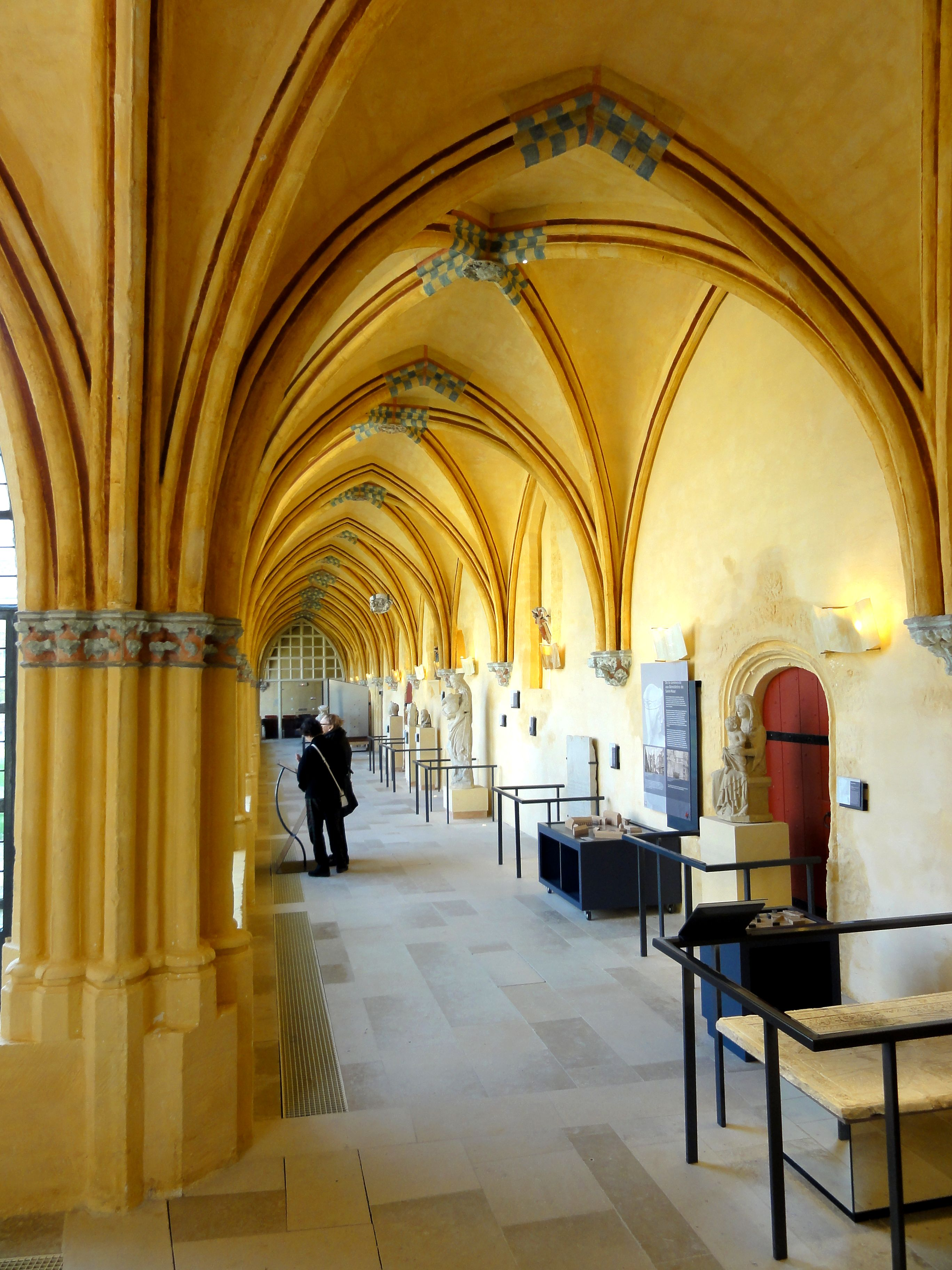
Cloître de l'abbaye Saint-Corneille.
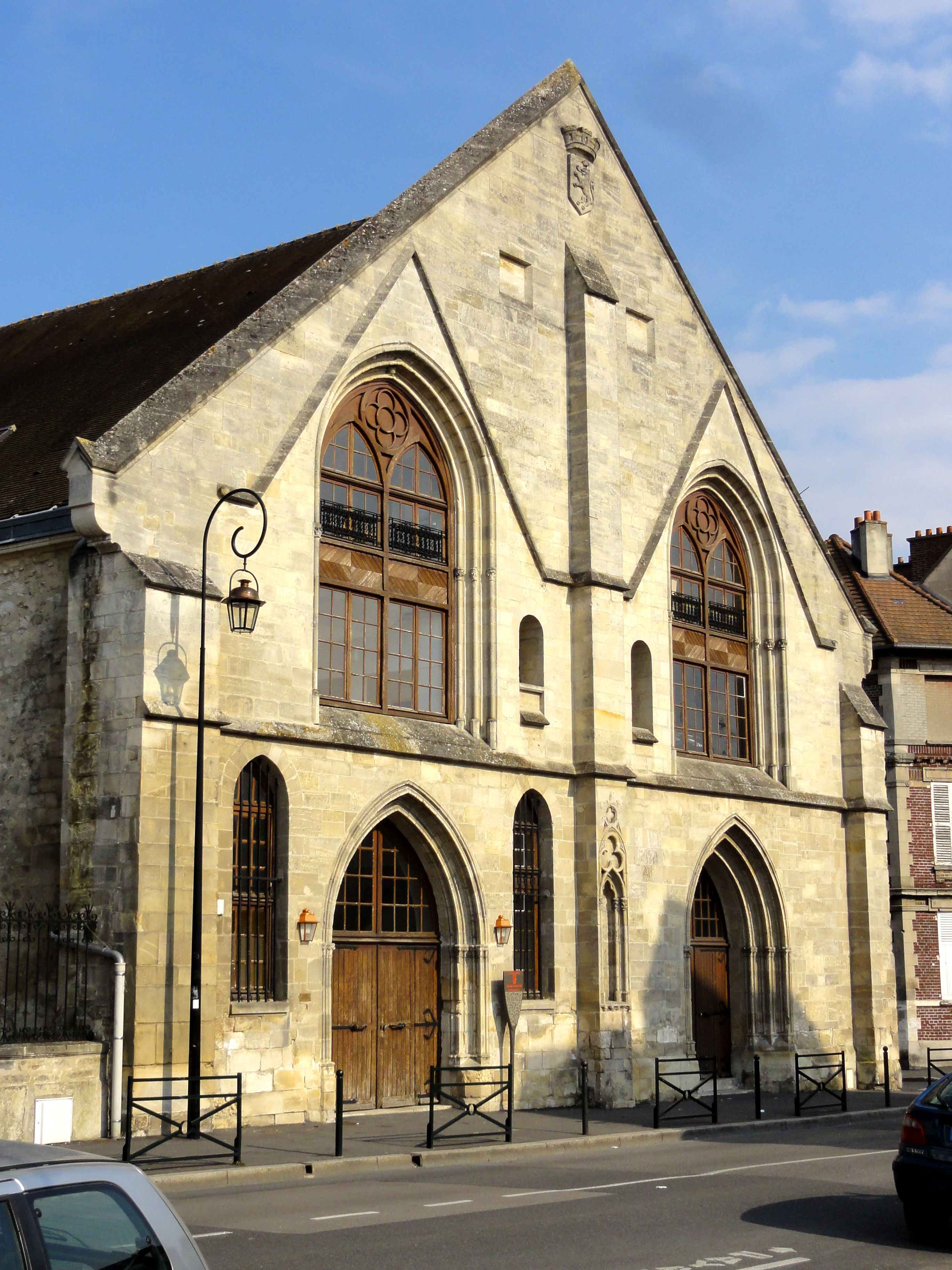
Ancien hôtel-Dieu Saint-Nicolas-du-Pont.
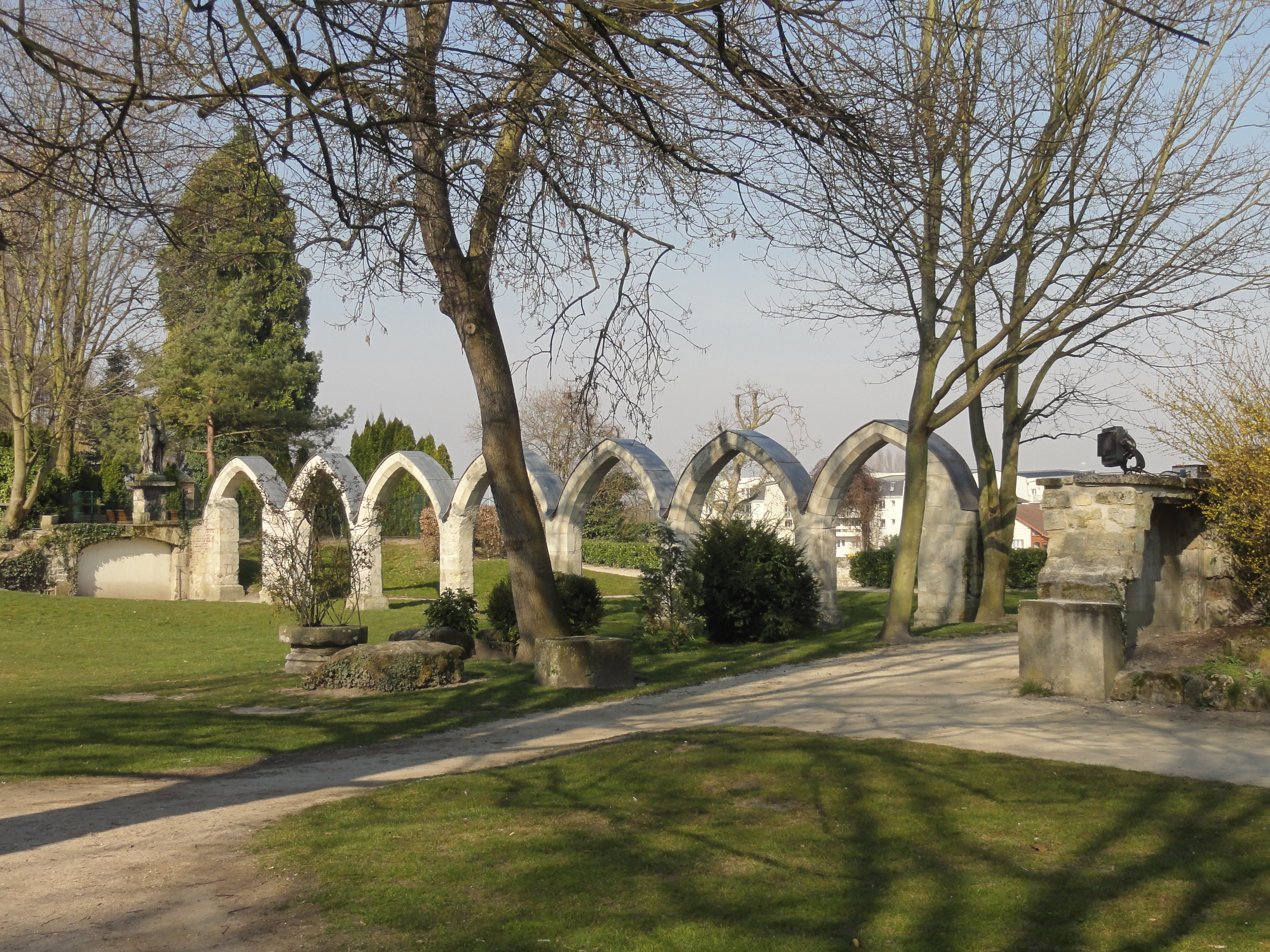
Couvent des Jacobins.
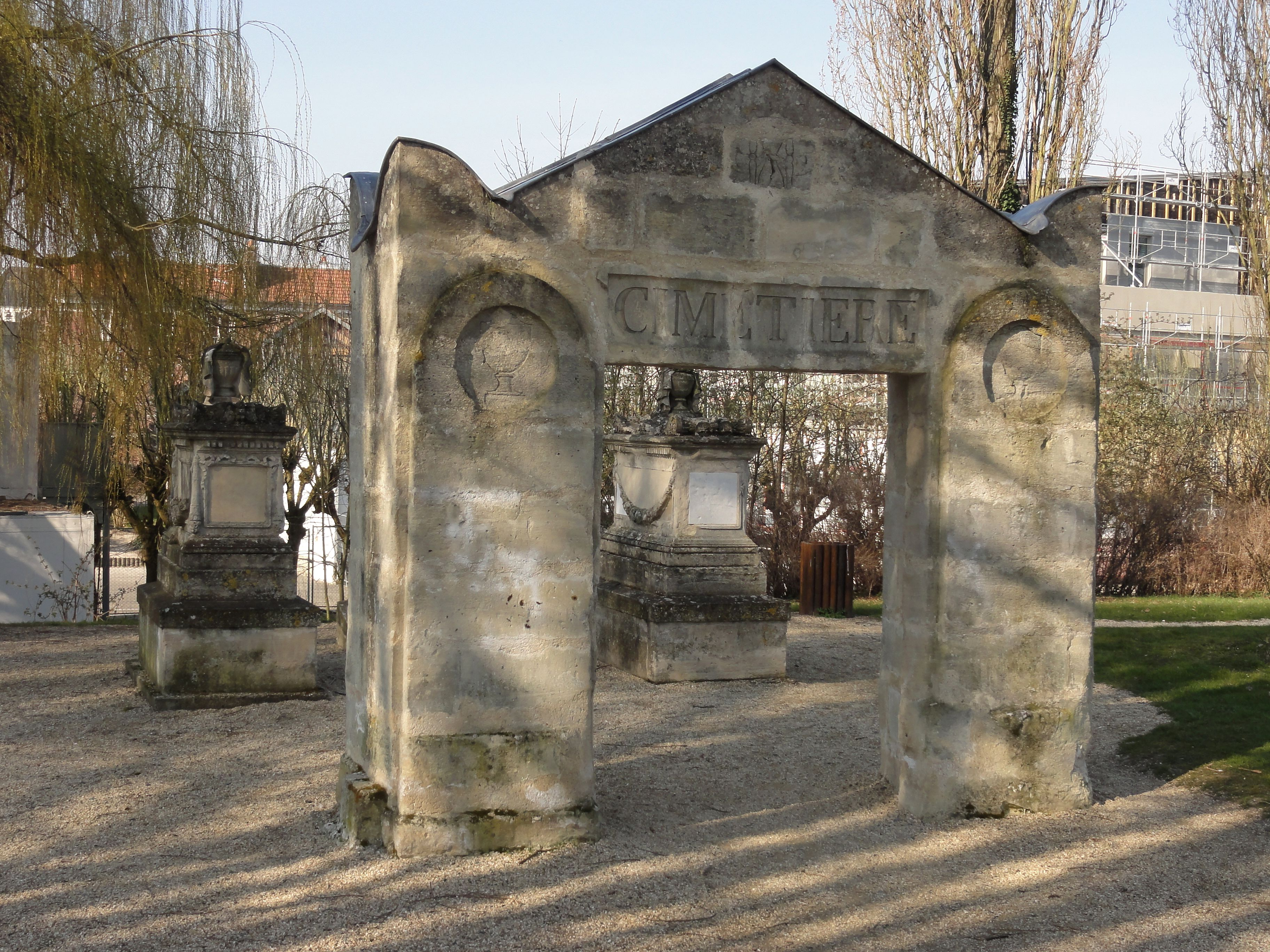
Cimetière de Clamart.
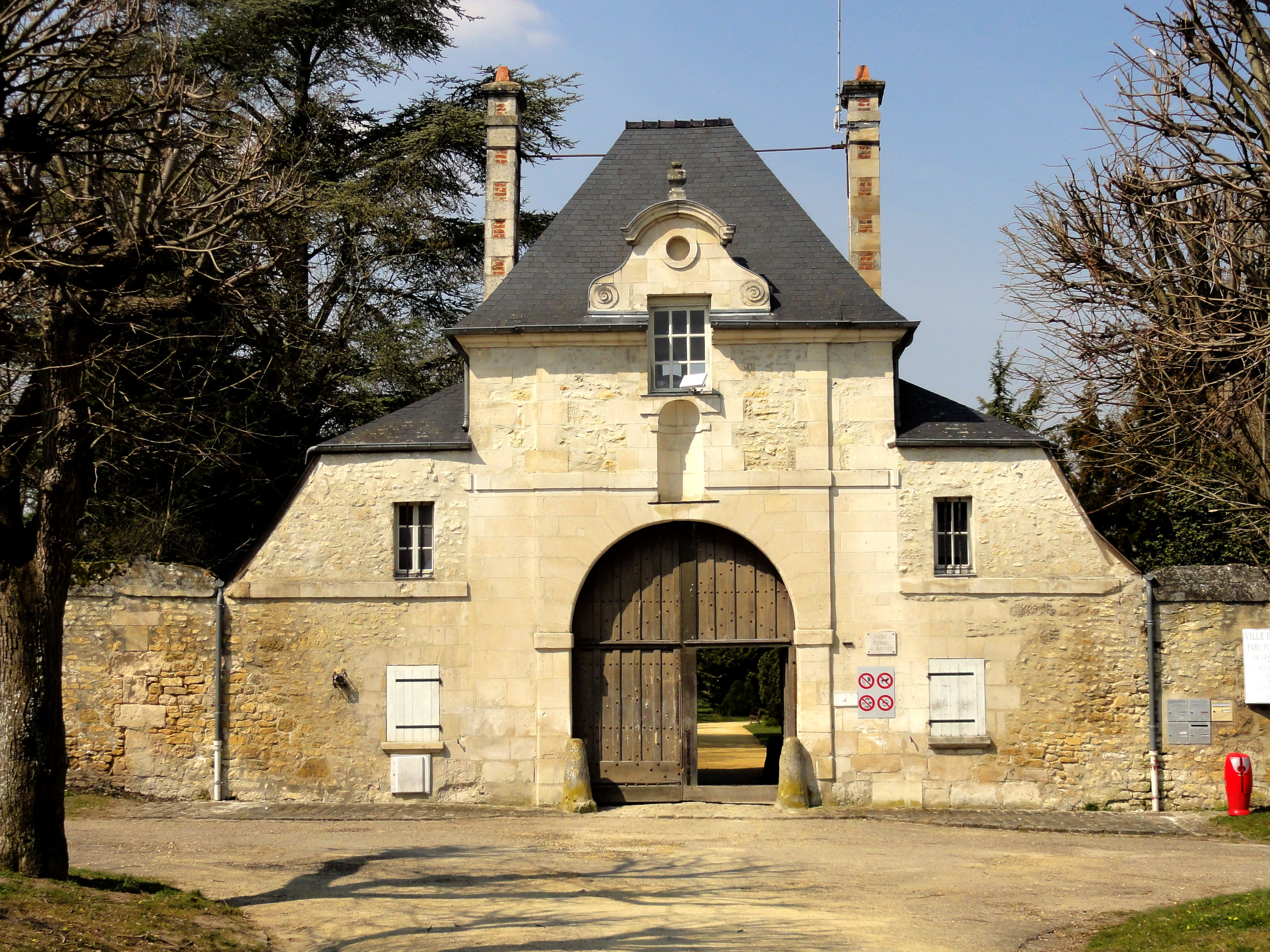
Porterie de l'abbaye de Royallieu.
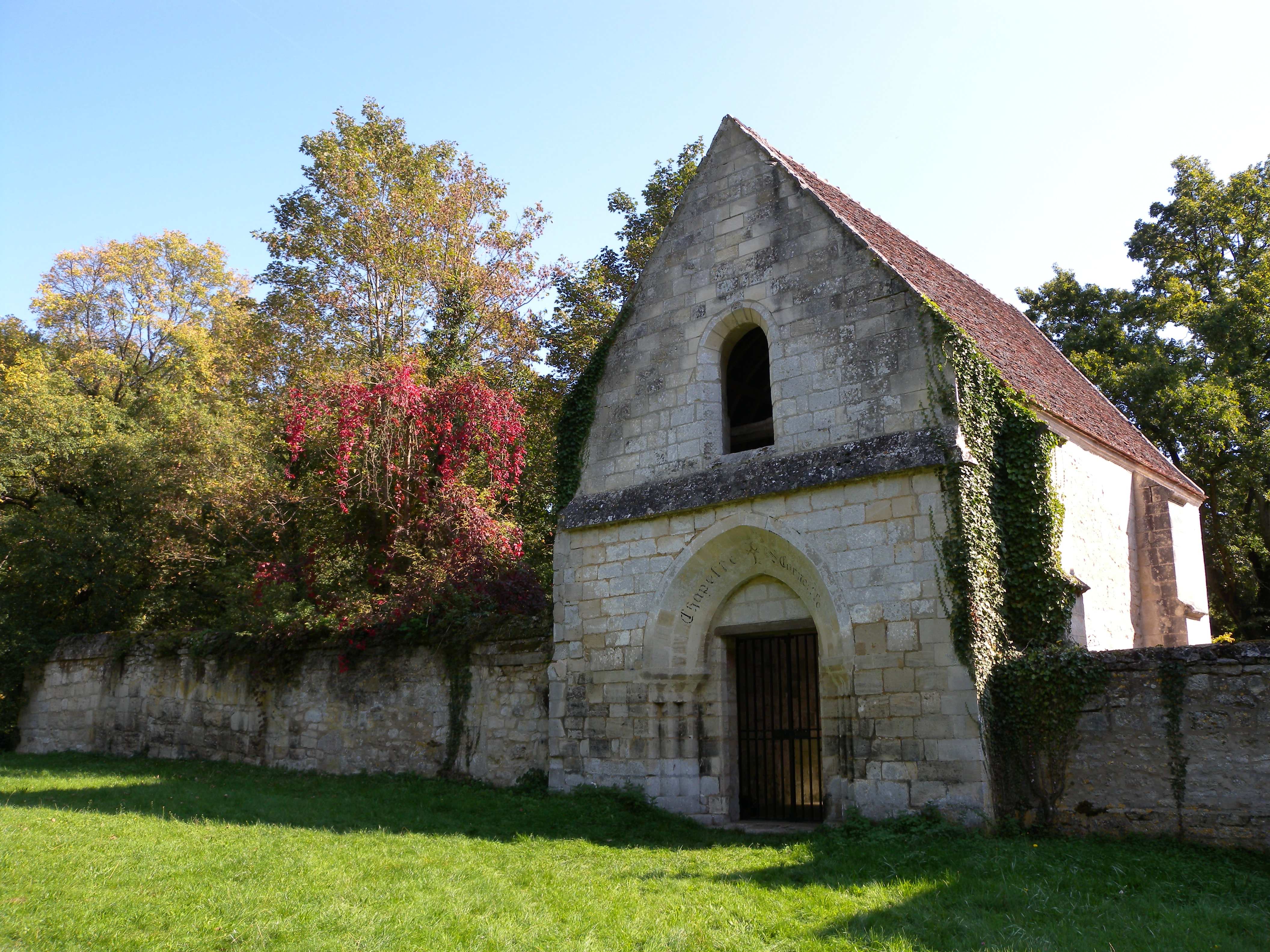
Chapelle Saint-Corneille.
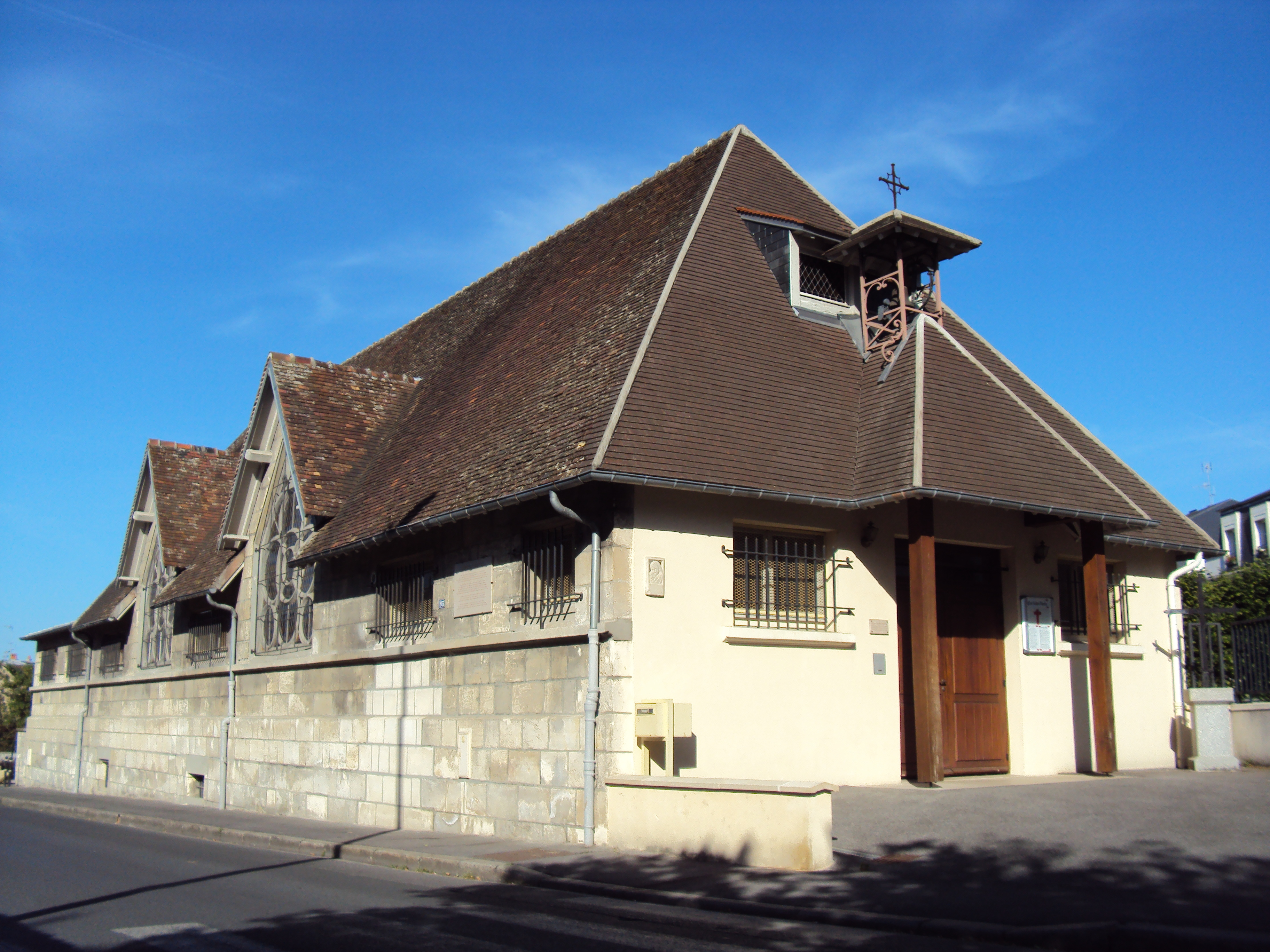
Église Sainte-Thérèse.

### Musées
- Château de Compiègne, avec les appartements historiques du XVIIIe siècle, du Premier Empire et du Second Empire ; le musée du Second Empire ; le musée de l'Impératrice Eugénie — rouvert en 2022 après sa rénovation[186] — et le musée } national de la Voiture et du Tourisme[187].
- Musée Antoine Vivenel, rue d'Austerlitz / rue de la Baguette : Installé dans l'hôtel Songeons-Bicquilley de la fin du XVIIIe siècle, le musée d'art et d'archéologie Antoine Vivenel possède l'une des plus importantes collections de céramiques grecques de France après le Louvre[188].
- Musée du cloître de l'ancienne abbaye Saint-Corneille, rue Saint-Corneille : dépendance du musée Antoine-Vivenel, il est consacré à l'histoire de l'abbaye Saint-Corneille et à la sculpture religieuse du Moyen Âge[189].
- Musée de la Figurine historique, place de l'Hôtel de Ville (l'accès est situé juste à sa droite, sous un porche surmonté d'un imposant blason[190]) : Sa création remonte au début du XXe siècle et a été possible grâce à plusieurs donations, qui ont constitué le fond d'environ 155 000 figurines en bois, plomb, étain, carton et d'autres matières. Le musée a emménagé dans un annexe de l'hôtel de ville en 1984 et s'étend sur environ 500 m2. Divisé en six espaces chronologiques, il présente des maquettes et dioramas illustrant les grands épisodes de l'histoire de la ville de Compiègne et de sa forêt, mais aussi de l'histoire de France, des conquêtes napoléoniennes et des deux Guerres mondiales, ce qui rend le parcours très vivant[191].
- Espace culturel Saint-Pierre des Minimes, rue des Minimes : la ville de Compiègne propose des expositions gratuites dans l'ancienne église[192], qui a été édifiée entre 1130 et 1160 comme chapelle d'un prieuré dépendant de l'abbaye Saint-Corneille. Les Minimes s'y sont installés au XVIIe siècle et ont bâti les bâtiments conventuels aujourd'hui occupés par l'école Pierre-Sauvage. En 1791 les Minimes ont cedé la place aux Frères des écoles chrétiennes, qui, chassés dès 1792, sont revenus en 1818. L'église est toutefois restée désaffectée au culte, et si le mobilier subsiste encore en grande partie, il a été dispersé à la Révolution, et le bâtiment est aujourd'hui entièrement vide. La perte du clocher et du bas-côté sud est également attribuable à la Révolution, alors que le triplet du chevet a été maladroitement remplacé par un oculus sous le Second Empire. Il ne faut pas s'étonner du voûtement d'arêtes du bas-côté nord, qui ne date que de l'installation des Minimes. La sculpture des culs-de-lampe sur lesquels retombent les nervures des voûtes est assez originale, ainsi que la décoration du portail, très dégradée[193].
- Mémorial du camp de Royallieu, avenue des Martyrs de la Libération : aménagée par la ville en 2008, il retrace l'histoire de ce camp d'internement et de déportation, qui a fonctionné de 1941 à 1944, et dont 50 000 des 54 000 prisonniers sont morts dans la déportation. Quatre anciennes baraques et l'ancienne chapelle du camp restent en place[194].
- La clairière de l'Armistice en forêt de Compiègne, comportant le wagon de l'Armistice dans le cadre du musée de l'Armistice[195].

- Jumelages et partenariats de Compiègne.| Ville | Ville                | Pays | Pays        | Période                   |
| ----- | -------------------- | ---- | ----------- | ------------------------- |
|       | Arona[103]           |      | Italie      | depuis 1962               |
|       | Bury St Edmunds[103] |      | Royaume-Uni | depuis 1967               |
|       | Elbląg[103]          |      | Pologne     | depuis 2002               |
|       | Guimarães[103],[104] |      | Portugal    | depuis le 24 juin 2006    |
|       | Huy[103]             |      | Belgique    | depuis 1959               |
|       | Jezzine[105]         |      | Liban       | depuis 2019               |
|       | Kiryat Tivon[103]    |      | Israël      | depuis 1988               |
|       | Landshut[103]        |      | Allemagne   | depuis 1962               |
|       | Larache[106]         |      | Maroc       | depuis 2019               |
|       | Raleigh[103]         |      | États-Unis  | depuis 1989               |
|       | Shirakawa[103]       |      | Japon       | depuis le 20 octobre 1988 |
|       | Vianden[103]         |      | Luxembourg  | depuis 1964               |
|       | Ziguinchor[107]      |      | Sénégal     | depuis 2019               | Musée Antoine-Vivenel.

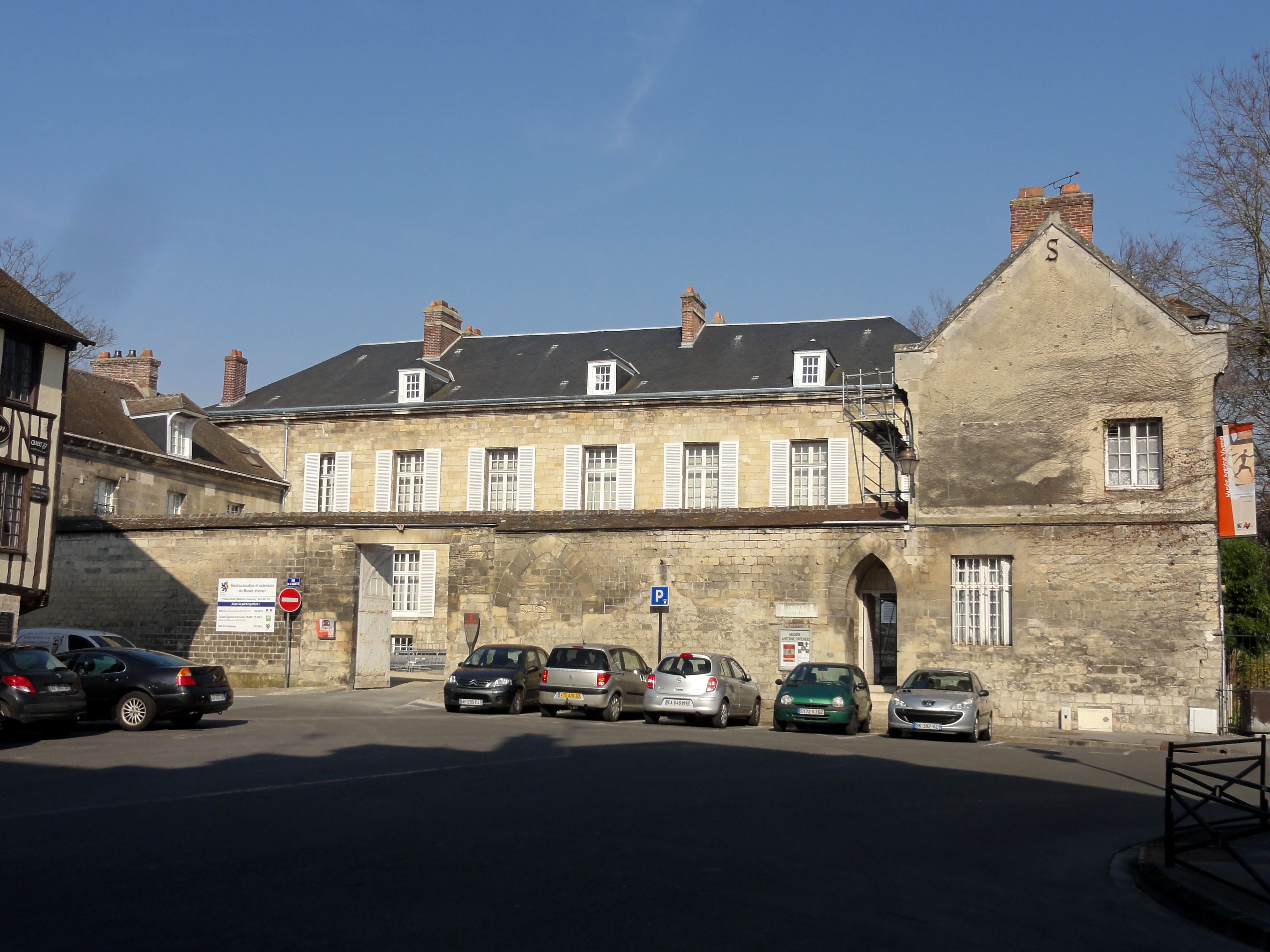
Musée Antoine-Vivenel.
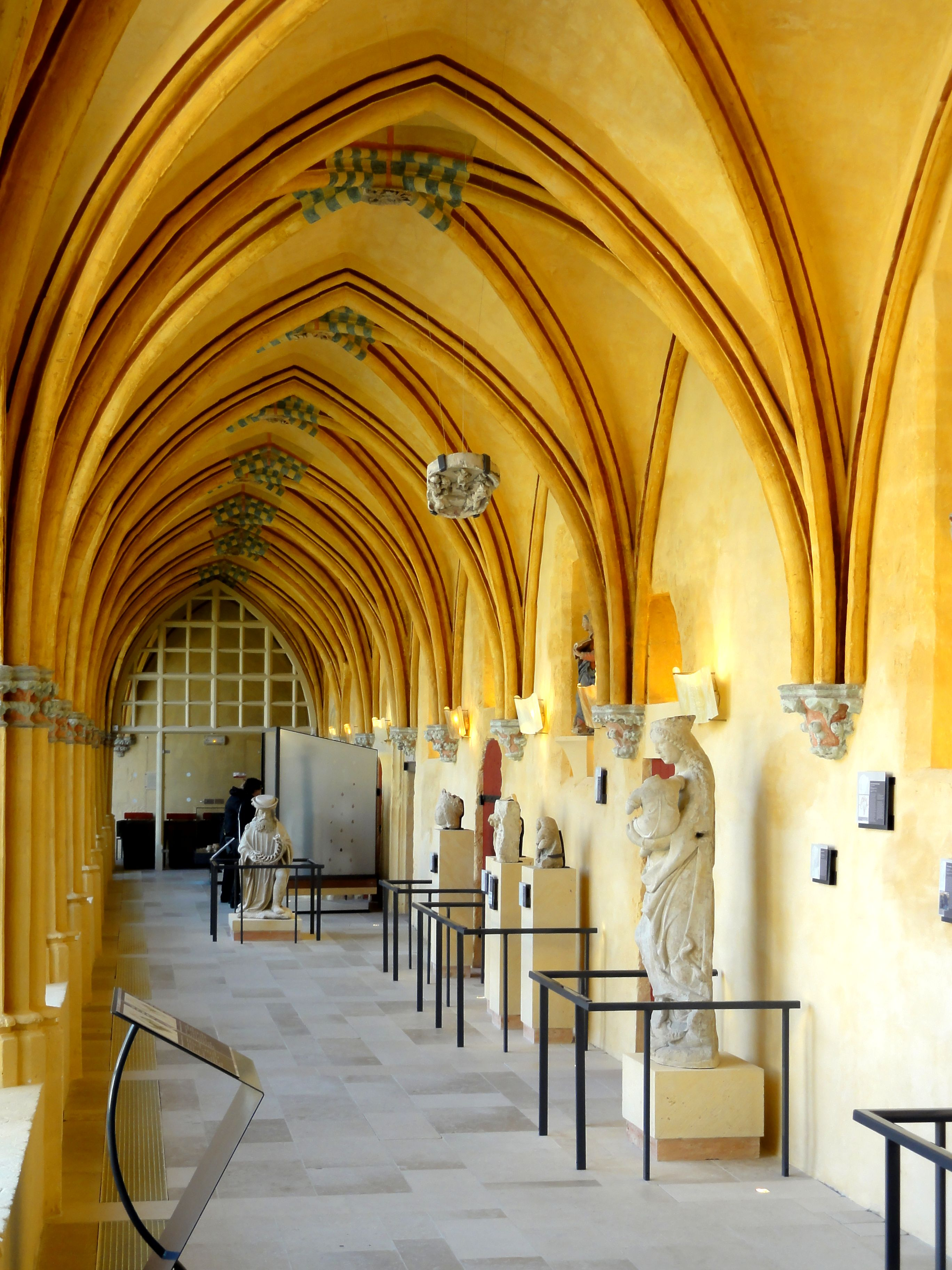
Musée du cloître de l'abbaye Saint-Corneille.
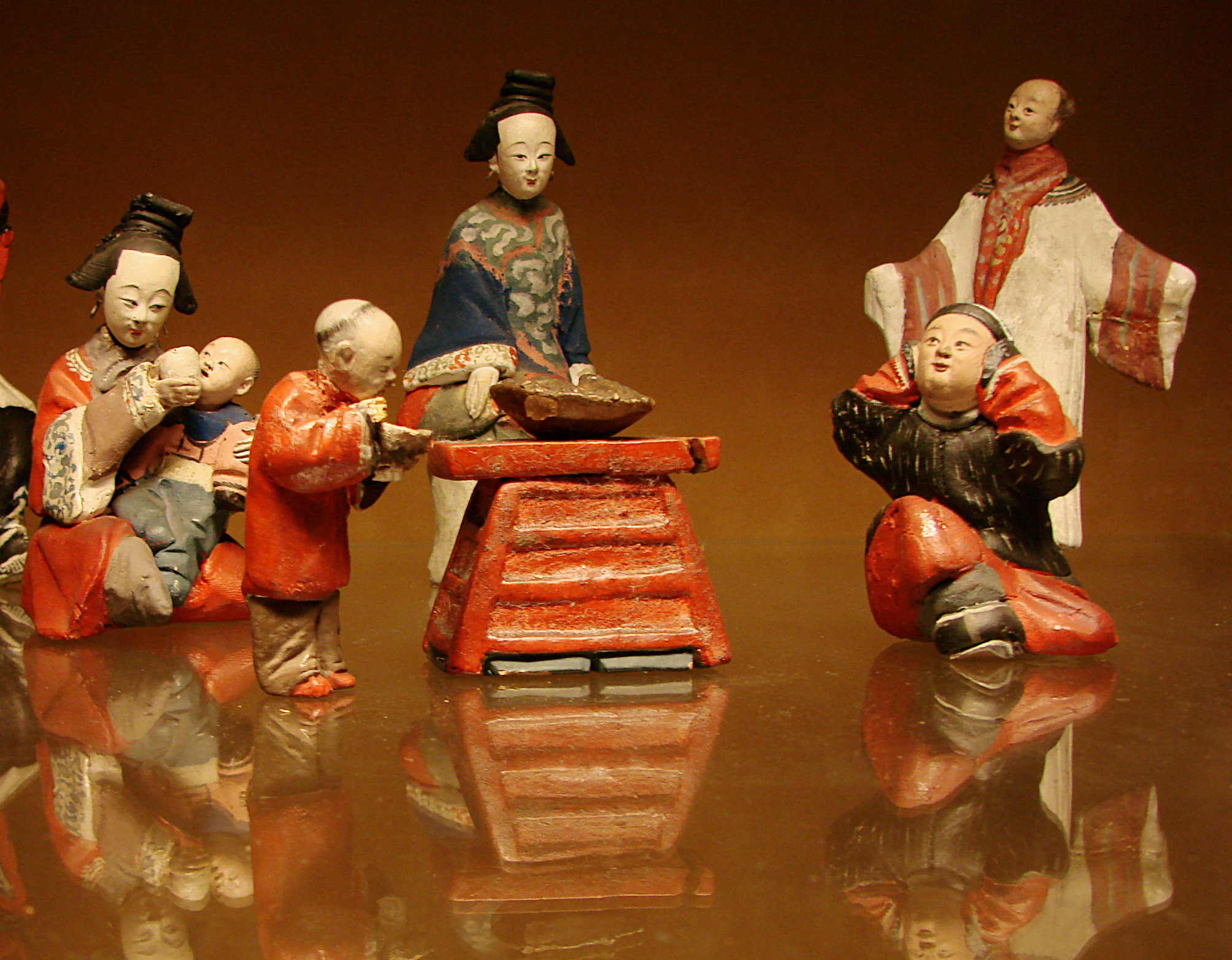
Musée de la figurine historique.
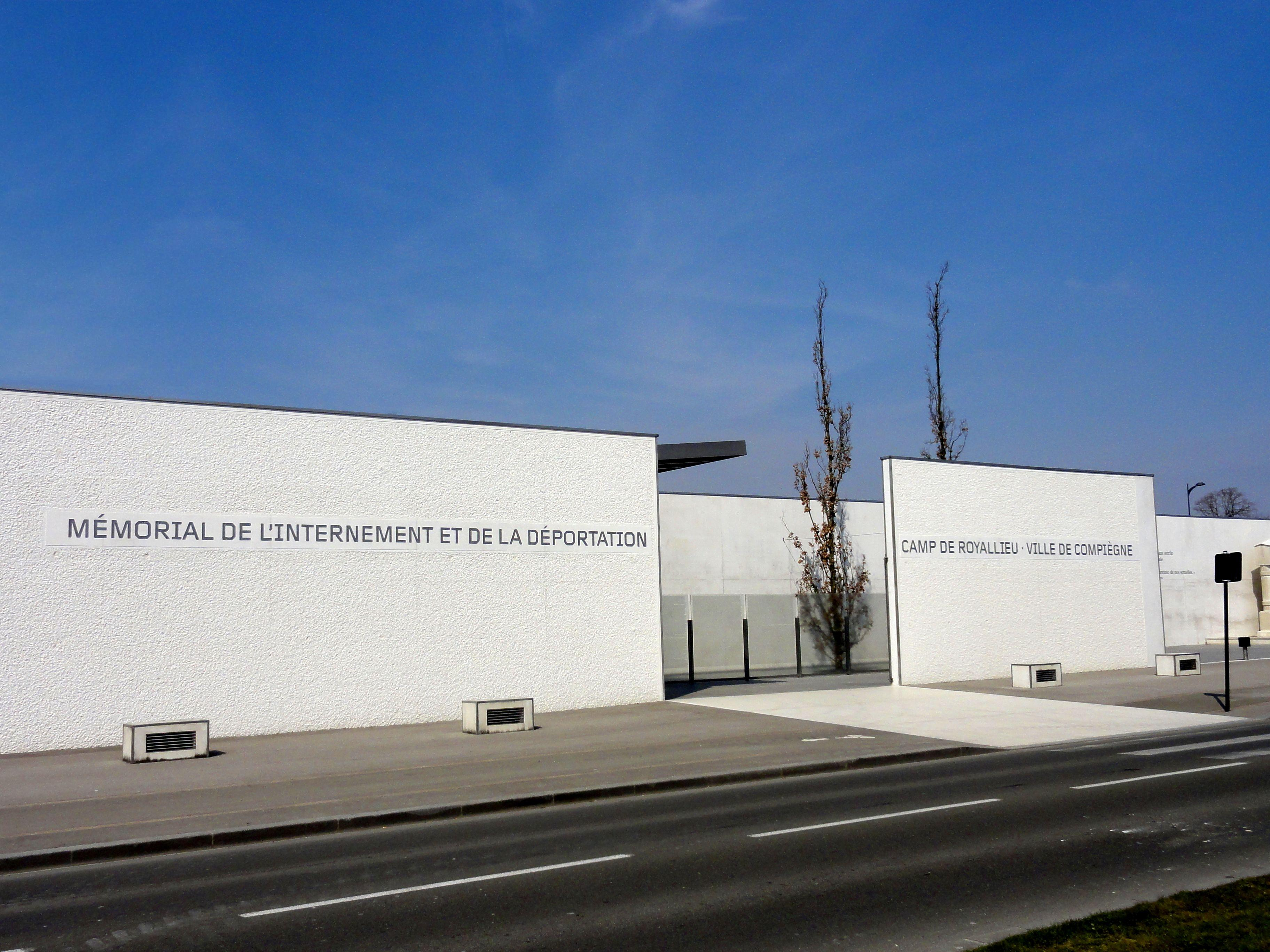
Mémorial du camp de Royallieu.
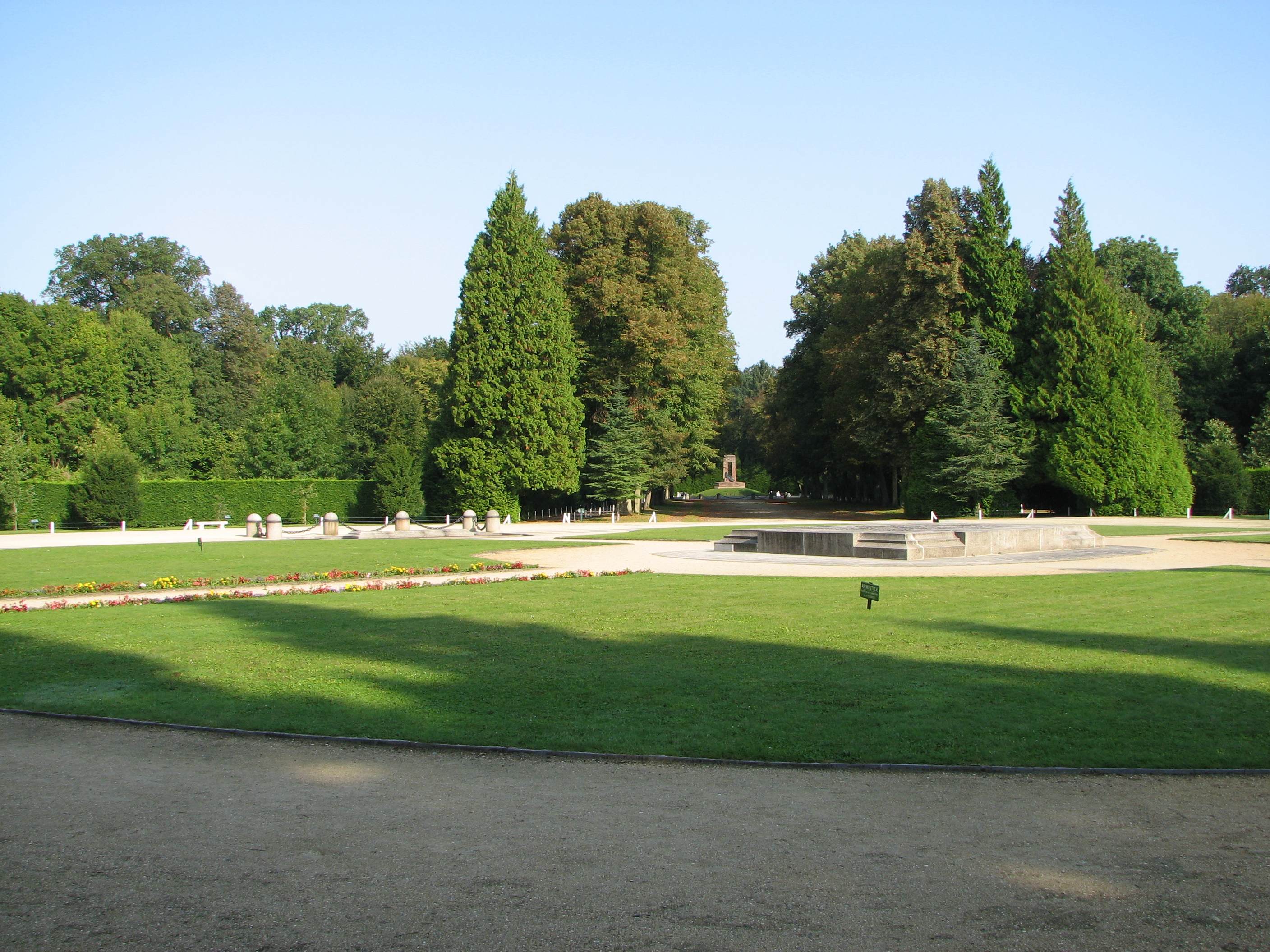
Clairière de l'Armistice.

### Pèlerinage de Compostelle
Compiègne est une étape entre la via Gallia Belgica et les grandes voies françaises du pèlerinage de Saint-Jacques-de-Compostelle. L'étape notable précédente est Saint-Quentin. Au-delà de Compiègne, le pèlerin pouvait rejoindre l'une des trois voies principales vers Saint-Jacques-de-Compostelle : la via Turonensis plus directe par Paris, la via Lemovicensis par Vézelay et Limoges, la via Podiensis par Le Puy-en-Velay et Moissac.

### Personnalités liées à la ville

#### Y sont nés

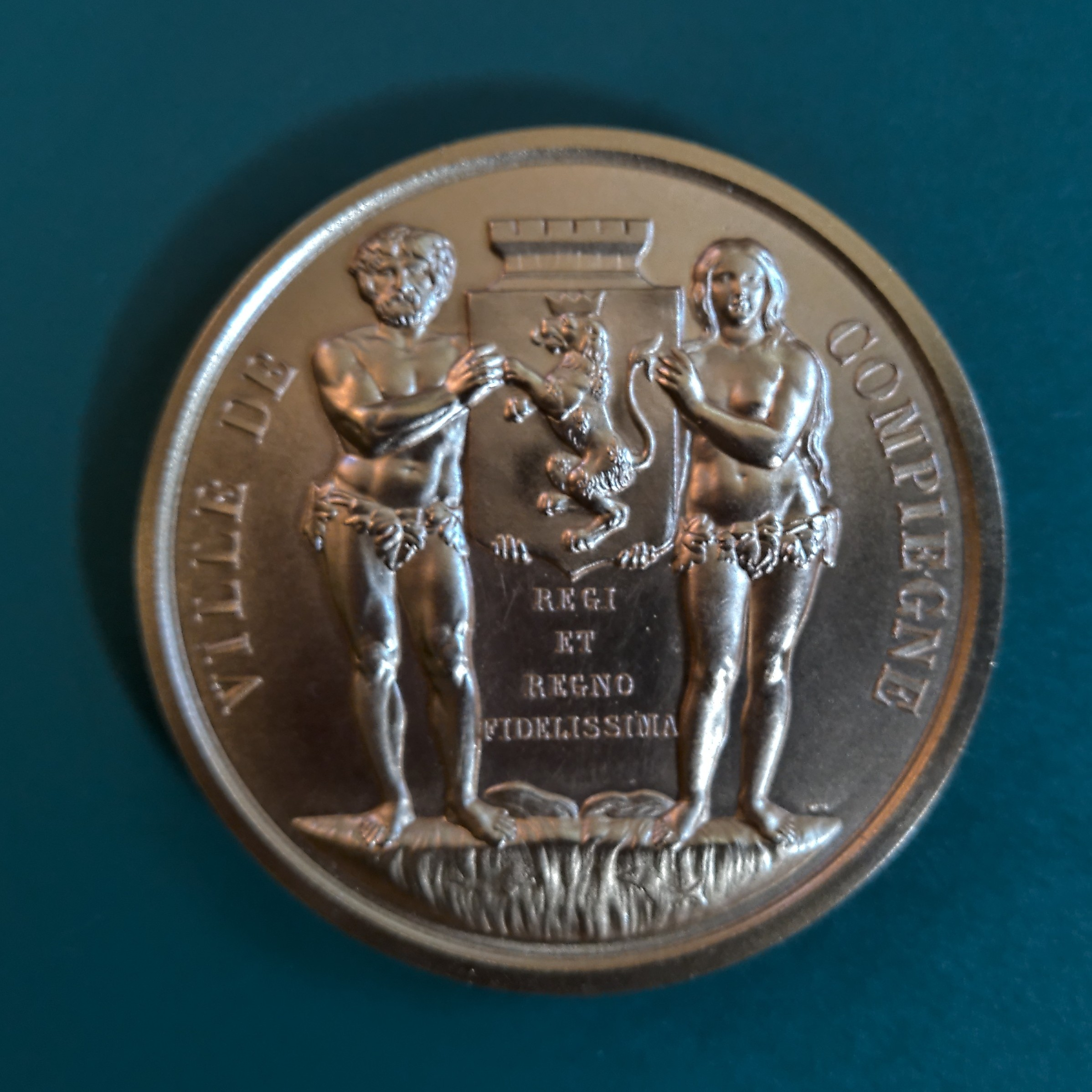
Medaille d'or de la ville de Compiègne

- Roscelin de Compiègne, philosophe scolastique, en 1050.
- Cortebarbe, trouvère picard du XIIIe siècle, auteur du fabliau Les Trois aveugles de Compiègne.
- Pierre d'Ailly, philosophe et théologue, en 1351.
- Jacques de Billy (1602-1679), astronome, mathématicien et théologien, né à Compiègne.
- Marc-Antoine Hersan (1649-1724), professeur au Collège Royal, né et mort à Compiègne.
- Pierre Coustant, philosophe, théologien et doyen de l'abbaye de Saint-Germain-des-Prés, en 1654
- Charles Coustant de Belle-Assise (1676-1752) gouverneur de Compiègne le 30 novembre 1717, gouverneur attourné de Compiègne le 5 août 1719 et bailli général des douanes du Val-de-Grâce. À la fin de sa vie, Charles est aussi subdélégué de Messieurs les prévôts des marchands et échevins de Paris, bailli pour les rivières d'Aisne et d'Oise, conseiller-procureur du roi au bailliage de Compiègne. Il est également bailli général des dames du Val-de-Grâce et gouverneur et administrateur de l'hôpital général de Compiègne
- Louis Melchior Mottet, commissaire général de la Marine, responsable du bureau des colonies, le 5 janvier 1735, père d'Agathe de Rambaud et frère de Benoît Mottet de La Fontaine
- Jean Le Caron de Mazencourt (1735-1809), homme politique, maire de Compiègne, député à l'Assemblée législative, né et décédé  à Compiègne.
- Benoît Mottet de La Fontaine, député du Grand Orient de France, commissaire ordonnateur des établissements français des Indes, né en 1741 au château de Compiègne
- Jean-François Thirial (1755-1794), prêtre et homme politique, député du clergé aux États généraux de 1789 pour le bailliage de Château-Thierry.
- Claude-François-Xavier Mercier de Compiègne (1763-1800), imprimeur-libraire et écrivain
- Antoine-François Vivenel (1799-1862), entrepreneur général
- Alphonse Chovet (1831-1905), homme politique, maire de Compiègne de 1878 à 1902, sénateur de l'Oise de 1888 à 1905.
- Albert Robida, dessinateur, lithographe, aquafortiste, caricaturiste et romancier, en 1848
- Arthur Bazin, écrivain, en 1849
- Hedwige Chrétien, compositrice, en 1859
- Alice Mathieu-Dubois, médecin, née en 1861, première femme noire à obtenir son baccalauréat et son doctorat de médecine
- Paul Helbronner, alpiniste et topographe, le 24 avril 1871
- Jehanne d'Orliac, femme de Lettres, le 25 mai 1883
- Aliette de Maillé, archéologue, le 3 janvier 1896
- Pierre Colombier, cinéaste, le 18 mars 1896
- Louis Fleurant, architecte, le 30 mars 1897
- Jean Philippot, architecte, le 22 octobre 1901
- Daniel Boulanger, écrivain, le 24 janvier 1922
- Béatrice Nodé-Langlois, écrivain et artiste peintre, le 4 avril 1940
- Jacques Demarcq, poète, en 1946
- Didier Porte, journaliste, chroniqueur et humoriste, en janvier 1958
- Thierry Hazard (de son vrai nom Thierry Gesteau), chanteur, le 7 juin 1962.
- Eric Laforge, (de son vrai nom Eric Hennique), journaliste, animateur radio (sur Classic 21 en Belgique), le 24 janvier 1964.
- Bertrand Vecten (1972-), vice-champion olympique d'aviron.
- Anaïs Baydemir, présentatrice météo sur France 2, le 20 juillet 1979
- Nolan Roux, footballeur professionnel évoluant au Football Club de Metz le 1er mars 1988.
- Zakarya Bergdich, footballeur franco-marocain, le 7 janvier 1989.
- Yanna Rivoalen, rugbywoman internationale, le 10 juin 1989[197].
- Martin Mimoun, footballeur professionnel, en 1992.
- Romain Bayard, footballeur professionnel, en 1993.
- Sofia Pace, athlète française handisport, en 1994.
- Maxime Godart, acteur, le 2 octobre 1998.
- Charlotte et Laura Tremble, nageuses synchronisées françaises le 4 juin 1999[198].

#### Y ont été sacrés
- Louis II dit « le Bègue », en 877
- Eudes Ier, en 888
- Louis V dit « le Fainéant », le dimanche de Pentecôte 8 juin 979,
- Hugues II (mort en 1025), en 1017, est associé au trône de son père le roi Robert II dit « le Pieux »

#### Y sont enterrés

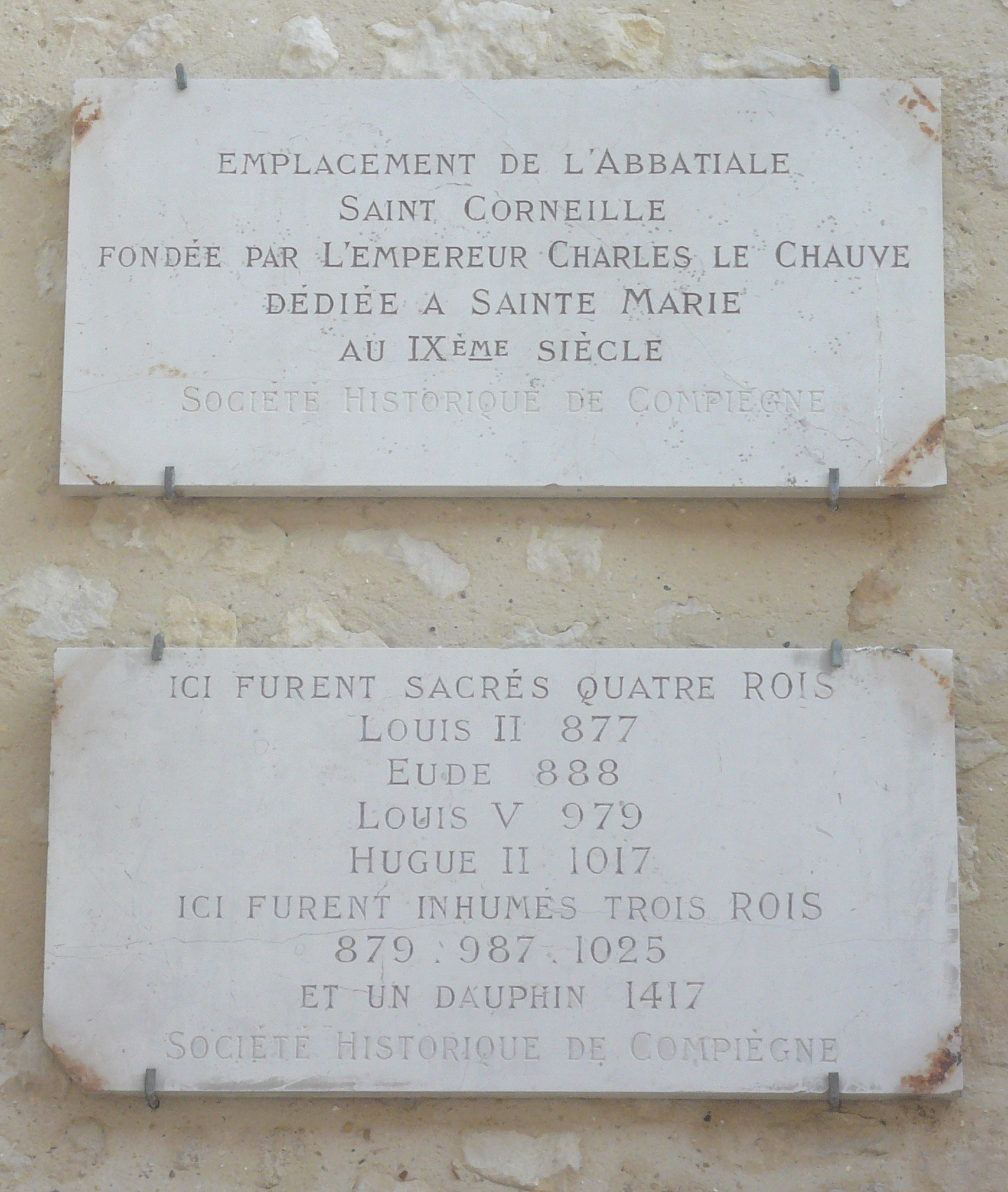
Plaque commémorative sur un mur de l'abbaye Saint-Corneille.

Plusieurs rois et un dauphin y sont enterrés d'après une plaque sur un mur de l'ancienne abbaye Saint-Corneille dont :
- Clotaire Ier dit le vieux le 11 décembre 561 (probablement mort dans la commune limitrophe de Choisy-au-Bac où il avait son palais[199]) d'autres sources le disent mort à Compiègne;
- Louis II dit le bègue le 10 avril 879 ;
- Louis V dit le fainéant le 21 mai 987 ;
- Hugues de France fils de Robert II le Pieux, associé au trône depuis 1017, le 17 septembre 1025 ;
- le dauphin Jean, duc de Touraine le 4 avril 1417 ;

L'abbaye Saint-Corneille, son église et les sépultures qu'elle renfermait furent profanées pendant la Révolution et détruites, comme le furent celles de la basilique de Saint-Denis. La rue Saint-Corneille a été percée à l'emplacement de la nef et du bas-côté Sud de l'abbatiale.
- Antoine Vivenel (1799-1862), architecte-entrepreneur à Paris, fondateur du musée de Compiègne
- Jean Compagnon (1916-2010), général de corps d'Armée ;

#### Y sont morts
- Clotaire Ier dit le Vieux (ou Chlotar, Clothar, Chlotochar ou Hlothar), roi de Soissons (511–23 décembre 558, roi des Francs (23 décembre 558-561).
- Le chevalier Louis de Jaucourt (1704-1779), philosophe, écrivain et encyclopédiste.
- Michel Ordener (1755-1811), comte d'Empire, général français de la Révolution et de l'Empire, inhumé au Pantheon à Paris.
- Major Otenin (1770-1814), militaire, en défendant le Château de Compiègne.
- Jean Nicolas Seroux de Fay (1742-1822), baron d'Empire, général français de la Révolution et de l'Empire.
- Pierre Louis Charles de Failly (1810-1892), général de division.
- Victor Cauchemé (1845-1938), dessinateur français.
- Sylvie (1883-1970), actrice.
- Ferdinand Bac (1859-1952), dessinateur, lithographe et écrivain français.

#### Y ont vécu ou y sont passés
- Louis XI de France (1423-1483) y séjournait très fréquemment lors de ses campagnes militaires en Picardie, notamment en 1475, au moment de la dernière étape de la guerre de Cent Ans (article connexe : Itinéraires du roi Louis XI de 1461 à 1483).
- Marie de Médicis est envoyée au château de Compiègne par son fils Louis XIII en 1630.
- Louis Le Dreux de La Châtre, architecte.
- En 1797, Eugène-François Vidocq fait sa première tentative d'évasion en forêt de Compiègne.
- Dans les années 1800, l'École des Arts et Métiers s'installe à Compiègne dans le château ; y séjournent alors plusieurs Gadzarts comme Alexandre Corréard, Lejeunes, Michel Ordener ou Pierre-Joseph Meifred.
- Charles IV d'Espagne de juin à septembre 1808 après son abdication.
- Napoléon Ier, à plusieurs reprises, dont le 27 mars 1810 pour y rencontrer Marie-Louise d'Autriche pour la première fois.
- En 1813 Augustin Thierry, historien, enseigne les humanités à Compiègne.
- En 1814, c'est de Compiègne que part Louis XVIII pour son entrée solennelle dans Paris.
- Durant le Second Empire, Napoléon III organise les séries de Compiègne, très prisées par la cour (une centaine d'invités sont conviés par « séries » durant une semaine).
- Émile Waldteufel (Charles Émile Lévy), compositeur chargé par Napoléon III de l'organisation des séries de Compiègne, dans les années 1860.
- Du 18 septembre au 21 septembre 1901, Compiègne recevait la visite officielle du tsar Nicolas II.
- Coco Chanel alors inconnue fut accueillie par son ami Étienne Balsan au "château" de Royallieu de 1905 à 1909.
- Georges Guynemer décolle de Compiègne durant la Première Guerre mondiale, jusqu'à sa mort le 11 septembre 1917 au-dessus de la Belgique.
- Entre 1915 et 1918, Alexis Carrel organise un système d'ambulance pour secourir les blessés sur le champ de bataille. Aujourd'hui désavoué pour ses thèses eugénistes, la création à l'initiative du maire UMP Philippe Marini d'une « allée de l'ambulance Carrel 1915-1918 » après le débaptisage d'une « rue Alexis-Carrel » a en 2003 créé une polémique locale qui a eu quelques échos au niveau national[200].
- Roger Judrin, écrivain (1909-2000). Arrivé à Compiègne à la fin de septembre 1941, il y écrivit la plupart de ses livres.
- En 1942, Robert Desnos, arrêté par la Gestapo transite par le camp de Royallieu.
- Pendant la Seconde Guerre mondiale le père de Michel Drucker, Abraham Drucker, a fait partie des prisonniers de guerre au camp de Royallieu.
- En 1960, Michel Drucker passa son service militaire au camp de Royallieu.
- Youssef Seddik, philosophe et anthropologue, entre 1966 et 1970.
- Guy Deniélou, officier de marine, ingénieur nucléaire et président-fondateur de l'université de technologie de Compiègne (fondée en 1972).
- Babacar Gaye, général sénégalais.
- Jacques Mesrine a habité près de Compiègne et, le 6 juin 1973, s'est évadé du palais de Justice de Compiègne.
- Bernard Stiegler, philosophe et professeur, fonde en 1993 à l'UTC une unité de recherche consacrée aux « Connaissances, Organisations et Systèmes Techniques ».
- Élodie Gossuin, miss France 2001, miss Europe 2002 et conseillère régionale sur la liste UDF-UMP depuis 2004, durant son enfance.
- Georges Tainturier (escrime) et Jean-Christophe Bette (aviron), champions olympiques.
- Jacques Chirac, président français, Angela Merkel, chancelière allemande, et Vladimir Poutine, président russe, le 23 septembre 2006 à l'occasion d'un sommet tri-nations pour des discussions informelles sur l'Iran et les intérêts économiques et stratégiques croisés des trois pays.
- Trois épisodes de l'émission Sous les jupons de l'Histoire, présentée par Christine Bravo, ont été tournés au palais impérial de Compiègne. Ces épisodes sont consacrés à Marie-Louise d'Autriche, l'imperatrice Eugénie et à la comtesse de Castiglione.
- Édouard Philippe lors des cérémonies du 11 novembre 2017.

### Héraldique
| Blason de Compiègne | Blason  | D'argent au lion d'azur semé de fleurs de lys d'or, armé et lampassé de gueules, et couronné d'or Ornements extérieursCroix de guerre 1914-1918 Croix de guerre 1939-1945 avec étoile d'argent Devise / Cri'Regi et regno fidelissima « Au roi et au royaume la plus fidèle ». |
| Blason de Compiègne | Détails | |